# Список памятников русским в Болгарии
В Болгарии установлено свыше 400 памятников русским. Многие улицы, города и сёла названы в честь русских общественных деятелей и полководцев, погибших или прославившихся в Русско-турецкую войну 1877—1878, когда Болгария снова приобрела свою свободу после пятивекового османского владычества.

## История создания памятников русским освободителям в Болгарии
Вдоль дорог, ведущих с Балкан в Софию, воздвигнуто множество памятников в честь славного подвига русских освободителей. Только в нынешнем Софийском округе их насчитывается тридцать девять. Они воздвигнуты в районах Правеца и Ботевграда, Арабконака и Етрополе, Калугерово и Врачеша, Йорданкино и Негушево. Вблизи села Врачеш, в лощине Кривия-Дол, среди камней возвышается вылитый из чугуна двухметровый крест. На чугунной мемориальной плите написано:
В память 28 солдат и сержантов лейб-гвардейского Московского полка, павших за освобождение Болгарии в бою близ Арабаконака 21 ноября 1877 года
На трёх памятниках в Ботевграде выписаны имена офицеров: Войницкого (лейб-гвардейский Московский полк), Ушакова (Петербургский гренадерский полк) и Волкова (лейб-гвардейский Волынский полк). В селе Калугерово под высотами Яковото и Висока-Могила, на берегу реки Малки-Искыр в 1937 году по инициативе учителя Петра Попмаркова был построен памятник русским освободителям. Надпись на нём гласит:
Поклон тебе, русское воинство, которое 23. XI. избавило нас от турецкого рабства
В тот день на село напали башибузуки, но вовремя подоспевшие казаки спасли село от сожжения и опустошения. На Арабаконакском перевале воздвигнут памятник, прославляющий героический зимний переход через Балканы. На мраморной плите с северной стороны перечисляются части и подразделения, участвовавшие в боях с турецкими оккупантами.
В Етрополе и в местностях Кобила и Прогон неподалёку от города установлены четыре памятника павшим здесь воинам лейб-гвардейского Преображенского, 11-го пехотного Псковского и 12-го пехотного Великолукского полков. А на вершине Шиндарник над старым Арабаконакским шоссе (на высоте 1430 метров над уровнем моря) находятся братские могилы героев лейб-гвардейского Семёновского и Измайловского полков, а также артиллеристов 1-й артиллерийской бригады.
Вблизи села Саранци в местности Пересте, выше шоссе, построен памятник воинам лейб-гвардейского Волынского полка, павшим в бою 31 декабря 1877 года.
В 1899 году в селе Негушево близ Софии на средства его жителей был построен небольшой памятник из известняка с такими надписями:
В память освободителей Болгарии, построен жителями села Негушево в 1899 году, октября 14 дня.
Поклонись, Болгария, могилам, которыми ты усеяна.
На средства, собранные жителями села Елешница (ныне Йорданкино), в 1879 году был воздвигнут памятник на братской могиле шести русских воинов лейб-гвардейского Преображенского полка — старейшего в русской армии, которому была предоставлена высокая честь первым войти в Софию.
На памятнике, сложенном из обработанного камня в 1910 году под селом Горубляне близ Софии, написано:
22. XII. 1877 г. сюда прибыли освободительные русские войска
В сооружении памятников, увековечивших подвиг героев, сражавшихся за свободу Болгарии, активно участвовали болгарские ополченцы, которые плечом к плечу сражались с русскими воинами. Благодаря деятельности Ополченского комитета, возглавляемого Стояном Займовым, в Болгарии было построено много памятников, открыты мемориалы и музеи, которые в течение десятилетий способствовали воспитанию болгарского народа в духе признательности и беспредельной любви к его освободителю — великому русскому народу.
Первым памятником, построенным этим комитетом, был Памятник освобождения, воздвигнутый в Софии на площади Народного собрания. Редкий по своему исполнению, он был задуман ещё в 1898 году. Средства на его сооружение были выделены Народным собранием X созыва в 1899 году, а также собраны населением страны при содействии местных ополченческих комитетов. Первоначально предполагалось соорудить памятник рядом со зданием русского посольства, но впоследствии, в 1900 году выбор пал на площадь Народного собрания. Был объявлен международный конкурс на лучший проект, в котором могли участвовать только профессиональные скульпторы. Программа конкурса предусматривала ряд обязательных условий для авторов. Так, в композицию памятника непременно должны были войти барельефы и скульптурные группы. В связи с этим даже была издана брошюра (в том числе и на французском языке), написанная депутатом Народного собрания и членом Ополченского комитета Иваном Беликовым. Таким образом конкурс получил широкую огласку. В нём приняли участие скульпторы из двенадцати европейских государств и, что весьма примечательно, из Турции: из Франции — 9, Италии — 5, Болгарии — 3, Чехии — 2, и по одному участнику из Дании, Португалии, Турции и Голландии. В состав жюри входили: профессор Этторе Феррари из Римской Академии художеств, профессор Антонен Мерсье из Парижской Академии художеств, профессор Роберт Бах из Петербургской Академии художеств, а также болгарские художники и скульпторы — Иван Мырквичка, Антон Митов и др.
Первую премию жюри присудило одиннадцатому проекту под девизом «Рома». Его автором был флорентийский скульптор Арнольдо Цокки, которому и была поручена работа над памятником.
Первый камень в фундамент памятника был заложен в дни 25-й годовщины Апрельского восстания — 23 апреля 1901 года, а торжественное открытие памятника состоялось 30 августа 1907 года в присутствии общественности, оставшихся в живых ополченцев и русских гостей, среди которых был и командир болгарского ополчения генерал Николай Григорьевич Столетов. На торжествах с речью выступил Константин Величков.
Двенадцатиметровый памятник состоит из двух частей — полированного гранитного пьедестала с разнообразными барельефами и орельефами и бронзовой фигуры всадника, изображающей Александра II. Под статуей расположены красивые и мастерски выполненные бронзовые орельефы на сюжеты освободительной для болгарского народа войны 1877—78 годов. Все фигуры впечатляют своей выразительностью, что характерно как для движений, так и для лиц изображаемых людей. Перед нами предстают образы прославленных русских военачальников — генералов Иосифа Владимировича Гурко и Михаила Дмитриевича Скобелева, главнокомандующего великого князя Николая Николаевича. Спереди, на фасаде памятника — богиня победы Ника с расправленными крыльями. За ней изображены русские богатыри-освободители, которые несут её на своих плечах, а за ними болгарские ополченцы, некоторые из них портретированы. На фоне героев, в орельефе заднего плана представлен болгарский народ в характерной для отдельных районов Болгарии национальной одежде. Он устремился за победоносными войсками, исполненный решимости помочь им разгромить общего врага.
Выразительность фигур русских и болгар хорошо передает основной замысел и идею автора памятника — братскую дружбу и бескорыстную помощь, оказанную русскими воинами болгарскому народу.
С трёх сторон гранитного пьедестала — востока, юга и запада, под орельефами видны бронзовые барельефы, рассказывающие о важнейших эпизодах войны — сражении под Стара-Загорой и спасении Самарского знамени, подписании Сан-Стефанского мирного договора и открытии Учредительного собрания в Тырново.
В Софии, между улицами Обориште, Шипка и Сан-Стефано, воздвигнут так называемый Докторский памятник — русским медицинским чинам, погибшим в русско-турецкую войну 1877—78 годов. Софийский городской совет в своё время сам выделил для него место.
Памятник построен по проекту архитектора Антония Осиповича Томишко итальянцем Луиджи Фарабоско в 1882—1884 годы. В качестве материала для него послужил песчаник из села Ташкесен и гранит. Основание памятника, имеющего форму усечённой пирамиды, представляет собой четырёхугольную площадку, на которой покоится цоколь, украшенный бронзовыми венками. На переднем плане надпись:
Медицинским чинам, павшим в русско-турецкую войну 1877–1878 гг.
На камнях саркофага высечены имена 531 погибших медицинского чина. На монолитном гранитном блоке, увенчивающем пирамиду, выписаны названия населённых пунктов, подле которых велись крупнейшие сражения: Плевен, Мечка, Шипка и Пловдив. Величественным архитектурно-художественным памятником Софии является Храм-памятник Александра Невского.
Там, где некогда начиналась дорога из Софии в Княжево, по которой турки навсегда покидали Софию, в 1882 году был воздвигнут Русский памятник.
Предложение о сооружении «Памятника нашего освобождения» обсуждалось ещё на Учредительном собрании в Тырново в 1879 году. Петко Каравелов предложил воздвигнуть «храм в Тырново на Чанлатепе, посвящённый Александру Невскому, русскому святому и герою». В свою очередь, Петко Славейков, при поддержке Стефана Берона, предложил построить памятник на вершине Святого Николы (ныне Столетова). Было решено строить его на добровольные пожертвования народа. Тогда же печатаются 20 тысяч экземпляров Болгарской Конституции, средства от продажи которых должны были поступить в фонд строительства памятника. Избранная комиссия приступила к сбору средств. Однако через год, в 1880 году, Народное Собрание второго созыва приняло решение воздвигнуть памятник в Софии. В изданных прокламации и обращении народ призывался «внести свою лепту в строительство памятника признательности болгарского народа своим освободителям». Прокламация и обращение были распространены по всей стране через городские и сельские общинные управления, начальников окружных управлений. Они были отправлены также префектам и директорам управлений внутренних дел Восточной Румелии, болгарским дипломатическим представителям в Белграде, Петербурге, Бухаресте и других городах с просьбой «распространить их среди соотечественников патриотов, по общинам в Бессарабии, Добрудже, в Австрии и России».
Патриотическое начинание возглавила центральная комиссия, созданная в соответствии с решением Народного собрания от 26 ноября 1881 года, а дата закладки памятника была намечена на 3 марта 1882 года.
Первоначально утверждённый проект русского академика Ивана Семёновича Богомолова подлежал доработке с тем, чтобы лучше приспособить его к местным условиям. Однако события 1885 года и последовавшее ухудшение отношений между русским и болгарским правительствами помешали своевременному началу строительства.
В 1896 году центральная комиссия остановила свой выбор на проекте архитектора Александра Никаноровича Померанцева. Это был по существу прежний проект Богомолова, в который, однако, были внесены существенные коррективы. Собранные к тому времени средства составили 900 тысяч левов. В фонд строительства поступили также средства от болгар, живущих за рубежом.
Многие русские выразили желание внести денежные средства в фонд строительства храма-памятника Александра Невского. В 1912 году строительство храма, продолжавшееся восемь лет, было завершено. Однако из-за начавшейся Балканской войны он не был открыт. Дело дошло даже до того, что через три года, в 1915 году, по настоянию царя Фердинанда Кобурга, немецкого ставленника, кабинет министров под председательством Васила Радославова переименовал его в «соборную церковь Св. равноапостолов Кирилла и Мефодия». В связи с этим в буржуазном листке «Народни права» были даже такие строки: «после объединения болгарской нации предстоит приступить к своему обновлению», а потому-де «имя Александра Невского, присвоенное монументальному храму, стоящему рядом со старинной соборной церковью Св. Софии, никогда не отвечало народным чаяниям и идеалам». Истинную подоплёку такой мотивировки раскрыла в своё время газета «Работнически вестник», которая писала, что «переименование памятника имеет целью создать культ национализма, призванного играть роль крепителя господства и политики реакционной буржуазии».
В 1920 году правительство Александра Стамболийского восстановило первоначальное название памятника, утвердив его в законодательном порядке на первой же сессии Народного собрания XVIII созыва в мае того же года. Спустя 45 лет после принятия решения о сооружении храма, в 1924 году, по настоянию общественности состоялось официальное его открытие. Храм-памятник Александра Невского воздвигнут на самом видном месте центральной части Софии. Его высота — 50 метров 52 сантиметра. Храм сложен из гранита и белого камня и украшен скульптурно-декоративными элементами: карнизами, фризами, колоннами и другими. Его архитектоника включает также элементы русского церковного зодчества. С обеих сторон западного входа в храм установлены две плиты из каррарского мрамора с текстом на русском и болгарском языках, гласящим, что:
Сей величественный соборный храм сооружен и украшен по патриотическому решению Первого Народного собрания в Тырнове 13 апреля 1879 года на добровольные пожертвования всего болгарского народа для увековечения его братской любви и глубокой признательности великому русскому народу за освобождение Болгарии в 1878 году.
Первый камень в фундамент памятника был заложен на этом месте 19 февраля 1882 года. Сооружение храма началось в 1904 году и закончилось в 1912 году. Освящение храма состоялось 12–24 сентября 1924 года.

Вечная слава павшим за освобождение Болгарии русским воинам.
Интерьер храма богато украшен мрамором, мозаикой, разноцветными металлическими конструкциями и церковной утварью. Но главным украшением храма является, разумеется, его высокохудожественная роспись работы выдающихся русских и болгарских художников. Следует выделить живописные картины, выполненные маслом и темперой, фрески, символические и орнаментальные изображения — всего около четырёхсот произведений. В росписи храма участвовали выдающиеся русские художники Виктор Васнецов, Пётр Мясоедов, Александр Киселёв, Дмитрий Киплик, Михаил Судковский, Василий Савинский и другие, а также болгарские художники Иван Мырквичка, Антон Митов, Господин Желязков, Стефан Иванов, Асен Белковски, Петко Клисуров и декораторы Борис Михайлов и Харалампи Тачев.
Мраморная орнаментика, придающая особое великолепие внутреннему убранству храма, выполнена в Италии по проектам русского художника—архитектора Яковлева, а украшения стен — болгарскими мастерами. Храм-памятник Александра Невского является крупнейшим на Балканах, величественным культурным памятником эпохи, в которую он был воздвигнут.

### Александр Сергеевич Пушкин и борьба болгарского народа за освобождение
Памятники Пушкину в Болгарии имеют непосредственное отношение к борьбе болгарского народа за своё освобождение. Ещё до освобождения Болгарии от турецкого ига П. Р. Славейков, родоначальник новой болгарской поэзии, сделал следующее замечательное признание Александру Сергеевичу Пушкину:
Он не был моим братом, он мне был знаком по музе, но был мне гораздо милее брата
Оригинальный текст (болг.)Не бе ми брат. По муза беше ми познат. Но мил ми беше от брат по-многоПетко Славейков
Самые крупные болгарские поэты и деятели национально-освободительного движения — П. Р. Славейков, Хр. Ботев, Ив. Вазов, П. П. Славейков и другие — учились у Пушкина, переводили его произведения. Глубоко войдя в болгарскую литературу как поэт народный, одухотворивший творческие искания многих болгарских поэтов, Пушкин, естественно стал предметом художественного изображения.
Даже после освобождения Болгарии от турецкого ига, в 1880—90-е годы XIX века, Пушкин продолжает привлекать внимание болгарских писателей, переводится его лирика, проза и драматургия….

### В середине XX века
В 1958 году, к 80-летию освобождения Болгарии от Османского ига, в журнале «Искусство» вышла статья, посвящённая памятникам русским героям, павшим в ходе освобождения братского болгарского народа и их культурному значению (отрывок из статьи):

В столице Болгарии Софии и её окрестностях было установлено тридцать памятников. Памятники воздвигались в честь воинских частей и отдельных доблестных героев освободительной войны.
По поручению Комитета [Ополченского комитета Болгарии] группа болгарских художников во главе с крупнейшими мастерами — такими, как Иван Мырквичка и Антон Митов, при участии Б. Михайлова, Ц. Дрогача и других, — произвела зарисовку всех памятников. Из этих рисунков, выполненных акварелью и тушью, составлен альбом «Памятники русским воинам, павшим в Болгарии в освободительную войну 1877/78 года». Альбом открывается символическим рисунком, исполненным И. Мырквичкой. На рисунке — Балканские горы, на вершине — памятник, перед ним воин, возлагающий цветы на могилу.
В мае 1902 года в ознаменование 25-летнего юбилея освобождения Болгарии этот альбом был прислан в Россию в знак глубокой признательности болгар своим освободителям.
Ныне [1952] этот альбом хранится в Центральном государственном историческом архиве СССР в Москве.
— Лимонов Ф. К 80-летию освобождения Болгарии // Союз художников СССР Искусство : Печатный орган Министерства культуры СССР и Союза художников СССР. — М.: Государственное издательство «Искусство», 1958. — № 1. — С. 74. Тираж — 20 тыс. экз.
Торжественно отмечая в 1978 году 100-летний юбилей избавления Болгарии от османского ига, Болгарский народ чтит память тех, кому он обязан своей свободой:
Беспредельной и вечной будет признательность болгарского народа братскому русскому народу, двести тысяч сыновей которого пролили кровь за наше освобождение.Васил Коларов
говорил Васил Коларов, участник Балканских войн против турок, видный деятель болгарского и международного рабочего движения. «Поклон, низкий поклон перед Россией и её союзниками и вечная память павшим в борьбе за свободу Болгарии» — пишет д-р Богомил Колев в своей монографии.

### Наши дни
В 1990-х годах на волне антисоветских настроений были демонтированы многие советские памятники — Ленина, красноармейцев и подобных. Хотя многие из них были сделаны из меди, бронзы и других ценных металлов, они не были сданы в металлолом и переплавлены. Скульптуры были бережно сохранены на протяжении двадцати с лишним лет, пока в 2011 году не были собраны и экспонированы в Музеe социалистического искусства.
В 2003 году, в честь 125-й годовщины освобождения Болгарии, «Союз русских белогвардейцев и их потомков в Болгарии» выпустил альбом на болгарском языке «Памятники Освободительной войны 1877—1878 гг.», созданный двумя авторами — Иоанной Климовой-Клисаровой и Николаем Клисаровым, описывающий около 250 памятников Освободительной войны, а в 2006 году вышло дополненное и переработанное издание на русском языке.
На общегородской церемонии в Добриче, по случаю 131-летия Освобождения Болгарии, генеральный консул Российской Федерации Анатолий Щелкунов сказал:
Нет другой страны в мире, как Болгария, где сохранилось так много памятников русским воинам. Болгары чтут память русских, в стране есть свыше 400 памятников, а улицы, города и сёла названы в честь русских общественников и полководцев, погибших за освобождение Болгарии от османского ига. Эта признательность — пример цивилизационного отношения и свидетельство духовного единения наших двух народов, связанных православием, письменностью, и сложной, но героической историей.
В 2009 году было объявлено о выпуске тиражом 100 экземпляров памятной книги-альбома «Русские памятники Освободительной войны», в которой описаны 365 памятников, установленных в Болгарии в честь русских воинов, освободивших страну от турецкого ига. Предисловие к этой книге написал президент Болгарии Георгий Пырванов.
В августе 2010 года состоялось торжественное открытие памятника героям Плевен, на котором присутствовал российский консул Михаил Торшин, который заявил, что совместная работа с Военно-историческим музеем Плевен (директор музея — Милко Аспарухов) по восстановлению памятников русским воинам, павшим за свободу и независимость Болгарии, ещё не окончена. Заместитель председателя общины Плевен директор Валентин Матеев наградил консула памятным знаком от военно-исторического клуба «Кованлык».

## Благоевградская область
| Изображение | Название на русском языке                                                                                 | Название на болгарском языке                                                                               | Местоположение | Описание памятника                                                       |
| ----------- | --- | --- | -------------- | ------------------------------------------------------------------------ |
|             | Надгробие майора Орлинского Ивана Павловича из 4-го гусарского Мариупольского полка, умершего в 1879 году | Надгробен паметник на майор Иван Павлович Орлински от 4-ти хусарски Мариуполски полк, починал през 1879 г. | Благоевград    | Находится во дворе церкви «Дева Мария» 42°01′16″ с. ш. 23°06′14″ в. д.   |
|             | Памятная доска в честь встречи русских освободительных войск 12 февраля 1878 года                         | Паметна плоча в чест на посрещането на руските освободителни войски на 12 февруари 1878 г.                 | Благоевград    | Находится на улице «3 марта» 42°01′34″ с. ш. 23°05′53″ в. д.             |
|             | Памятник павшим за освобождение Симитли                                                                   | Памятник на падналите за освобождението на Симитли                                                         | Симитли        | Расположен рядом с церковью «Дева Мария» 41°53′34″ с. ш. 23°06′48″ в. д. |

## Бургасская область
| Изображение | Название на русском языке | Название на болгарском языке | Местоположение | Описание памятника                                                                       |
| ----------- | --- | --- | -------------- | ---------------------------------------------------------------------------------------- |
|             | Памятник воинам Бургасского отряда, умершим от болезней с марта по октябрь 1878 года в лазаретах полков 93-го Иркутского и 94-го Енисейского Военно-Временного госпиталя № 71 | Паметник на войните от Бургаския отряд починали от болести в периода от март до октомври 1878 г. в лазарета 71 Военно временна болница на 93 Иркутски и 94 Енисейски полкове | Бургас         | Находится в «Морском саду» 42°29′53″ с. ш. 27°28′56″ в. д.                               |
|             | Памятник Александру Сергеевичу Пушкину | Паметник на Александър Сергеевич Пушкин | Бургас         | Находится в «Морском саду» 42°29′48″ с. ш. 27°28′54″ в. д.                               |
|             | Памятник признательности русским воинам-освободителям | Паметник на признателността към руските воини-освободители | Бургас         | Находится на перекрестке «Стефан Стамболов» и «Пиротска» 42°29′57″ с. ш. 27°28′19″ в. д. |
|             | Мемориальная доска на стене армянской церкви в честь генерал-майора Александра Лермонтова, вошедшего в Бургас 06.02.1878 г.                                                   | Паметна плоча върху стената на арменската църква в чест на генерал-майор Александър Лермонтов влязъл във Булгас на 06.02.1878 г.                                             | Бургас         | Находится на ул. «Михаил Лермонтов» № 15 42°29′36″ с. ш. 27°28′27″ в. д.                 |
|             | Памятник болгаро-русской дружбе | Паметник на българо-руската дружба | Карнобат       | Недалеко от церкви Св. Иоанна Богослова. 42°38′54″ с. ш. 26°59′07″ в. д.                 |
|             | Памятная доска русским, болгарским и греческим морякам, воинам и офицерам, воевавшим с Османской империей в крепости Созополь с 17 февраля по 7 июля 1829 года.               | Паметна плоча на руските, българските и гръцките моряци, войници, и офицери, воювали срещу Османската империя в крепостта Созопол, от 17 февруари до 7 юли 1829 г.           | Созопол        |                                                                                          |

## Варненская область
| Изображение | Название на русском языке | Название на болгарском языке                                                                                                  | Местоположение | Описание памятника |
| ----------- | --- | --- | -------------- | --- |
|             | Памятник 54 воинам 14-го Армейского корпуса и 2 офицерам, погибшим в Русско-турецкой войне 1877—1878 г.                            | Паметник на 54 войни от 14-ти Армейски корпус и 2 офицери, загинали в Руско-турската война 1877—1878 г.                       | Варна          | Находится в районе «Владислав Варненчик», бул. Светая Елена. 43°14′41″ с. ш. 27°51′33″ в. д. |
|             | Братская могила 54 воинов 14-го Армейского корпуса и 2 офицеров                                                                    | Братска могила на 54 войни от 14-ти Армейски корпус и 2 офицери                                                               | Варна          | Находится в районе «Владислав Варненчик», в дворе церкви «Св. Димитрия» 43°14′47″ с. ш. 27°51′13″ в. д. |
|             | Братская могила 44 воинов 14-го Армейского корпуса                                                                                 | Братска могила на 44 войни от 14-ти Армейски корпус                                                                           | Варна          | Находится в Морском парке 43°12′34″ с. ш. 27°56′00″ в. д. |
|             | Украинским воинам, погибшим за свободу Болгарии                                                                                    | На украинските Войни, загинали за свободата на България                                                                       | Варна          | Находится в Морском парке |
|             | Памятник освободителям Русско-турецкой войны                                                                                       | Паметник на освободителите от Руско-турската война                                                                            | Варна          | Находится на улице «27 юли» во дворе церкви «Св. Архангела Михаила» 43°12′15″ с. ш. 27°55′06″ в. д. |
|             | Бюст-памятник графа Н. П. Игнатьева                                                                                                | Бюст-паметник на граф Игнатиев                                                                                                | Варна          | Николай Павлович Игнатьев — российский государственный деятель, дипломат-панславист. Играл важную роль в российской политике в Азии и на Балканах при императоре Александре II.43°12′15″ с. ш. 27°54′40″ в. д. |
|             | Памятник болгаро-советской дружбы                                                                                                  | Паметник на българо-съветската дружба                                                                                         | Варна          | Расположен на холме «Турна-тепе», в северо-восточной части города 43°13′08″ с. ш. 27°56′56″ в. д. |
|             | Памятник погибшим русским солдатам в Русско-турецкой войне 1828—1829 и генералам Ивану Дибич-Забалканскому и Фёдору Ридигеру       | Паметник на руските войници, загинали в Руско-турската война 1828—1829 и генералите Иван Дибич Забалкански и Фьодор Ридигер   | Гроздево       | Расположенный на окраине деревне 43°01′53″ с. ш. 27°32′31″ в. д. |
|             | Новый памятник погибшим 21 июня 1774 г. русским солдатам во время Русско-турецкой войне 1768—1774 г. возле д. Козлуджа (Суворово)  | Нов паметник на загиналите на 21 юни 1774 г. руски войни в Руско-турската война 1768—1774 г. при с. Козлуджа (днес Суворово)  | Суворово       | Во дворе исторического музея 43°19′46″ с. ш. 27°35′34″ в. д. |
|             | Старый памятник погибшим 21 июня 1774 г. русским солдатам во время Русско-турецкой войне 1768—1774 г. возле д. Козлуджа (Суворово) | Стар паметник на загиналите на 21 юни 1774 г. руски войни в Руско-турската война 1768—1774 г. при с. Козлуджа (днес Суворово) | Суворово       | Слева по дороги ведущей д. Драндар 43°20′52″ с. ш. 27°35′56″ в. д. |

## Великотырновская область
| Изображение | Название на русском языке | Название на болгарском языке | Местоположение   | Описание памятника                                                                                                  |
| ----------- | --- | --- | ---------------- | --- |
|             | Колокольня в честь русских войск и освобождения города от турецкого ига. | Камбанария в чест на руските войски и Освобождението на града от турско робство. | Бяла-Черква      | Колокольня воздвигнутая в 1878 году 43°12′20″ с. ш. 25°18′40″ в. д.                                                 |
|             | Памятник генералу Иосифу Гурко | Паметник на генерал Йосиф Гурко | Велико-Тырново   | Находится в парке «Марино-Поле» 43°04′47″ с. ш. 25°37′54″ в. д.                                                     |
|             | Могила прапорщика А. Шамова и 14 нижних чинов 8-го драгунского Астраханского полка, и 2 воинов умерших от ран с июня по декабря 1877 года | Братска могила на прапоршчик А. Шамов и 14 нисши чинове от 8-и драгунски Астрахански полк и 2 нисши чина починали от рани от юни до декември 1877 г. | Велико-Тырново   | Находится на холме «Святая-Гора» 43°04′31″ с. ш. 25°38′42″ в. д.                                                    |
|             | Могила погибших русских воинов I-го Армейского корпуса | Братска могила на руските воини от I-ви Армейски корпус | Велико-Тырново   | Находится в местности «Русские кладбища», вблиз алтаря церковь «Воскресение» 43°04′24″ с. ш. 25°36′44″ в. д.        |
|             | Надгробие с крестом штабс-капитана Павла Карлова из стрелкового батальона, скончавшегося 7 августа 1878 года | Надгробна плоча с кръст в памет на щабс-капитан Павел Карлов от стрелкови батальон, починал на 7 август 1878 г. | Велико-Тырново   | Находится в местности «Русские кладбища», вблиз алтаря церковь «Воскресение» 43°04′24″ с. ш. 25°36′44″ в. д.        |
|             | Надгробие с крестом доктора Ивана Федоровича Аньича, скончавшегося 15 марта 1878 года | Надгробна плоча с кръст в памет на доктор Иван Феодорович Янич, починал на 15 март 1878 г. | Велико-Тырново   | Находится в местности «Русские кладбища», вблиз алтаря церковь «Воскресение» 43°04′24″ с. ш. 25°36′44″ в. д.        |
|             | Памятник в честь перехода конного отряда генерала Рауха через Хаинбоаз 30 июня 1877 г. | Паметник в чест на преминаването на конния отряд на генерал Раух през прохода Хаинбоаз на 30 юни 1877 г. | Велико-Тырново   | Находится в местности «Предела» 42°47′50″ с. ш. 25°40′40″ в. д.                                                     |
|             | Бюст великого князя Владимира Александровича | Бюст на княз Владимир Александрович | Горна-Студена    | Находится в Военно-историческом парке-музее                                                                         |
|             | Экспозиция в Военно-историческом парке-музее, посвящённая русским освободителям | Експозиция във Военно-историческия парк-музей, посветена на руските освободители | Горна-Студена    | Находится в Военно-историческом парке-музее 43°25′18″ с. ш. 25°21′16″ в. д.                                         |
|             | Могила-курган более 4000 русских солдат, умерших от ран после боёв в Никополе, Плевен, Ловеч и Шипки в русско-турецкой войне 1877—1878 годов | Надгробна плоча над братска могила на починали от рани след боевете при Никопол, Плевен, Ловеч и Шипка над 4000 руски войни в Руско-турската война 1877—1878 г. | Горна-Студена    | Курган был построен комитетом «Царь-Освободитель Александр II» 30 августа 1904 года 43°25′34″ с. ш. 25°20′58″ в. д. |
|             | Могила полковника Лейб-гвардии Гродненского гусарского полка, Доната Бека умершего от тифа 1 ноября 1877 года | Паметник на Донот Бек полковник от Лейб-гвардейски Гродненски хусарски полк, починал от тиф на 1 ноември 1877 г. | Горна-Студена    | Находится во дворе церкви «Св. Дмитрия» 43°25′29″ с. ш. 25°21′15″ в. д.                                             |
|             | Могила капитана 5-го Калужского полка Василия Мойсеевича Дзюбы, умершего от ран, полученных при штурме Ловча 22 августа 1877 года | Паметник на капитан Василий Моисеевич Дзюба от 5-ти Калужки полк, починал от раните при превземането на Ловеч на 22 август 1877 г. | Горна-Студена    | Находится во дворе церкви «Св. Дмитрия» 43°25′29″ с. ш. 25°21′15″ в. д.                                             |
|             | Могила сестры милосердия Ольга Карловна Мягковой, умершей 3 февраля 1878 года | Паметник на милосърдната сестра Олга Карловна Мягкова, починала на 3 февруари 1878 г. | Горна-Студена    | Находится во дворе церкви «Св. Дмитрия» 43°25′29″ с. ш. 25°21′15″ в. д.                                             |
|             | Могила главного врача 67-го военного госпиталя, хирурга Валентина Федоровича Кипарского, умершего от болезни 7 февраля 1878 года | Паметник на главния лекар на 67-ма военновременна болница хирург Валентин Фьодорович Кипарский, починал от болест на 7 февруари 1878 г. | Горна-Студена    | Находится во дворе церкви «Св. Дмитрия» 43°25′29″ с. ш. 25°21′15″ в. д.                                             |
|             | Могила полкового священника 11-го драгунского Рижкого полка Иван Красовского, умершего 5 августа 1877 года | Паметник на полковия свещеник на 11-ти драгунски Рижки полк Иван Красовский, загинал на 5 август 1877 г. | Горна-Студена    | Находится во дворе церкви «Св. Дмитрия» 43°25′29″ с. ш. 25°21′15″ в. д.                                             |
|             | Памятник русским воинам, погибшим за свободу Болгарии в 1878 года | Паметник на загинали руски войници за свободата на България през 1878 г. | Горско-Ново-Село | Находится во дворе церкви «Святого Архангела Михаила» 43°05′26″ с. ш. 25°56′36″ в. д.                               |
|             | Братская могила 5 нижних чинов 43-го Охотского полка погибших 31 июля 1877 года | Братска могила на 5 нисши чина от 43-ти Охотски полк, убити при с. Козлубег на 31 юли 1877 г. | Джулюница        | Находится на территории города 43°08′06″ с. ш. 25°54′15″ в. д.                                                      |
|             | Братская могила 3 нижних чинов 42-го Якутского полка погибших 24 сентября 1877 года | Братска могила на 3 нисши чина от 42-ри Якутски полк, убити при с. Козлубег на 24 септември 1877 г. | Джулюница        | Находится на территории города 43°08′06″ с. ш. 25°54′15″ в. д.                                                      |
|             | Мемориальная доска штаба Русской армии в 1877 г. | Паметна плоча на щаба на Руската армия през 1877 г. | Елена            | Находится на улице «Христо Станев» № 10                                                                             |
|             | Памятник русским солдатам и офицерам, погибшим 22 ноября 1877 г. за свободу Болгарии во время Русско-турецкой войне 1877—1878 годов | Паметник на загиналите на 22-ри ноември 1877 г. руски войници и офицери за свободата на България през Руско-турската война 1877—1878 г. | Елена            | Расположен в западной части города 42°55′48″ с. ш. 25°51′28″ в. д.                                                  |
|             | Памятник русским воинам, погибшим 22 ноября 1877 г. во время русско-турецкой войны 1877—1878 годов при обороне города Елены | Паметник на загинали на 22 ноември 1877 руски войни през Руско-турската война 1877—1878 г. при защитата на град Елена | Елена            | Находится в местности «Долни-Чукани» к северу от города 42°56′18″ с. ш. 25°53′03″ в. д.                             |
|             | Братская могила погибшим 22 ноября 1877 г. воинам из 34-го Севского полка — 302, 36-го Орловского полка — 112, 9-го и 14-го полков — 44, офицерам из 34-го Севского полка — 7, 36-го Орловского полка — 11, 1-й артиллерийской бригады — 1                                                                                   | Братска могила на загиналите на 22 ноември 1877 г. воини от 34-ти Севски полк — 302, от 36-ти Орловски полк — 112, от 9-ти и 14-ти полк — 44, офицери от 34-ти Севски пол — 7, от 36-ти Орловски полк — 11, от 1-ва артилерийска бригада — 1                                                                                              | Елена            | Находится в местности «Пухляка».                                                                                    |
|             | Братская могила 7 нижних чинов 101-го Пермского полка, погибших возле города 24 ноября 1877 г. | Братска могила на 7 нисши чина от 101 Пермски полк, загинали край града на 24 ноември 1877 г. | Златарица        | Находится в местности «Попово-Бырдо» 43°02′24″ с. ш. 25°51′16″ в. д.                                                |
|             | Могила неизвестного русского солдата, убитого в д. Чатал овраг | Паметник на неизвестен руски войник загинал при с. Чатал дере | Златарица        | Находится во дворе церкви «Святого Николая» 43°02′47″ с. ш. 25°53′25″ в. д.                                         |
|             | Могила русских воинов 8-го уланского Вознесенского полка, убитых в деле 29 июля 1877 года и 28 ноября 1877 года при д. Ковачица | Братска могила на загинали руски войници от 8-ми улански Вознесенски полк, убити на 29 юли 1877 г. при с. Чайркьой и на 28-ми ноември 1877 при с. Ковачица | Камен            | Находится во дворе церкви «Святого Георгия» 43°18′44″ с. ш. 25°55′25″ в. д.                                         |
|             | Могила прапорщика 11-го драгунского Рижского полка Алексея Чернушовича, ранен 1 октября возле Караагач (Брестник) и умер от ран 7 октября 1877 года | Надгробен паметник на прапоршчик Алексей Чернушович от 11-ти драгунски Рижски полк, ранен на 1 октомври при Караагач (Брестник) и починал от рани на 7 октомври 1877 г. | Камен            | Находится во дворе церкви «Святой Георгий» 43°18′44″ с. ш. 25°55′25″ в. д.                                          |
|             | Могила подпоручика Александра Сойманова, капитана Степана Поснова и 63 русских воинов 125-го Курского и 126-го Рылского полка, убитым в сражении с турками 9 сентября 1877 год | Братска могила на подпоручик Александър Сойманов, капитан Степан Поснов и 63 нисши чина от 125-ти Курски и 126-ти Рилски полк, убити на 9 септември 1877 г. при с. Чайркьой | Камен            | Находится во дворе церкви «Святой Георгий» 43°18′44″ с. ш. 25°55′25″ в. д.                                          |
|             | Братская могила унтер-офицера 11-го драгунского Рижского полка и 3 нижних чинов 11-го уланского Чугуевского полка, убитых 7 сентября 1877 г. | Братска могила на унтер-офицер от 11-ти драгунски Рижски полк и 3 нисши чина от 11-ти улански Чугуевски полк, убити на 7 септември 1877 г. | Камен            | Находится во дворе церкви «Святой Георгий» 43°18′44″ с. ш. 25°55′25″ в. д.                                          |
|             | Братская могила 12 нижних чинов 101-го Пермского полка убитых в сражение с турками 9 сентября 1877 года возле д. Чаиркьой | Братска могила на 12 нисши чина от 101-ви Пермски полк, убити в бой с турците на 9 септември 1877 г. край с. Чайркьой (Камен) | Камен            | Находится в местности «Табия» 43°18′29″ с. ш. 25°57′04″ в. д.                                                       |
|             | Могила (вероятно) подпоручика 1-го Невского полка Михаила Андреевича Макшеева, убитого 9 сентября 1877 года возле д. Чаиркёй (Камен) | Паметник (вероятно) на подпоручик Михаил Андреевич Макшеев от 1-ви Невски полк, убит на 9 септември 1877 г. край с. Чайркьой (Камен) | Камен            | Установлен в 1879 году на сельском кладбище. Надпись неразборчива. 43°19′00″ с. ш. 25°54′56″ в. д.                  |
|             | Надгробие воинам Тодору Пановскому из 44-го Камчатского полка, убитому 9 сентября 1877 года, и Михаилу Прокончуку из 43-го Охотского полка, убитому 15 ноября 1877 года в д. Кесарево | Паметник на воините Тодор Пановски от 44-ти Камчатски полк, убит на 9 септември 1877 г. и Михаил Прокончук от 43-ти Охотски полк, убит на 15 Ноември 1877 г. при с. Кесарево | Кесарево         | Находится во дворе церкви «Св. Димитрия» 43°08′56″ с. ш. 25°58′00″ в. д.                                            |
|             | Мемориалная доска 7 нижних чинов, убитых 13 июля 1877 года при д. Трыстеник | Паметна плоча на 7 нисши чина загинали на 13 юли 1877 г. при с. Тръстеник | Кесарево         | На передней двери церкви «Святой Димитрий» 43°08′56″ с. ш. 25°58′00″ в. д.                                          |
|             | Памятник 39 нижних чинов 102-го Вятского полка, погибших 25 декабря 1877 г. в д. Ахмедлий (Константин) | Паметник на 39 нисши чина от 102-ри Вятски полк, загинали на 25 декември 1877 г. при с. Ахмедлий (дн. Константин) | Константин       | Находится во дворе церкви «Св. Кирил и Методий» 42°56′59″ с. ш. 26°04′13″ в. д.                                     |
|             | Памятник героям Русско-турецкой освободительной войны добровольцы Иван Недялков, Никола Ангелов и Христо Милков | Паметник на героите от Руско-турската Освободителна война опълченците Иван Недялков, Никола Ангелов и Христо Милков | Костел           | Построенный в 1936 году во дворе церкви «Св Димитрия» 42°53′18″ с. ш. 25°59′41″ в. д.                               |
|             | Памятник поручика Ивановича из 41-го Селенгинского полка и полкового священника Ивана Смирнова из 42-го Якутского полка, умер от тифа 28 января 1878 г. | Паметник на поручик Иванович от 41-ви Селенгински полк и на полкови свещеник Иван Смирнов от 42-ри Якутски полк, починал от тиф на 28 януари 1878 г. | Лясковец         | Находится во дворе церкви «Св. Димитрия» 43°06′14″ с. ш. 25°43′01″ в. д.                                            |
|             | Памятник 34-го Севского полка капитана Казимира Процкого и 192 нижних чинов, 36-го Орловского полка подпоручиков Валентина Романовского, Александра Змиева и прапорщика Ильи Горнич-Горницкого и 115 нижних чинов, погибших 22 ноября 1877 года                                                                              | Паметник на капитан Казимир Процкий и 192 нисши чина от 34-ти Севски полк и подпоручик Валентин Романовски, Александър Змиев, прапоршчик Илья Горнич-Горницкий и 115 нисши чина от 36-ти Орловски полк, загинали на 22 ноември 1877 г. | Марян            | Расположенный к северо-западу в местности «Леса» 42°55′58″ с. ш. 25°57′36″ в. д.                                    |
|             | Казачий крест в память 13-го Донского казачьего, 13-го драгунского Орденского, 13-го гусарского Нарвского, 34-го Севского, 36-го Орловского, 42-го Якутского, 102-го Вятского полков, 20 конная артиллерия, 4-й батареи 9-й и 5-й батареи 14-й артиллерийской бригады, участвовали в сражении с турками на 22 ноября 1877 г. | Казашки кръст в памет на 13-ти Донски казашки, 13-ти драгунски Орденски, 13-ти хусарски Нарвски, 34-ти Севски пехотен, 36-ти Орловски пехотен, 42-ри Якутски пехотен, 102-ри Вятски пехотен полк, 20-та конна батарея, 4-та батарея на 9-та и 5-та батарея на 14-та артилерийска бригада, участвали в бой с турците на 22 ноември 1877 г. | Марян            | Расположенный к северо-западу в местности «Леса» 42°55′58″ с. ш. 25°57′36″ в. д.                                    |
|             | Памятник русским воинам, погибшим 22 ноября 1877 года возле д. Руховци | Паметник на загиналите руски войни на 22 ноември 1877 г. около с. Руховци | Марян            | Находится к западу в местности «Леса» 42°55′26″ с. ш. 25°57′12″ в. д.                                               |
|             | Памятник майора Константина Иановича Емолского и 30 нижних чинов 42-го Якутского полка, погибших 22 ноября 1877 года возле д. Руховци | Паметник на майор Константин Иванович Емолски и 30 нисши чина от 42-ри Якутски полк, загинали на 24 ноември 1877 г. около с. Руховци | Миндя            | Находится в местности «Грынчеря» 43°01′24″ с. ш. 25°50′38″ в. д.                                                    |
|             | Памятный знак русским воинам, погибших за свободу Болгарии | Паметен знак на руските воини, загинали за свободата на България | Самоводене       | |
|             | Могила 17-го Архангелогородского полка подполковника Андрея Петрошевского раненного 18 июля под Плевна и умершего 5 августа 1877 года, капитана Ивана Мухина, смертельно ранен 30 августа возле Гривица и штабс-капитана Ивана Чернякова, умершего от болезни 11 октября 1877 года                                           | Паметник 17-ти Архангелогородски полк подполковник Андрей Петрошевский ранен на 18 юли при Плевен и починал на 5 август 1877 г., капитан Иван Михин смъртоносно ранен на 30 август при Гривица и щабс-капитан Иван Черняков починал от болест на 11 октомври 1877 г.                                                                      | Свиштов          | Построенный в 1878 году во дворе церкви «Св Димитрия» 43°37′19″ с. ш. 25°20′36″ в. д.                               |
|             | Могила полковника и командира 123-го Козловского полка Александра Ивановича Степанова, умершего 1 августа 1877 г. от ран, полученных во второй атаке Плевны | Паметник полковник Александър Иванович Степанов, командир на 123-ти Козловски полк, починал на 1 август 1877 г. от получените рани във втората атака на Плевен | Свиштов          | |
|             | Могила капитана 139-го Моршанского полка Николая Павлова Чихаева, раненного 11 августа 1877 года в д. Аязлар и умершего 5 февраля 1878 года | Паметник на капитан Никола Павлов Чихаев от 139-ти Моршански полк, ранен на 11 август 1877 г. при Аязлар и починал на 5 февруари 1878 г. | Свиштов          | Построенный в 1878 году во дворе церкви «Святой Троицы» 43°36′59″ с. ш. 25°21′03″ в. д.                             |
|             | Могила медсестры Некрасовой убитой в Свиштове | Паметник на милосърдната сестра Некрасова, убита при Свищов | Свиштов          | Построенный в 1878 году во дворе церкви «Святой Троицы» 43°36′59″ с. ш. 25°21′03″ в. д.                             |
|             | Надгробие штабс-капитана Лейб-гвардейского Литовского полка Александра Андреевича Сивеского, умершего от ран 18 марта 1878 года | Надгробен паметник на щабс-капитан Александър Андреевич Сивеский от Лейб-гвардейски Литовски полк, починал от рани на 18 март 1878 г | Свиштов          | |
|             | Памятник полковника Лейб-гвардейского Финляндского полка Елмар Прокопе, умершего от ран 28 ноября 1877 года | Паметник на полковник Елмар Прокопе от Лейб-гвардейски Финландски полк, починал от рани на 28 ноември 1877 г. | Свиштов          | |
|             | Памятник генералу Михаилу Драгомирову командующий 14-й пехотной дивизии | Паметник на генерал Михаил Драгомиров командир на 14-та пехотна дивизия | Свиштов          | Находится в «Парке освободителям» 43°36′52″ с. ш. 25°24′01″ в. д.                                                   |
|             | Памятник на месте высадки русских войск на болгарский берег | Паметник на мястото на дебаркирането на руските войски на българския бряг | Свиштов          | Находится на берегу Дуная 43°36′53″ с. ш. 25°24′09″ в. д.                                                           |
|             | Памятник в честь встречи российских войск в городе и в память о 812 погибших российских солдат | Паметник в чест на посрещането на руските войски в града и в памет на 812 загинали руски воини | Свиштов          | Находится в «Парке освободителям» 43°36′50″ с. ш. 25°24′04″ в. д.                                                   |
|             | Братская могила и семь обелисков | Братска могила и седем обелиска | Свиштов          | Находятся в «Парке освободителям» 43°36′53″ с. ш. 25°23′56″ в. д.                                                   |
|             | Братская могила русских войнов | Братска могила на руски воини | Свиштов          | Находится в «Парке освободителям» 43°36′52″ с. ш. 25°23′54″ в. д.                                                   |
|             | Мемориальная доска сотне есаула Пруста | Паметна плоча на сотнята на есаул Пруст | Свиштов          | Находится в «Парке освободителям» 43°36′53″ с. ш. 25°23′53″ в. д.                                                   |
|             | Памятник подполковника Стрелбицкого | Паметник на подполковник Стрелбицкий, командир на батарея | Свиштов          | Находится в «Парке освободителям» 43°36′53″ с. ш. 25°23′56″ в. д.                                                   |
|             | Памятник штабс-капитану 53-го Волынского полка Брянова | Паметник на щабс капитан Брянов от 53-ти Волински полк | Свиштов          | Находится в «Парке освободителям» 43°36′52″ с. ш. 25°24′06″ в. д.                                                   |
|             | Памятник штабс-капитану 53-го Волынского полка Фоку | Паметник на Щабс капитан Фок от 53-ти Волински полк | Свиштов          | Находится в «Парке освободителям» 43°36′52″ с. ш. 25°23′56″ в. д.                                                   |
|             | Памятник подпоручика 53-го Волынского полка Григорашвили | Паметник на подпоручик Григорашвили от 53-ти пехотен Волински полк | Свиштов          | Находится в «Парке освободителям» 43°36′53″ с. ш. 25°23′56″ в. д.                                                   |
|             | Памятник подпоручика 53-го Волынского полка Лукьянова | Паметник на подпоручик Лукиянов от 53-ти Волински полк | Свиштов          | Находится в «Парке освободителям» 43°36′52″ с. ш. 25°24′06″ в. д.                                                   |
|             | Памятник штабс-капитана 54-го Минского полка Кожухарова | Паметник на щабс капитан Антон Петрович Кожухаров, българин от 54-ти Мински полк | Свиштов          | Находится в «Парке освободителям» 43°36′53″ с. ш. 25°23′56″ в. д.                                                   |
|             | Памятник подпоручика 54-го Минского полка Каненберга | Паметник на подпоручик Каненберг от 54-ти Мински полк | Свиштов          | Находится в «Парке освободителям» 43°36′52″ с. ш. 25°23′53″ в. д.                                                   |
|             | Памятник прапорщика 54-го Минского полка Иванова | Паметник на прапоршчик Иванов от 54-ти Мински полк | Свиштов          | Находится в «Парке освободителям» 43°36′52″ с. ш. 25°23′52″ в. д.                                                   |
|             | Памятник прапорщика 54-го Минского полка Федорова | Паметник на прапоршчик Фьодоров от 54-ти Мински полк | Свиштов          | Находится в «Парке освободителям» 43°36′53″ с. ш. 25°23′56″ в. д.                                                   |
|             | Памятник прапорщика 55-го Подольского полка Тихона Здана | Паметник на прапоршчик Тихон Здан от 55-ти Подолски полк | Свиштов          | Находится в «Парке освободителям» 43°36′53″ с. ш. 25°23′56″ в. д.                                                   |
|             | Памятник и склеп часовня «Св. Георгия» 28 русских офицеров и солдатов, погибших в боях у д. Кадакьой (Стражицы) | Паметник и костница-параклис «Св. Георги» на 28 руски офицери и войници, загинали в боевете край с. Кадъкьой (Стражица) | Стражица         | Находится во дворе церкви «Успение Пресвятой Богородицы» 43°13′44″ с. ш. 25°57′40″ в. д.                            |
|             | Надгробие капитана Николая Лейковского, родился в 1849 г. и скончался 1877 г. во время Русско-турецкой освободительной войны | Надгробен паметник на капитан Николай Лейковски, роден 1849 г. и починал 1877 г. в Руско-турската Освободителна война | Сушица           | Находится во дворе церкви «Святой мученицы Параскевы» 43°15′29″ с. ш. 25°49′25″ в. д.                               |

## Видинская область
| Изображение | Название на русском языке                                                                                             | Название на болгарском языке                                                                                      | Местоположение | Описание памятника |
| ----------- | --- | --- | -------------- | --- |
|             | Бюст капитана Николая Алексеевича Киреева                                                                             | Бюст-паметник на капитан Киреев                                                                                   | Киреево        | Николай Алексеевич Киреев — русский офицер, герой русско-турецкой войны. Село, в котором установлен бюст, названо в его честь. 43°47′37″ с. ш. 22°23′42″ в. д. |
|             | Памятник советским воинам, погибшим возле г. Кула во время Второй мировой войны                                       | Паметник на загиналите край гр. Кула съветски воини във Втората световна война                                    | Кула           | Надпись: «Слава на вас, съветски герои». Автор: проф. И.Дунев. Воздвигнут в 1947 из белого врачанского мрамора. Высота: 7,5 м.                                 |
|             | Советский гвардейский миномёт БМ-13 «Катюша» на постаменте                                                            | Съветски гвардейски миномет БМ-13 «Катюша» на постамент                                                           | Кула           | Надпись: «В този район през септември 1944 г. бяха огневите позиции на съветските „Катюши“». 43°52′03″ с. ш. 22°27′19″ в. д.                                   |
|             | Надгробие советским воинам, погибшим в боях с гитлеровскими войсками в 1944 г. возле г. Кула и перевала «Врышка чука» | Гроб на съветски воини, загинали в бой с хитлеристките войски през 1944 г. около гр. Кула и превала «Връшка чука» | Кула           | Надпись: «Тук са погребани през 1944 г. загиналите съветски воини в боевете с хитлерофашистите край гр. Кула и прохода „Връшка чука“»                          |
|             | Памятник капитана Николая Алексеевича Киреева                                                                         | Паметник на капитан Николай Алексеевич Киреев                                                                     | Подгоре        | Находится в деревне |
|             | Могила капитана Николая Алексеевича Киреева                                                                           | Надгробен паметник на капитан Николай Алексеевич Киреев                                                           | Раковица       | Находится в монастыре Святой Троицы 43°46′19″ с. ш. 22°25′07″ в. д.                                                                                            |

## Врацкая область
| Изображение | Название на русском языке | Название на болгарском языке | Местоположение | Описание памятника                                                                                        |
| ----------- | --- | --- | -------------- | --- |
|             | Бюст-памятник генерала Леонова | Бюст-паметник на генерал Леонов | Враца          | Находится в городе 43°12′27″ с. ш. 23°32′54″ в. д.                                                        |
|             | Надгробие Лейб-гвардейского драгунского полка прапорщиков Михаила Викторова Данилевского и Николая Владимировича Велинского, погибших 10 декабря 1877 г. возле д. Новачене | Надгробен паметник на прапоршчиците от Лейб-гвардейски драгунски полк Михаил Викторов Данилевский и Николай Владимирович Велинский, убити на 10 декември 1877 г. при с. Новачене | Враца          | Находится во церкви «Святаго Софрония Врачанскаго» («Святого Вознесения») 43°12′06″ с. ш. 23°33′03″ в. д. |
|             | Икона «Богородица с младенцем» над царскими вратами в память генерала Николая Леонова, умер 21 ноября 1877 г.                                                              | Икона на Богородица с Младенеца, над царските двери в памет на генерал Николай Леонов, починал 21 ноември 1877 г.                                                                | Враца          | Находится во церкви «Святаго Софрония Врачанскаго» («Святого Вознесения») 43°12′06″ с. ш. 23°33′03″ в. д. |
|             | Могила рядового Лейб-гвардейского уланского полка Ватовкина, умершего от ран в живот 27 октября 1877 г. в деле с турками в д. Тишевица                                     | Паметник на редови Ватовкин от Лейб-гвардейски улански полк починал от рана в корема на 27 октомври 1877 г. в бой с турците в село Тишевица                                      | Мраморен       | Находится напротив общественного центра «Милин Камак 1927» 43°17′48″ с. ш. 23°40′24″ в. д.                |

## Габровская область
| Изображение | Название на русском языке | Название на болгарском языке | Местоположение          | Описание памятника                                                                                     |
| ----------- | --- | --- | ----------------------- | --- |
|             | Памятный знак в память русских войск, прошедших Балканы | Паметен знак в памет на руските войски, преминали Балкана | «Аладжов-Хан» местность | |
|             | Памятник русским войскам | Паметник на руските войски | Белица                  | |
|             | Братская могила 16 офицеров и 465 нижних чинов 14-й пехотной дивизии, погибших при защите Шипкинского перевала с 9 августа по 28 декабря 1877 года                                                                        | Братска могила на 16 офицери и 465 нисши чинове от 14-а пехотна дивизия, загинали от 9 август до 28 декември 1877 г. в Руско-турската освободителна война                                                            | Габрово                 | Находится возле северной стороны церкви «Успение Пресвятой Богородицы» 42°52′17″ с. ш. 25°19′10″ в. д. |
|             | Надгробие майора 35-го Брянского полка Александра Молоствова, раненшего 11 августа и умершего 13 августа 1877 года | Надгробна плоча на майор Александър Молоствов от 35-ти Брянски полк, ранен на 11 август и починал на 13 август 1877 г.                                                                                               | Габрово                 | Находится возле северной стороны церкви «Успение Пресвятой Богородицы» 42°52′17″ с. ш. 25°19′11″ в. д. |
|             | Надгробие поручика 9-й артиллерийской бригады Федора Зенковича, тяжело раненого 11 августа и умершего от ран 13 августа 1877 года                                                                                         | Надгробна плоча на поручик Фьодор Зенкович от 9-та артилерийска бригада, тежко раненна 11 август и починал от раните на 13 август 1877 г.                                                                            | Габрово                 | Находится возле северной стороны церкви «Успение Пресвятой Богородицы» 42°52′17″ с. ш. 25°19′11″ в. д. |
|             | Памятник капитана Андреева и прапорщика Всеволода Кобылянского из 56-го Житомирского полка, умерших от ран 15 и 16 августа 1877 года                                                                                      | Паметник на капитан Андреев и прапоршчик Всеволод Кобилянский от 56-ти Житомирски полк, починали от рани на 15 и 16 август 1877 г.                                                                                   | Габрово                 | Находится возле южной стороны церкви «Успение Пресвятой Богородицы» 42°52′16″ с. ш. 25°19′11″ в. д.    |
|             | Надгробие подпоручика 56-го Житомирского полка Всеволода Кобылянского умершего от ран 16 августа 1877 года | Надгробна плоча на подпоручик Всеволод Кобилянский от 56-ти Житомирски полк, починал от рани на 16 август 1877 г. | Габрово                 | Находится возле южной стороны церкви «Успение Пресвятой Богородицы» 42°52′16″ с. ш. 25°19′11″ в. д.    |
|             | Надгробие подполковника Логина Бенецкова, командующего 5 батарей 9-й артиллерийской бригады, убитого 11 августа 1877 года                                                                                                 | Надгробна плоча на подполковник Логин Бенецкий, командир на 5 батарея от 9 артилерийска бригада, убит на 11 август 1877 г.                                                                                           | Габрово                 | Находится возле южной стороны церкви «Успение Пресвятой Богородицы» 42°52′16″ с. ш. 25°19′11″ в. д.    |
|             | Надгробие капитана 36-го Орловского полка Виктора Алексеевича Клиентова, умершего от ран 8 июля 1877 года | Надгробна плоча на капитан Виктор Алексеевич Кливотов от 36-ти Орловски полк, починал от рани на 8 юли 1877 г. | Габрово                 | Находится возле южной стороны церкви «Успение Пресвятой Богородицы» 42°52′16″ с. ш. 25°19′11″ в. д.    |
|             | Надгробие корнета 8-го Лубенского гусарского полка Александра Викторовича Гардера, ординареца генерала Радецкого, убитого 28 декабря 1877 года                                                                            | Надгробна плоча на корнет Александър Викторович Гардер от 8-ми Лубенски хусарски полк, ординарец на генерал Радецки, убит на 28 декември 1877 г.                                                                     | Габрово                 | Находится возле южной стороны церкви «Успение Пресвятой Богородицы» 42°52′16″ с. ш. 25°19′11″ в. д.    |
|             | Памятник подпоручика 54-го Минского полка Томковича, смертельно раненого 16 декабря 1877 г. на Волынской горке | Паметник на подпоручик Томкович от 54-ти Мински полк, смъртоносно ранен на 16 декември 1877 г. на Волинския хълм | Габрово                 | Находится на улице «Ванче Михейлов» 42°52′14″ с. ш. 25°18′49″ в. д.                                    |
|             | Памятник подпоручика 55-го Подолского полка Папанинова, смертельно раненого 28 декабря 1877 года | Паметник на подпоручик Папанинов от 55-ти Подолски полк, ранен на 28 декември 1877 г. и починал от раните | Габрово                 | Находится на улице «Ванче Михейлов» 42°52′14″ с. ш. 25°18′49″ в. д.                                    |
|             | Памятник штабс-капитанов 56-го Житомирского полка Чижевского и Михау, убитых 28 декабря 1877 года | Паметник на щабс-капитани Чижевский и Михау от 56-ти Житомирски полк, убити на 28 декември 1877 г. | Габрово                 | Находится на улице «Ванче Михейлов» 42°52′14″ с. ш. 25°18′49″ в. д.                                    |
|             | Памятник капитана 56-го Житомирского полка Бакеева | Паметник на капитан Бакеев от 56-ти Житомирски полк | Габрово                 | Находится на улице «Ванче Михейлов» 42°52′14″ с. ш. 25°18′49″ в. д.                                    |
|             | Памятник генералу Феликсу Радецкому | Паметник на генерал Феликс Радецки | Габрово                 | Находится возле южной стороны церкви «Успение Пресвятой Богородицы» 42°52′16″ с. ш. 25°19′10″ в. д.    |
|             | Памятник прапорщиков Краховецкого из 55-го Подолского полка и Николаева из 56-го Житомирского полка, смертельно раненых 28 декября 1877 года                                                                              | Паметник на прапоршчиците Краховецкий от 55-ти Подолски полк и Николаев от 56-ти Житомирски полк, ранени на 28 декември 1877 г. и починали от раните                                                                 | Габрово                 | Памятник находится в парке возле городской библиотеки 42°52′17″ с. ш. 25°18′59″ в. д.                  |
|             | Братская могила умерших от ран и болезней русских солдат с 16-го октобря по январь 1878 года: из 93-го Иркутского полка — 116, 94-го Енисейского полка — 55, 95-го Красноярского полка — 47, 24-й арт.бригады — 5 человек | Братска могила на починали от рани и болести руски воини от 16 октомври до януари 1878 г.: от 93-ти Иркутски полк — 116, от 94-ти Енисейски полк — 55, от 95-ти Красноярски полк — 47, от 24-та арт.бригада — 5 души | Габрово                 | Находится на улице «Петр Падалский» в кв. Младост — (старое кладбище) 42°52′59″ с. ш. 25°18′36″ в. д.  |
|             | Надгробие штабс-капитана 9-й артиллерийской бригады Николая Гречишникова, убитого 1 сентября 1877 г. на горе Святого Николая турецкой мортирной артиллерией                                                               | Надгробен паметник на щабс капитан Николай Гречишников от 9-та артилерийска бригада, убит на 1 септември 1877 г. на връх Свети Никола от турската мортирна арилерия                                                  | Габрово                 | Находится на улице «Петр Падалский» в кв. Младост — (старое кладбище) 42°52′59″ с. ш. 25°18′36″ в. д.  |
|             | Надгробие майора 93-го Иркутского полка Мариана Викентьевича Михаловского, убитого вражеской пулей 5 ноября 1877 г. на горе Святого Николая                                                                               | Надгробна плоча на майор Мариан Викентиевич Михайловский от 93-ти Иркутски полк, убит от вражески куршум на 5 ноември 1877 г. на връх Св. Никола                                                                     | Габрово                 | Находится на улице «Петр Падалский» в кв. Младост — (старое кладбище) 42°52′59″ с. ш. 25°18′36″ в. д.  |
|             | Надгробие прапорщика 93-го Иркутского полка Владимира Рудолфовича фон Пфейлицер-Франк, убитого 26 ноября 1877 г. на горе Святого Николая                                                                                  | Надгробна плоча на прапоршчик Владимир Рудолфович фон Пфейлицер-Франк от 93-ти Иркутски полк, убит на 26 ноември 1877 г. на връх Св. Никола                                                                          | Габрово                 | Находится на улице «Петр Падалский» в кв. Младост — (старое кладбище) 42°52′59″ с. ш. 25°18′36″ в. д.  |
|             | Памятник похороненный в городе русских солдат, погибших в русско-турецкой войне 1877—1878 годов. | Паметник на погребани в града руски войни загинали в Руско-турската война 1877—1878 г. | Дряново                 | Расположенный на пересечении улиц «Третьего марта» и «Васил Левский» 42°58′52″ с. ш. 25°28′35″ в. д.   |
|             | Морена в память русских войск, прошедших Балканы | Морена в памет на руските войски, преминали Балкана | Дряново                 | Находится в местности «Лагера»                                                                         |
|             | Памятник на Свободу и павшим в апрельском восстания и добровольцев в русско-турецкой освободительной войны | Паметник на Свободата и загиналите в Априлското въстание и опълченците в Руско-турската Освободителна война | Севлиево                | Расположенный на площади «Свободы» 43°01′36″ с. ш. 25°06′14″ в. д.                                     |
|             | Надгробие подпоручика 9-го Староингерманландского полка Митрофана Маркова, умершего от тифа 17 сентября 1877 года | Надгробен паметник на подпоручик Митрофан Марков от 9-ти Староингерманландски полк, починал от тиф на 17 септември 1877 г.                                                                                           | Севлиево                | Находится во дворе церкви «Св Троица» 43°01′40″ с. ш. 25°06′09″ в. д.                                  |
|             | Надгробие 4 нижних чинов 35-го Брянского полка, погибших 19 июля 1877 года в Ловеч | Надгробен паметник на 4 нисши чина от 35-ти Брянски полк, убити на 19 юли 1877 г. при Ловеч | Севлиево                | Находится во дворе церкви «Св. Троица» 43°01′40″ с. ш. 25°06′09″ в. д.                                 |
|             | Гробница хорунжего Григория Васильевича Гурбанова и казаков Павела Зенцова и Харитона Месякина из 30-го Донского казачьего полка, убитых 13 июля 1877 года                                                                | Гробница на хорунжий Григорий Васильев Гурбанов и казаците Павел Зенцов и Харитон Месякин от 30-ти Донски казашки полк, убити на 13 юли 1877                                                                         | Севлиево                | Находится во дворе церкви «Св Троица» 43°01′40″ с. ш. 25°06′09″ в. д.                                  |

| Изображение | Название на русском языке | Название на болгарском языке | Местоположение                      | Описание памятника |
| ----------- | --- | --- | ----------------------------------- | --- |
|             | Памятник свободы (Шипка) | Паметник на свободата на връх Шипка | в окрестностях Шипкинского перевала | Памятник открыт в 1934 году и находится у горы Свети Никола. Каждый август возле него проводится историческая реконструкция событий 1877 года. 42°44′54″ с. ш. 25°19′19″ в. д. |
|             | «Большой» русский памятник на Шипке | «Големият» руски паметник на Шипка | в окрестностях Шипкинского перевала | Находится при «стальной батарее» 42°44′54″ с. ш. 25°19′31″ в. д. |
|             | Металлический крест добровольцы, погибшие в «Орлином гнезде» | Метален осмоконичен кръст на загиналите опълченци на «Орлово гнездо» | в окрестностях Шипкинского перевала | Находится на «Орлином гнезде» 42°44′49″ с. ш. 25°19′21″ в. д. |
|             | Братская могила 45 русских воинов из 55-го Подольского полка, погибших 28 декабря 1877 года | Братска могила на 45 руски воини от 55-ти Подолски полк загинали на 28 декември 1877 г. | в окрестностях Шипкинского перевала | Находится к югу от «Орлиного гнезда» 42°44′37″ с. ш. 25°19′25″ в. д. |
|             | Памятник прапорщика 55-го Подольского полка Йосифа Алехновича, убитого 28 декабря 1877 года | Паметник на прапоршчик Йосиф Алехнович от 56-ти Житомирски полк, убит на 28 декември 1877 г. | в окрестностях Шипкинского перевала | Находится к югу от «Орлиного гнезда» 42°44′44″ с. ш. 25°19′22″ в. д. |
|             | Братская могила русских воинов павшим при защите Шипкинского перевала с 9 августа по 28 декабря 1877 года: 14-й артиллерийской бригады полковник Княз Мещерский, 53-го Волынского полка поручик Годило-Годлевский и подпоручик Сапожков и нижних чинов 314 | Братска могила на полковник Мещерский от 14 артилерийска бригада, поручик Годило-Годлевский и подпоручик Сапожков от 53-ти Волински полк и 314 нисши чина от 9 пехотна дивизия, загинали при защитата на Шипченския проход от 9 август до 28 декември 1877 г. | в окрестностях Шипкинского перевала | Находится в местности «Моравата» 42°44′58″ с. ш. 25°19′20″ в. д. |
|             | Памятник погибших 35-го Брянского полка майора Молоствова, капитана Брянцева, прапорщиков Гюне, Герасимовского и Скородинского и 375 нижних чинов, 36-го Орловского полка капитана Клиентов, прапорщики Даценко и Дмитриев, штабс-капитан Гришанова и 482 нижних чинов, 9-й артиллерийской бригады подполковника Бенецкого, штабс-капитанов Гричишникова и Тишинского, поручик Зенковича и 35 нижних чинов                                             | Паметник на загиналите от 35-ти Брянски полк майор Молоствов, капитан Брянцев, прапоршчици Гюне, Герасимовский и Скородинский и 375 нисши чина, от 36-ти Орловски полк капитан Клиентов, прапоршчици Даценко и Дмитриев, щабс капитан Гришанов и 482 нисши чина, от 9-та артилерийска бригада подполковник Бенецкий, щабс капитани Гричишников и Тишинский, поручик Зенкович и 35 нисши чина                                   | в окрестностях Шипкинского перевала | Находится к югу от отеля «Шипка» 42°45′18″ с. ш. 25°19′07″ в. д. |
|             | Памятник на месте где пал смертью героев флигель-адъютант Князь Эмануил Николаевич Мещерский 5 сентября 1877 года | Паметник на мястото където е убит геройски флигел-адютант княз Емануил Николаевич Мещерский на 5 септември 1877 г. | в окрестностях Шипкинского перевала | Находится в «Большой батарее» 42°44′54″ с. ш. 25°19′15″ в. д. |
|             | Памятник поручика 55-го Подсказало полка Сергея Коко, убитого 13 августа 1877 года | Паметник на поручик Сергей Коко от 55-ти Подолски полк, убит на 13 вгуст 1877 г. | в окрестностях Шипкинского перевала | Находится в местности «Торищата» возле кемпинге 42°45′30″ с. ш. 25°19′25″ в. д.                                                                                                |
|             | Памятник штабс-капитана 36-го Орловского полка Аркадия Гришанова, убитого 11 августа 1877 года | Паметник на щбас-капитан Аркадий Гришанов от 36-ти Орловски полк, убит на 11 август 1877 г. | в окрестностях Шипкинского перевала | Находится в местности «Торищата» возле кемпинге 42°45′27″ с. ш. 25°19′19″ в. д.                                                                                                |
|             | Памятник поручика Ореста Прокоповича, штабс-капитана Александра Бандровского из 55-го Подольского полка, прапорщика Частухина из 56-го Житомирского полка и штабс-капитана Пестова из 14-й артиллерийской бригады, убитых 5 сентября 1877 года | Паметник на поручик Орест Прокопович, щабс-капитан Александър Бандровский от 55-ти Подолски полк, прапоршчик Частухин от 56-ти Житомирски полк, щабс-капитан Пестов от 14-та артилерийска бригада убити на 5 септември 1877 г. | в окрестностях Шипкинского перевала | Находится на территории местности «Могила» (по болг. Гроба) 42°48′21″ с. ш. 25°19′14″ в. д.                                                                                    |
|             | Братская могила капитана Клиентова, штабс-капитана Гришанова, прапорщиков Даценко и Дмитриева и 482 нижних чинов из 36-го Орловского полка, полковника Климантовича, капитана Шенелева, штабс-капитанов Червинского и Володкевича, поручиков Вознесенского, Дюкова, Чеканова и Грузевич-Нечай, подпоручиков Кантемирова, Казанского и Тимофеева, прапоршчика Турова и 222 нижних чинов 4-й стрелковой бригады, погибших 6 июля по 28 декября 1877 года | Братска могила на капитан Клиентов, щабс-капитан Гришанов, пропоршчици Даценко и Дмитриев и 482 нисши чина от 36-ти Орловски полк, полковник Климантович, капитан Шенелев, щабс-капитани Червинский и Володкевич, поручици Вознесенский, Дюков, Чеканов и Грузевич-Нечай, подпоручици Кантемиров, Казанский и Тимофеев, прапоршчик Туров, и 222 нисши чина от 4-та стрелкова бригада, загинали от 6 юли до 28 декември 1877 г. | в окрестностях Шипкинского перевала | Расположенный у подножия Шипки в местности «русском кладбище» 42°45′01″ с. ш. 25°19′31″ в. д.                                                                                  |
|             | Надгробие капитана 35-го Брянского полка Александра Ивановича Брянцева, убитого 11 августа 1877 года | Надгробен паметник на капитан Александрър Иванович Брянцев от 35-ти Брянски полк, убит на 11 август 1877 г. | в окрестностях Шипкинского перевала | Расположен у подножия Шипки в местности «русское кладбище» 42°45′01″ с. ш. 25°19′31″ в. д.                                                                                     |
|             | Надгробие прапорщика 35-го Брянского полка Альберта Эдмунда барона Гоининен Фон-Гюне, убитого 11 августа 1877 года | Надгробен паметник на прапоршчик Алберт Едмунд барон Хейнинен Фон-Гюне от 35-ти Брянски полк, убит на 11 август 1877 г. | в окрестностях Шипкинского перевала | Расположенный у подножия Шипки в местности «русском кладбище» 42°45′01″ с. ш. 25°19′31″ в. д.                                                                                  |
|             | Надгробие прапорщиков 36-го Орловского полка Евгения Даценко и Николая Дмитриева, погибших 5 июля 1877 года | Надгробен паметник на прапоршчик Николай Дмитриев от 36-ти Орловски полк, убити на 5 юли 1877 г. | в окрестностях Шипкинского перевала | Расположенный у подножия Шипки в местности «русском кладбище» 42°45′01″ с. ш. 25°19′31″ в. д.                                                                                  |
|             | Надгробие подпоручика 13-й стрелковой батальон Николая Алексьевича Кантимирова, умершего от ран 14 августа 1877 года | Надгробен паметник на подпоручик Николай Алексеевич Кантимиров от 13-ти стрелкови батальон, починал на 14 август 1877 г. | в окрестностях Шипкинского перевала | Расположенный у подножия Шипки в местности «русском кладбище» 42°45′01″ с. ш. 25°19′31″ в. д.                                                                                  |
|             | Надгробие подпоручика 14-й стрелковой батальон Николая Александровича Вознесенского, убитого 13 августа 1877 года | Надгробен паметник на подпоручик Николай Александрович Вознесенский от 14 стрелкови батальон, убит на 13 август 1877 г. | в окрестностях Шипкинского перевала | Расположенный у подножия Шипки в местности «русском кладбище» 42°45′01″ с. ш. 25°19′31″ в. д.                                                                                  |
|             | Надгробие прапорщика 35-го Брянского полка Вальдемара Скородинского, убитого 11 августа 1877 года | Надгробен паметник на прапоршчик Валдемар Скородинский от 35-ти Брянски полк, убит на 11 август 1877 г. | в окрестностях Шипкинского перевала | Расположенный у подножия Шипки в местности «русском кладбище» 42°45′01″ с. ш. 25°19′31″ в. д.                                                                                  |
|             | Памятник прапорщиков 36-го Орловского полка Даценко и Димитриева, полковника Климантовича и капитана Щепелева из 13-й стрелкового батальона, есаула Баштлины из Пластунского батальона и 28 нижних чинов, убитых 5 и 6 июля 1877 года | Надгробен паметник на прапоршчици Даценко и Димитриев от 36 Орловски полк, полковник Климантович и капитан Щепелев от 13 стрелкови батальон, есаул Баштлин от пластунски батальон и 28 нисши чина, убити на 5 и 6 юли 1877 г. | в окрестностях Шипкинского перевала | Расположенный у подножия Шипки в местности «русском кладбище» 42°45′01″ с. ш. 25°19′31″ в. д.                                                                                  |
|             | Братская могила убитых и умерших от ран русских солдат с 21 октября по 22 декабря 1877 года: из 93-го Иркутского полка — 195, 94-го Енисейского полка — 227, 95-го Красноярского полка — 151, 24-й арт.бригады — 4 человек | Братска могила на загинали и починали от рани руски воини от 21 октомври до 22 декември 1877 г.: от 93-ти Иркутски полк — 195, от 94-ти Енисейски полк — 227, от 95-ти Красноярски полк — 151, от 24-та арт.бригада — 4 души | в окрестностях Шипкинского перевала | Находится на территории местности «Бивак» к северу Шипке 42°46′46″ с. ш. 25°18′33″ в. д.                                                                                       |
|             | Памятник штабс-капитана 55-го Подольского полка Евгения Барановского, раненого 5 сентабря 1877 г. и умершего от ран в подвижном лазарете | Паметник на щабс-капитан Евгений Барановский от 55-ти Подолски полк, ранен на 5 септември 1877 г. и починал от раните в подвижния лазарет | в окрестностях Шипкинского перевала | Находится на территории местности «Бивак» к северу Шипке 42°46′56″ с. ш. 25°18′38″ в. д.                                                                                       |
|             | Памятник подпоручика 55-го Подольского полка Эраста Кроновича, убитого 5 сентября и прапорщиков Илина и Аносова, убитых 28 декабря 1877 года | Паметник на подпоручик Ераст Кронович, убит на 5 септември и прапоршчиците Илин и Аносов от 55-ти Подолски полк, убити на 28 декември 1877 г. | в окрестностях Шипкинского перевала | Находится на территории местности «Бивак» к северу Шипке 42°46′56″ с. ш. 25°18′38″ в. д.                                                                                       |
|             | Памятник майора 55-го Подольского полка Мечислава Загоровского, убитого 28 декабря 1877 г. | Паметник на майор Мечислав Загоровский от 55-ти Подолски полк, убит на 28 декември 1877 г. | в окрестностях Шипкинского перевала | Находится на территории местности «Кади стены» на старая дорога, ведущая к Шипке 42°46′17″ с. ш. 25°18′29″ в. д.                                                               |

## Добричская область
| Изображение | Название на русском языке | Название на болгарском языке | Местоположение | Описание памятника |
| ----------- | --- | --- | -------------- | --- |
|             | Памятник императору Александру II | Паметник на император Александър Втори | Генерал-Тошево | Монумент из красного и чёрного вулканического камня. Изготовлен в Армении и является подарком городу от Союза армян Болгарии. Торжественно открыт 24 апреля 2009 года. Находится на централном площаде 43°42′00″ с. ш. 28°02′09″ в. д.                    |
|             | Памятник генералу Йосифу Гурко | Паметник на генерал Гурко | Гурково        | Находится на центру деревня 43°29′06″ с. ш. 28°13′17″ в. д. |
|             | Памятник победе генерал-лейтенанта Аполона Цимермана | Паметник на победата на генерал-лейтенант Аполон Цимерман | Добрич         | Расположен на выходе из Добрич в Балчик 43°33′50″ с. ш. 27°51′22″ в. д. |
|             | Пирамида русских воинов, погибших за освобождение города от османского ига с 5 по 15 января 1878 года | Пирамида на руски воиници, загинали за освобождението на града от османско владичество от 5 до 15 януари 1878 г. | Добрич         | Расположен в «Добротице» 43°33′27″ с. ш. 27°50′01″ в. д. |
|             | Братская могила подпоручика 65-го Московского полка Герасима Кузьминского, прапорщика 66-го Бутырского полка Цезаря Паташковского, хорунжего 18-го Донского казачьего полка Петра Успякина и 122 нижних чинов 14-го армейского корпуса, погибших в русско-турецкой войне | Братска могила на подпоручик Герасим Кузминский от 65 Московски полк, прапоршчик Цезар Паташковский от 66 Бутирски полк, хорунжий Петър Успякин от 18 Донски казашки полк и 122 нисши чина от 14 Армейски корпус, загинали в Руско-турската война | Добрич         | Расположен в «Добротице» 43°33′27″ с. ш. 27°50′01″ в. д. |
|             | Памятник Фёдору Михайловичу Достоевскому | Паметник на Фьодор Михайлович Достоевски | Добрич         | Монумент из бронзы, высотой 3 метра. Надпись на памятнике: «1876 година глас-камбана в защита на българите». Торжественное открытие состоялось 30 октября 2008 года Расположенный между театром и художественной галереей 43°34′04″ с. ш. 27°49′35″ в. д. |
|             | Склеп-усыпальница русских воинов, погибших за освобождение Болгарии от османского ига в погибших в русско-турецкой войны | Костница на руски воини, загинали в Руско-турската Освободителна война 1877—1878 г. | Добрич         | Находится в городском парке 43°26′12″ с. ш. 28°20′27″ в. д. |
|             | Памятник адмиралу Фёдору Ушакову, по случаю 215-летия победы 31 июля 1791 г. над турецким флотом возле мыса | Паметник на адмирал Фьодор Ушаков, по случай 215 годишнината от победата на 31 юли 1791 г. над турския флот край нос Калиакра | Мыс Калиакра   | Памятник воздвигнут в 2006 году и торжественно освящён 10 августа, по случаю 215-летия победы над турецким флотом 43°22′06″ с. ш. 28°27′50″ в. д. |
|             | Братская могила хорунжего 15-го Донского казьячего полка Силия Котельникова, прапорщика 67-го Тарутинского полка Антона Брондзинского и 53 нижних чинов 14-го армейского корпуса погибшим 10 января 1878 г.                                                              | Братска могила на хорунжий Силий Котелников от 15-ти Донски казашки полк, прапоршчик Антон Брондзинский от 67-ми Тарутински пехотен полк и 53 нисши чина от 14-ти Армейски корпус, загинали на 10 януари 1878 г.                                  | Паскалево      | Расположенный в правой стороне дороги Добрич — Паскалево 43°36′56″ с. ш. 27°51′20″ в. д. |
|             | Надгробие 3 казаков 16-го Донского казачьего полка, погибших в бой с турецкими войсками под д. Ели бей (Пчеларово) 8 января 1878 г. | Надгробен паметник на 3 казаци от 16-ти Донски казашки полк, загинали на 8 януари 1878 г. в бой с турците при с. Ели бей (Пчеларово) | Пчеларово      | Валчо Георгиев похоронил трёх казаков и воздвигнул эпитафию, а позже здесь был похоронен и сам он. Находится на кладбище. 43°43′39″ с. ш. 27°54′51″ в. д.                                                                                                 |

## Кюстендилская область
| Изображение | Название на русском языке | Название на болгарском языке | Местоположение | Описание памятника |
| ----------- | --- | --- | -------------- | --- |
|             | Могила русских воинов, погибших во время на Русско-турецкой Освободительной войны 1877—1878 годов                                                                                         | Паметник на руските воини, загинали в Руско-турската освободителна война 1877—1878 г. | Коняво         | |
|             | Памятник русских воинов 124-го Воронежского пехотного полка погибших в Русско-турецкой войны 1877—1878 годов                                                                              | Паметник на загиналите руски воини от 124 Воронежки полк в Руско-турската война 1877—1878 г.                                                                                                  | Кочериново     | Находится на улиц «Св. Иван Рильский» возле школьном дворе 42°05′14″ с. ш. 23°03′38″ в. д. |
|             | Памятник 2 русских солдат 4-го уланского Харьковского полка, погибших 16 января 1878 г. и 70 болгарских солдат, погибших в Балканских войн 1912—1913 и Первой мировой войны 1914—1918 гг. | Паметник на 2 руски воини от 4-ти улански Харковски полк, загинали на 16 януари 1878 г. и 70 български воини, загинали в Балканските войни 1912—1913 г. и Първата световна война 1914—1918 г. | Кюстендил      | Первоначально русских воинов похоронены во дворе церкви, а в 1937 году их кости были перенесены в могиле с памятник на кладбище. В 2002 году памятник был перенесен в центр города. 42°16′50″ с. ш. 22°41′16″ в. д. |
|             | Памятник русских воинов, погибших во время на Русско-турецкой Освободительной войны 1877—1878 годов                                                                                       | Паметник на загиналите руски воини през Руско-турската Освободителна война 1877 −1878 г. | Рила           | |

## Кырджалийская область
| Изображение | Название на русском языке                                                                                | Название на болгарском языке                                                                    | Местоположение | Описание памятника                                                                           |
| ----------- | --- | ----------------------------------------------------------------------------------------------- | -------------- | -------------------------------------------------------------------------------------------- |
|             | Памятник русскому воину-освободителю                                                                     | Паметник на руския войн-освободител                                                             | Кырджали       | Расположен в парке рядом с церковью «Св. Георги Победоносец» 41°38′38″ с. ш. 25°22′17″ в. д. |
|             | Склеп-усыпальница погибших русских солдат в Русско-турецкой войне 1877—1878 годов за Освобождение города | Костница на загинали руски войни в Руско-турската война 1877—1878 г. за Освобождението на града | Момчилград     | Расположен рядом с церковью «Св. Царь Борис» 41°31′41″ с. ш. 25°24′31″ в. д.                 |

## Ловечская область
| Изображение | Название на русском языке | Название на болгарском языке | Местоположение            | Описание памятника                                                                                                 |
| ----------- | --- | --- | ------------------------- | --- |
|             | Братская могила 9 нижних чинов (фельдфебел Дмитрий Александров и рядових Василий Безняков, Феофил Усков, Гаврила Степанов, Август Генкел, Михаил Буров, Василий Лещов и Иван Васильев) 9-го Староингерманландского и 2 нижних чинов (унтер офицер Иван Царегородцев и ефрейтор Евсигний Опарин) 10-го Новоингерманландского полка, павшим в деле 26 декабря 1877 г. Троянова перевала | Братска могила на 9 нисши чина (фелдфебел Дмитрий Александров и редници Василий Безняков, Феофил Усков, Гаврила Степанов, Август Генкел, Михаил Буров, Василий Лещов и Иван Василиев) от 9-ти Староингерманландски и 2 нисши чина (унтер офицер Иван Царегородцев и ефрейтор Евсигний Опарин) от 10-ти Новоингерманландски полк, загинали 26 декември 1877 при превземането на Троянския проход | Балканец                  | Находится в парке в северной части деревни 42°51′06″ с. ш. 24°39′57″ в. д.                                         |
|             | Надгробная плита доктора Василия Павловича Злебова, родившегося 1855 и умершего 26 декабря 1878 года | Надгробен паметник на доктор Василий Павлович Злебов, роден 1855 и починал на 26 декември 1878 г. | Летница                   | Находится во дворе церкви «Свети Теодор Тирон» 43°18′31″ с. ш. 25°03′25″ в. д.                                     |
|             | Надгробный памятник сестёр милосердия Марьи Васильевны Квасовой и Кварцовой | Надгробен паметник на милосърдните сестри Мария Василиевна Квасова и Кварцова | Летница                   | Находится во дворе церкви «Свети Теодор Тирон» 43°18′31″ с. ш. 25°03′25″ в. д.                                     |
|             | Надгробный памятник умерших в 66 военно-временной больнице во время русско-турецкой войны 1877—1878 годов | Надгробен паметник на починалите в 66-та Военно-временна болница воини през Руско-турската война 1877—1878 г. | Летница                   | Находится на кладбище 43°18′45″ с. ш. 25°03′09″ в. д.                                                              |
|             | «Белый памятник» в память русских воинов, погибших при втором взятии Ловеча 22 августа 1877 года | «Белият паметник» в памет на руски воини, загинали при второто освобождение на града на 22 август 1877 г. | Ловеч                     | Находится на холме «Стратеш» 43°08′15″ с. ш. 24°43′19″ в. д.                                                       |
|             | «Чёрный памятник» 4 нижних чинов 118-го Шуйского полка и 11 чинов 64-го Казанского полка, погибших при втором взятии Ловча 22 августа 1877 года | «Черният паметник» на 4 воини от 118-ти Шуйски полк и 11 воини от 64-ти Казански полк, загинали на 22 август 1877 г. при второто освобождение на Ловеч | Ловеч                     | Находится на холме «Стратеш» 43°08′09″ с. ш. 24°43′23″ в. д.                                                       |
|             | Памятник 29 русских солдат 5-го Калужского пехотного полка, погибших 22 августа 1877 года при освобождении Ловеча | Паметник на 29 руски войници от 5-и пехотен Калужки полк, загинали на 22 август 1877 г. при освобождаването на Ловеч от османско иго. | Ловеч                     | Находится на аллее «болгаро-русской дружбы» на холме «Стратеш» 43°08′19″ с. ш. 24°43′18″ в. д.                     |
|             | Братская могила 20 нижних чинов 6-го Либавского полка, погибших при втором взятии Ловча 22 августа 1877 года | Братска могила на 20 нисши чина от 6-ти Либавски полк, загинали на 22 август 1877 г. при второто освобождение на Ловеч | Ловеч                     | Находится на аллее «болгаро-русской дружбы» на холме «Стратеш» 43°08′19″ с. ш. 24°43′18″ в. д.                     |
|             | Надгробная плита 2 русских солдат 2-й артиллерийской бригады, погибших при втором взятии Ловча 22 августа 1877 года | Надгробна плоча на 2 руски воини от 2-ра артилерийска бригада, загинали на 22 август 1877 г. при второто освобождение на Ловеч | Ловеч                     | Находится на аллее «болгаро-русской дружбы» на холме «Стратеш» 43°08′19″ с. ш. 24°43′18″ в. д.                     |
|             | Надгробние полковника Александра Ивановича Кусова, командира 11-го Псковского пехотного полка | Надгробен паметник на полковник Кусов, Александр Иванович, командир на 11-и пехотен Псковски полк. | Ловеч                     | Находится на аллее «болгаро-русской дружбы» на холме «Стратеш» 43°08′20″ с. ш. 24°43′18″ в. д.                     |
|             | Второй памятник командиру 11-го Псковского полка полковнику Александра Ивановича Кусову, убитому 22 августа 1877 года | Втори паметник на командира на 11-ти Псковски полк, полковник Александър Иванович Кусов, убит на 22 август 1877 г. | Ловеч                     | Находится на аллее «болгаро-русской дружбы» на холме «Стратеш» 43°08′20″ с. ш. 24°43′18″ в. д.                     |
|             | Надгробный памятник врача 12-го Великолуцкого полка Александруа Ивановичуа Лебедевского, скончавшегося 1 октября 1877 года | Надгробен паметник на лекаря на 12-ти Великолуцки полк, Александър Иванович Лебедевский, починал на 1 октомври 1877 г. | Ловеч                     | Находится на аллее «болгаро-русской дружбы» на холме «Стратеш» 43°08′20″ с. ш. 24°43′18″ в. д.                     |
|             | Братская могила 26 нижних чинов 7-го Ревельского полка, погибших при втором взятии Ловча 22 августа 1877 года | Братска могила на 26 нисши чина от 7-ми Ревелски полк, загинали на 22 август 1877 г. при второто освобождение на Ловеч | Ловеч                     | Находится на аллее «болгаро-русской дружбы» на холме «Стратеш» 43°08′20″ с. ш. 24°43′17″ в. д.                     |
|             | Братская могила 3 нижних чинов 8-го Эстляндского полка погибших при втором взятии Ловча 22 августа 1877 года | Братска могила на 3 нисши чина от 8-ми Естляндски полк, загинали на 22 август 1877 г. при второто освобождение на Ловеч | Ловеч                     | Находится на аллее «болгаро-русской дружбы» на холме «Стратеш» 43°08′20″ с. ш. 24°43′17″ в. д.                     |
|             | Надгробный памятник поручика 7-го Ревельского полка Ивана Яндашеского, убитого 22 августа 1877 года | Надгробен паметник на поручик Иван Яндашевски от 7-ми Ревелски полк, убит на 22 август 1877 г. | Ловеч                     | Находится на аллее «болгаро-русской дружбы» на холме «Стратеш» 43°08′19″ с. ш. 24°43′17″ в. д.                     |
|             | Братская могила маойра Василия Лабунцова, капитана Александра Ивановского и 50 нижних чинов 5-го Калужского полка, погибших при втором взятии Ловча 22 августа 1877 года | Братска могила на майор Василий Лабунцов, капитан Александър Ивановский и 50 нисши чина от 5-ти Калужки полк, загинали на 22 август 1877 г. при второто освобождение на Ловеч | Ловеч                     | Находится на аллее «болгаро-русской дружбы» на холме «Стратеш» 43°08′20″ с. ш. 24°43′18″ в. д.                     |
|             | Братская могила подпоручика Николая Алексеевича Дуткина и 30 нижних чинов 6-го Либавского полка, погибших при втором взятии Ловча 22 августа 1877 года | Братска могила на подпоручик Николай Алексеевич Дуткнин и 30 нисши чина от 6-ти Либавски полк, загинали на 22 август 1877 г. при второто освобождение на Ловеч | Ловеч                     | Находится на аллее болгаро-русской дружбы на холме Стратеш. 43°08′20″ с. ш. 24°43′18″ в. д.                        |
|             | Памятник поручику 2-й артиллерийской бригады Анатолия Воронова, убитого при втором взятии Ловча 22 августа 1877 года | Паметник на поручик Анатолий Воронов от 2-ра артилерийска бригада, убит на 22 август 1877 г. при второто освобождение на Ловеч | Ловеч                     | Находится в местности «Сэр пазар»                                                                                  |
|             | Мемориальная доска для прохода русских войск 20 октября 1877 г. | Паметна плоча за преминаването на руските войски на 20 октомври 1877 г. | Малык-Извор               | Находится в деревни 42°59′03″ с. ш. 24°07′33″ в. д.                                                                |
|             | Братская могила 4 нижних чинов 10-го Новоингерманландского полка, погибших 11 ноября 1877 г. возле Тетевен | Братска могила на 4 нисши чина от 10-ти Новоингерманландски полк, убити на 11 ноември 1877 г. край Тетевен. | Тетевен                   | Находится во дворе церкви «Всях Светих» 42°55′08″ с. ш. 24°15′50″ в. д.                                            |
|             | Памятник на месте, где 29 октября 1877 состоялся бой между русских войск полковника Орлова и турками | Паметник, на мястото където на 29 октомври 1877 г. се е провело сражение между руските войски на полковник Орлов и турците | Тетевен                   | Находится на территории местности «Боев курган» под пиком. Красный (Стара-Планина) 42°55′28″ с. ш. 24°16′37″ в. д. |
|             | Бюст генерал-лейтенанта Павла Карцова | Бюст-паметник на генерал-лейтенант Павел Карцов | Троян                     | Расположен на центральной площади «Возрождение» 42°53′02″ с. ш. 24°42′37″ в. д.                                    |
|             | Памятник в честь перехода русских войск через Троянский перевал во время Русско-турецкой войны 1877—78 | Памятник в чест на преминаването на руските войски през Троянския проход, по време на Руско-турската война 1877-78 | Троян                     | Находится в местности «Курт-Хисар», в 7 км к югу от Троянского перевала 42°46′37″ с. ш. 24°36′52″ в. д.            |
|             | «Карцов бук» — почтенное дерево с пазом в коре меча генералу Карцову | «Карцов бук» — вековно дърво с бразда по кората от сабята на генерал Карцов | Троян                     | Находится в 1 км к югу от комплекса Беклемето 42°47′16″ с. ш. 24°37′25″ в. д.                                      |
|             | Мемориальная доска 74 нижним чинам, погибшим во время Русско-турецкой войны 1877—1878 годов | Паметна плоча на 74 нисши чина, загинали по време на Руско-турската война 1877—1878 г. | Иглен (болгарского Ъглен) | Находится на центре деревни 43°12′04″ с. ш. 24°18′53″ в. д.                                                        |

## Монтанская область
| Изображение | Название на русском языке                                                   | Название на болгарском языке                                                                    | Местоположение | Описание памятника                                                          |
| ----------- | --------------------------------------------------------------------------- | ----------------------------------------------------------------------------------------------- | -------------- | --------------------------------------------------------------------------- |
|             | Памятник на месте где 138-й Болховский полк сделал высадки 23 марта 1878 г. | Паметник на мястото където 138-ми Болховски полк дебаркира на 23 март 1878 г. на дунавския бряг | Лом            | Находится на площади «Нечаев» возле таможне 43°49′56″ с. ш. 23°14′00″ в. д. |

## Пазарджикская область
| Изображение | Название на русском языке | Название на болгарском языке | Местоположение | Описание памятника                                                                             |
| ----------- | --- | --- | -------------- | ---------------------------------------------------------------------------------------------- |
|             | Памятник русского дипломата князя Алексея Николаевича Церетелева | Паметник на руския дипломат княз Алексей Николаевич Церетелев | Батак          | Находится на площаде «Освобождение» 41°56′36″ с. ш. 24°13′07″ в. д.                            |
|             | Памятник воздвигнутый в честь Освобожниние Белово от турецкого иго 14 января 1878 г.                                                                                       | Паметник в чест на Освобождението на Белово от турско робство на 14 януари 1878 г.                                                                                                | Белово         | Находится на централном площаде 42°12′50″ с. ш. 24°01′04″ в. д.                                |
|             | Памятная доска на стене дома Лазару Гостеву, где помещался штаб генерала Гурко 1 января 1878 г.                                                                            | Паметна плоча на къщата на Лазар Гостев, където се е помещавал щабът на генерал Гурко на 1-ви януари 1878 г.                                                                      | Бошуля         |                                                                                                |
|             | Мраморный мемориальный фонтан, где 9 января 1878 был встречен 2-й дивизион 9-го гусарского Киевского полка армии генерала Гурко                                            | Мраморна възпоменателна чешма на мястото, където на 9-ти януари 1878 г. е посрещнат 2-ри дивизион на 9-ти хусарски Киевски полк от армията на генерал Гурко                       | Велинград      | Находится в «Парке освободителей» 42°02′26″ с. ш. 23°59′31″ в. д.                              |
|             | Памятник капитана 123-го Козловского пехотного полка Яна Адамовича Банерского убитого 12 января 1878 года                                                                  | Паметник на капитан Ян Адамович Банерски от 123-ти Козловски пехотен полк, убит на 12-ти януари 1878 г.                                                                           | Ветрен         | Находится в северной окраине на территории местности «Паланка» 42°17′04″ с. ш. 24°02′35″ в. д. |
|             | Памятный знак в честь освобождения Ветрена турецкого иго 13 января 1878 г.                                                                                                 | Паметен знак в чест на освобождението на Ветрен от турско робство на 13-ти януари 1878 г.                                                                                         | Ветрен         | Находится в северной окраине на территории местности «Паланка» 42°17′04″ с. ш. 24°02′32″ в. д. |
|             | Мемориальная доска на месте, где 31 декабря 1877 г. были встречены русскими освободительными войсками                                                                      | Паметна плоча на мястото, където на 31 декември 1877 г. са посрещнати руските освободителни войски                                                                                | Калугерово     | Находится рядом с церковью «Рождества Богородицы» 42°19′30″ с. ш. 24°10′03″ в. д.              |
|             | Братская могила 6 нижних чинов Санкт-Петербургского гренадерского полка, погибших 25 декабря 1877 г. возле д. Мечка (сег. Оборище)                                         | Братска могила на 6 нисши чина от Санкт-Петербургски гренадирски полк, загинали на 25-ти декември 1877 г. край село Мечка (дн. Оборище)                                           | Обориште       | Находится в деревне 42°31′01″ с. ш. 24°04′25″ в. д.                                            |
|             | Памятный знак, воздвигнутый в честь русских освободительных войск | Възпоменателна чешма в чест на руските освободителни войски | Овчеполци      | одна верста к востоку от деревни                                                               |
|             | Памятный знак генералу Николаю Петровичу Броку — командиру авангарда русских войск при освобождении Пазарджика в Русско-турецкой войне 1877-78                             | Паметен знак на генерал Николай Петрович Брок — командир на авангарда на руските войски при освобождението на Пазарджик в Руско-турската война                                    | Пазарджик      | Находится недалеко от моста через реку Марица 42°11′02″ с. ш. 24°19′13″ в. д.                  |
|             | Барельеф генералу Йосифу Гурко | Барелеф на генерал Йосиф Гурко | Пазарджик      | Находится в самом начале улицы «Генерал Гурко» 42°11′45″ с. ш. 24°20′04″ в. д.                 |
|             | Памятник генералу Виктору Дандевилу, освободил город 30 декабря 1877 г. | Паметник на генерал Виктор Дандевил, освободил града на 30-ти декември 1877 г. | Панагюриште    | Находится на улице «Генерал Дандевил» 42°30′32″ с. ш. 24°10′53″ в. д.                          |
|             | Надгробный памятник капитана 123-го Козловского полка Ивана Ивановича Сафронова, командира 8 роты, умершего от тифа 9 марта 1878 г. В городе погиб и рядовой с имени Моско | Надгробен паметник на капитан Николай Николаевич Сафонов, командир на 8-ма рота от 123-ти Козловски полк, починал от тиф на 9 март 1878 г. В града е умрял и редник с името Моско | Пештера        | Находится во дворе церкви «Св. Димитар» 42°02′03″ с. ш. 24°17′57″ в. д.                        |
|             | Памятник на месте, где 31 декабря 1877 года жители Стрелчи встретили полковника Тимирязева и русскими освободительными войсками.                                           | Паметник на мястото, където на 31 декември 1877 г. жителите на Стрелча посрещат полковник Тимирязев и руските освободителни войски.                                               | Стрелча        | Находится на площади «Дружба» 42°30′22″ с. ш. 24°19′14″ в. д.                                  |
|             | Бюст-памятник полковнику 4-го Екатеринославского драгунского полка Ивану Аркадьевичу Тимирязеву                                                                            | Бюст паметник на полковник Николай Аркадиевич Тимирязев от 4-ти Екатеринославски драгунски полк                                                                                   | Стрелча        | Находится на площади «Дружба» 42°30′22″ с. ш. 24°19′15″ в. д.                                  |
|             | Паметник на генерал Георгий Константинович Жуков | Паметник на Георгий Константинович Жуков | Стрелча        | Находится на площади «Дружба» 42°30′22″ с. ш. 24°19′15″ в. д.                                  |

## Плевенская область
| Изображение                                                 | Название на русском языке | Название на болгарском языке | Местоположение                                              | Описание памятника |
| Памятники освобождения города Никополя 3 и 4 июля 1877 году | Памятники освобождения города Никополя 3 и 4 июля 1877 году | Памятники освобождения города Никополя 3 и 4 июля 1877 году | Памятники освобождения города Никополя 3 и 4 июля 1877 году | Памятники освобождения города Никополя 3 и 4 июля 1877 году |
| ----------------------------------------------------------- | --- | --- | ----------------------------------------------------------- | --- |
|                                                             | Памятник братская могила русских воинов, погибших при взятии крепостии Никополь 3 июля 1877 года | Паметник над братска могила на руски воини, загинали при превземането на Никопол на 3 юли 1877 г. | Выбел                                                       | Расположенный к северузападу от деревни |
|                                                             | Памятник штабс-капитана (имя неразборчиво — вероятно Озерова) и 48 нижних чинов 123-го Козловского полка, погибших 3 июля 1877 года возле Никополе | Паметник на щабс-капитан (името нечетливо — вероятно Озеров) и 48 нисши чина от 123-ти Козловски полк, загинали на 3-ти юли 1877 г. край Никопол | Любеново                                                    | Находится на территории местности «Малка шума» (Пасиштето) |
|                                                             | Памятник подпоручика 122-го Тамбовского полка Кременецкого, убитого 3 июля 1877 г. при наступлении на крепость Никополь и похороненного у с. Маршевец (Любеново) | Паметник на подпоручик Кременецкий от 122 Тамбовски полк, убит при атаката на крепостта Никопол на 3 юли и погребан в с. Мършевица (Любеново) | Любеново                                                    | |
|                                                             | Участвовали в бою полки архангелогородский, вологодский, галицкий, пензенский, тамбовский, и козловский пехотны, бугский уланский, донские казачьи № 9 и № 34, 2 кубанский казачий и владикавказкий казачий, осетинский дивизионы терскогорского конно-иррегулярного полка, 5 и 31 артиллерийской бригады, донская казачья № 2 батарея, донская казачья конно-горная № 1 батарея, 1 рота 5 саперного батальона                                                           | Паметник участвалите в боя полкове Архангелогородски, Вологодски, Галицки, Пензенски, Тамбовски, Козловски пехотни, Донски казашки № 9 и № 34, 2 Кубански казашки и Владикавказки казашки, Осетински дивизион Терски конно ирегулярен полк, 5 и 31 артилерийска бригада, Донска казашка № 2 батарея, Донска казашка конно планинска № 1 батарея, 1 рота на 5 сапьорен батальон                                                                     | Никопол                                                     | Находится на территории местности «Кая Баш» 43°42′18″ с. ш. 24°53′52″ в. д. |
|                                                             | Могила штабс-капитана Александра Чута и прапорщика Виктора Андриевского из 18-го пехотного Вологодского полка, павших при взятии крепости Никополь 3 июля 1877 года | Братска могила на щабс-капитан Александър Чут и прапоршчик Виктор Андреевский от 18-ти Вологодски полк, загинали при щурма на крепостта Никопол на 3 юли 1877 г. | Никопол                                                     | Находится на территории местности «Баладжо» (полуразрушенный) |
|                                                             | Памятник майора 20-го пехотного Галицкого полка Василия Николаевича Волчанецкого убитого при взятии крепости Никополь 3 июля 1877 года | Паметник на майора от 20-ти пехотен Галицки полк Василий Николаевич Волчанецки, убит при превземането на крепостта Никопол на 3 юли 1877 | Никопол                                                     | |
|                                                             | Памятник подпоручика 122-го Тамбовского полка Ширяева, убитого 3 июля 1877 года при атаке редута у крепости Никополь и похороненного у того же редута | Паметник на подпоручик Ширяев от 122-ри Тамбовски полк, убит на 3 юли 1877 г. при атаката на редута на крепостта Никопол и погребан на 4 юли в същия редут | Никопол                                                     | |
|                                                             | Памятник братская могила русских воинов, погибших при взятии крепостии Никополь 3 июля 1877 года | Паметник над братска могила на руски воини, загинали при превземането на Никопол на 3 и 4-ти юли 1877 г. | Никопол                                                     | Находится на территории местности «Дик баир» (полуразрушенный) |
| Первый штурм 8 июля 1877 году                               | | |                                                             | |
|                                                             | Памятник командира 17-го Архангелогородского полка полковника Ивана Ивановича Розенбома | Паметник на Иван Иванович Розенбом, командир на 17-ти Архангелогородски полк | Буковлык                                                    | Находится на территории местности «Озеро» 43°26′35″ с. ш. 24°37′39″ в. д. |
|                                                             | Братская могила 482 нижних чинов 17-го Архангелогородского полка и 2 нижних чинов 5-й батареи 5-й Артиллерийской бригады и офицеров: полковника Ивана Розенбома, подполковника Игнатия Марковича, щабс-капитанов Кульчицкого, Ивана Гембицкого, Рудолфа Гесса, поручиков Павел-Болеслава Махницкого, Егора Никитина, подпоручиков Петра Константиновича, Афанасия Воробея, Валериана Балутина, Михаила Марковского, прапорщиков Александра Ядрило, и Игнатия Войцеховича | Братска могила на 482 нисши чина от 17-ти Архангелогородски полк и 2 нисши чина от 5-та батарея на 5-та артилерийска бригада и офицерите: полковник Иван Розенбом, подполковник Игнатий Маркович, щабс-капитани Кульчицкий, Иван Гембицкий, Рудолф Хес, поручици Павел-Болеслав Махницкий, Егор Никитин, подпоручици Петър Константинович, Афанасий Воробей, Валериан Балутин, Михаил Марковский, прапорщици Александър Ядрило, Игнатий Войцехович | Буковлык                                                    | Находится на территории местности «Янык баир» 43°26′23″ с. ш. 24°37′43″ в. д. |
|                                                             | Братская могила 486 нижних чинов 18-го Вологодского полка и 1 канонира 1-й батареи 5-й Артиллерийской бригады и официров: майора Алама Юрковского, щабс-капитана Нестора Самсонов-Двойникова, поручиков Николая Коведяева, Ивана Хорошенко, подпоручика Михаила Федотова и прапорщика Арсения Горского | Братска могила на 486 нисши чина от 18-ти Вологодски полк и 1 канонир от 1-ва батарея на 5-та артилерийска бригада и офицерите: майор Алам Юрковский, щабс-капитан Нестор Самсонов-Двойников, поручици Николай Коведяев, Иван Хорошенко, подпоручик Михаил Федотов, прапорщик Арсений Горский | Буковлык                                                    | Находится на территории местности «Янык баир» 43°26′23″ с. ш. 24°37′43″ в. д. |
|                                                             | Памятник прапорщика 19-го Костромского полка Владимира Романовича Хоменко | Паметник на прапоршчик Владимир Романович Хоменко от 19-ти Костромски полк | Болгарене                                                   | Находится на территории местности «Ялията» 43°27′16″ с. ш. 25°03′47″ в. д. |
|                                                             | Братская могила 153 нижних чинов 19-го Костромского полка | Братска могила на 153 нисши чина от 19-ти Костромски полк | Гривица                                                     | Находится к западу от деревни 43°24′56″ с. ш. 24°41′40″ в. д. |
|                                                             | Братская могила 406 нижних чинов 19-го Костромского полка и офицеров полковника Игнатия Михайловичя Клейнгауза, подполковника Валерия Дьяконова, майора Михаила Цехановича, штабс-капитана Николая Стога, поручика Константина Тарасевича, прапорщиков Дмитрия Белоровского и Григория Котловского | Братска могила на 406 нисши чина от 19-ти Костромски полк и офицерите полковник Игнатий Михайлович Клейнхауз, подполковник Валерий Дяконов, майор Михаил Цеханович, щабс-капитан Николай Стог, поручик Константин Тарасевич, прапоршчици Дмитрий Белоровский и Григорий Котловский | Гривица                                                     | Находится на территории местности «Липачката» 43°25′31″ с. ш. 24°42′26″ в. д. |
|                                                             | Памятник офицерам 17-го Архангелогородского и 18-го Вологодского полка: майору Егору Уварову, штабс-капитанам Платону Марковскому, Михаилу Домонтовичу и подпоручику Сергею Яндовскому | Паметник на офицери от 17-ти Архангелогородски и 18-ти Вологодски полк: майор Егор Уваров, щабс-капитани Платон Марковский, Михаил Домонтович и подпоручик Сергей Яндовский | Муселиево                                                   | Находится в деревне 43°38′19″ с. ш. 24°51′07″ в. д. |
| Второй штурм 18 июля 1877 году                              | | |                                                             | |
|                                                             | Братская могила 101 нижних чинов 17-го Архангелогородского полка, 4 офицеров и 200 нижних чинов 18-го Вологодского полка и 2 канониров 2-й батареи 5-й Артиллерийской бригады | Братска могила на 101 нисши чина от 17-ти Архангелогородски полк, 4 офицери и 200 нисши чина от 18-ти Вологодски полк и 2 канонира от 2-ра батарея на 5 артилерийска бригада | Гривица                                                     | Расположен к северо-западу от деревни в местности «Голодное бьрдо» |
|                                                             | Братская могила 11 нижних чинов 20-го Галицкого полка | Братска могила 11 нисши чина от 20-ти Галицки полк | Гривица                                                     | Расположен к северу от деревни в местности «Нежовец» 43°25′15″ с. ш. 24°41′52″ в. д.                                                                                             |
|                                                             | Братская могила 134 нижних чинов 119-го Коломенского полка | Братска могила на 134 нисши чина от 119 Коломенски полк | Гривица                                                     | Расположенный к югу от деревни в лесу слева от дороги к Радишево, в местности «Чинговско бранище» 43°24′19″ с. ш. 24°41′36″ в. д.                                                |
|                                                             | Памятник капитану Яцевичу, штабс-капитану Короткевичу, подпоручику Василевскому и прапорщику Смоличу из 119-го Коломенского полка и майорам Князеву, Чеснокову, штабс-капитанам Мелихову, Абраменко и поручику Новосельскому из 120-го Серпуховского полка | Паметник на капитан Яцевич, щабс-капитан Короткевич, подпоручик Василевский, прапоршчик Смолич от 119-ти Коломенски полк и майори Князев, Чесноков, щабс-капитани Мелихов, Абраменко и поручик Новоселский от 120-ти Серпуховски полк | Гривица                                                     | Находится в местности «Кудренско бърдо» 43°25′27″ с. ш. 24°41′16″ в. д. |
|                                                             | Братская могила 204 нижних чинов 120-го Серпуховского полка и 3 нижних чинов 4-й кавалерийской дивизии | Братска могила на 204 нисши чина от 120-ти Серпуховски полк и 3 нисши чина от 4-та Кавалерийска дивизия | Гривица                                                     | Находится на территории местности «Кудренско бърдо» 43°25′27″ с. ш. 24°41′16″ в. д.                                                                                              |
|                                                             | Братская могила 8 офицеров и 397 нижних чинов 121-го Пензенского полка | Братска могила на 8 офицери и 397 нисши чина от 121-ви Пензенски полк | Гривица                                                     | Находится на территории местности «Детковица» 43°25′36″ с. ш. 24°41′00″ в. д. |
|                                                             | Братская могила поручика Теофила Пилецкого и 43 нижних чинов 123-го Козловского полка | Братска могила на поручик Теофил Пилецкий и 43 нисши чина от 123-ти Козловски полк | Гривица                                                     | Находится на территории местности «Кудренско бърдо» 43°25′08″ с. ш. 24°41′05″ в. д.                                                                                              |
|                                                             | Памятник подпоручика Хребтухова из 117-го Ярославского полка и полковника Каулбарса, капитана Суворова, поручика Непокойчицкого, подпоручиков Жуковича, Доброволского, Сомойловича, Вержбицкого, прапорщиков Андреевского и Агашкино из 118-го Шуйского полка | Паметник на подпоручик Иван Хребтухов от 117-ти Ярославски полк и полковник Каулбарс, капитан Суворов, поручик Непокойчицкий, подпоручици Жукович, Доброволский, Сомойлович, Вержбицкий, прапоршчици Андреевский и Агашкин от 118-ти Шуйски полк | Плевен                                                      | Находится на территории местности «Радишевски връх» — Омер бей табия 43°23′30″ с. ш. 24°38′24″ в. д.                                                                             |
|                                                             | Братская могила 475 нижних чинов 117-го Ярославского полка и 378 нижних чинов 118 Шуйского полка | Братска могила на 475 нисши чина от 117-ти Ярославски полк и 378 нисши чина от 118-ти Шуйски полк | Плевен                                                      | Находится на территории местности «Радишевски връх» — Омер бей табия 43°23′30″ с. ш. 24°38′23″ в. д.                                                                             |
|                                                             | Памятник подпоручиков Копаневича и Новаковского из 125-го Курского полка, майора Зерцалова, поручиков Депадела, Голышкина, подпоручика Калачова и прапорщика Швецова из 126-го Рильского полка и 873 нижних чинов 125-го полка, 126-го полка и 32-й Артиллерийской бригады | Паметник на подпоручици Копаневич и Новаковский от 125-ти Курски полк, майор Зерцалов, поручици Депадел, Голышкин, подпоручик Калачов и прапоршчик Швецов от 126-ти Рилски полк и 873 нисши чина от 125-ти полк, 126-ти полк и 32-ра артилерийска бригада | Плевен                                                      | Расположенный в самом центре сада в городе 43°24′23″ с. ш. 24°37′06″ в. д. |
|                                                             | Братская могила 15 руских войнов 5-я и 31-я пехотноя дивизия | Три братски могили на 15 руски войни от 5-та и 31-ва пехотна дивизия | Тотлебен                                                    | Находится в парке рядом с деревней 43°25′53″ с. ш. 24°54′39″ в. д. |
| Пелишат-Згалево 19 августа 1877 году                        | | |                                                             | |
|                                                             | Братская могила портупей-юнкера 20-го Галицкого полка Михаила Пороусенко и 22 нижних чинов | Братска могила на портупей юнкер Михаил Пороусенко и 22 нисши чина от 20-ги Галицки полк | Згалево                                                     | Находится в местности «Бранището» 43°21′59″ с. ш. 24°47′44″ в. д. |
|                                                             | Братская могила 8 человек 118-го Шуйского полка и 1 человек 120-го Серпуховского полка | Братска могила на 8 нисши чина от 118-ти Шуйски полк и 1 нисш чин от 120-ти Серпуховски полк | Згалево                                                     | Находится на территории местности «Ненков баир» 43°22′15″ с. ш. 24°47′51″ в. д.                                                                                                  |
|                                                             | Памятник офицеров 5-й Артиллерийской бригады щабс-капитанов Алексея Винокурова, погибшего 19 августа 1877 г. и Николая Гуркова и поручика Николая Иванова, погибших 29 августа 1877 года | Паметник на офицерите от 5-та артилерийска бригада щабс-капитани Алексей Винокуров, убит на 19 август 1877 г. и Николай Гурков и поручик Николай Иванов, убити на 29 август 1877 г. | Згалево                                                     | Находится на территории местности «Виденски баир» 43°22′47″ с. ш. 24°47′36″ в. д.                                                                                                |
|                                                             | Памятник 2 нижних чинов 11-го уланского Чугуевского полка Сафрона Ященко и Войцеха Дзендзеловского, погибших в битве с черкесов возле д. Гривица 25 июля 1877 года | Надгробен паметник на 2 нисши чина от 11-ти улански Чугуевски полк — Сафрон Ященко и Войцех Дзендзеловский, убити в сражение с черкези при с. Гривица на 25 юли 1877 г. | Згалево                                                     | Находится на территории местности «Виденски баир» 43°22′48″ с. ш. 24°47′36″ в. д.                                                                                                |
|                                                             | Братская могила 99 человек 62-го Суздальского полка, 37 человек, 63-го Углицкого полка, 2 человек, 16-й Артиллерийской бригады и 4 человек 4 Мариуполского полка | Братска могила на 99 човека от 62-ри Суздалски полк, 37 човека от 63-ти Углицки полк, 2 човека от 16-та артилерийска бригада и 4 човека от 4-ти Мариуполски хусарски полк | Пелишат                                                     | Находится на территории местности «Паметника» 43°21′08″ с. ш. 24°46′20″ в. д. |
|                                                             | Надгробие капитана Николая Николского, щабс-капитана Михаила Астафева, поручика Адама Величко из 62-го Суздальского полка и подпоручика Николая Лихарева из 63-го Углицкого полка | Гроб на офицерите капитан Николай Николский, щабс-капитан Михаил Астафев, поручик Адам Величко от 62-ри Суздалски полк и подпоручик Николай Лихарев от 63-ти Углицки полк | Пелишат                                                     | Находится на территории местности «Гробището» 43°20′40″ с. ш. 24°48′01″ в. д. |
| Третий штурм 26 — 31 августа 1877 году                      | | |                                                             | |
|                                                             | Памятник 4 нижних чинов 117-го Ярославского полка и 9 нижних чинов 118-го Шуйского полка | Паметник на 4 нисши чина от 117-ти Ярославски полк и 9 нисши чина от 118-ти Шуйски полк | Брестовец                                                   | Находится на территории местности «Сляпа Тученица» 43°21′33″ с. ш. 24°36′43″ в. д.                                                                                               |
|                                                             | Братская могила 3 нижних чинов 3-й Артиллерийской бригады и щабс-капитана Константина Юриева | Паметник на 3 нисши чина и на щабс-капитан Константин Юриев от 3-та Артилерийска бригада | Брестовец                                                   | Находится на территории местности «Сляпа Тученица» 43°21′35″ с. ш. 24°36′42″ в. д.                                                                                               |
|                                                             | Памятник полковнику 17-го Архангелогородского полка Николаю Шлиттеру | Паметник на полковник Николай Шлитер от 17 Архангелогородски полк | Гривица                                                     | Находится в местности «Трапито» 43°22′48″ с. ш. 24°43′44″ в. д. |
|                                                             | Братская могила 280 нижних чинов 17-го Архангелогородского полка и 5 нижних чинов 1-й и 2-й батареи 5-й Артиллерийской бригады | Братска могила на 280 нисши чина от 17-ти Архангелогородски полк и 5 нисши чина от 1-ва и 2-ра батарея на 5-та Артилерийска бригада | Гривица                                                     | Находится в местности «Кудренское бырдо» 43°25′20″ с. ш. 24°41′06″ в. д. |
|                                                             | Братская могила майора Михаила Кольчевского, капитана Ивана Давыдова, поручика Василия Огдовлева, подпоручика Керн и 147 нижних чинов из 18-го Вологодского полка | Братска могила на офицерите от 18-ти Вологодски полк: майор Колчевский, капитан Иван Давыдов, поручик Василий Огдовлев, подпоручик Керн и 147 нисши чина | Гривица                                                     | Находится в местности «Кудренское бырдо» 43°25′24″ с. ш. 24°40′59″ в. д. |
|                                                             | Памятник командира 1-й батареи 30-й Артиллерийской бригады полковника Василия Гудима | Паметник на полковник Василий Гудима, командир на 1-ва батарея от 30-та артилерийска бригада | Пелишат                                                     | Расположенный в деревне 43°20′51″ с. ш. 24°47′21″ в. д. |
|                                                             | Панорама «Плевенская эпопея 1877 года» | Панорама «Плевенска епопея 1877 г.» | Плевен                                                      | Музей-панорама в городе Плевен, посвящённый освобождению Болгарии от Османского ига. Расположен на территории парка—музея им. Скобелева. 43°23′56″ с. ш. 24°36′22″ в. д.         |
|                                                             | Бюст-памятник генерала М. Д. Скобелева | Бюст-паметник на генерал Михаил Скобелев | Плевен                                                      | Находится на территории парка—музея им. Скобелева 43°23′56″ с. ш. 24°36′29″ в. д.                                                                                                |
|                                                             | Братская могила 127 нижних чинов 5-го Калужского полка | Братска могила на 127 нисши чина от 5-ти Калужки полк | Плевен                                                      | Находится на территории парка—музея им. Скобелева 43°23′57″ с. ш. 24°36′49″ в. д.                                                                                                |
|                                                             | Братская могила 45 нижних чинов 6-го Либавского полка | Братска могила на 45 нисши чина от 6-ти Либавски полк | Плевен                                                      | Находится на территории парка—музея им. Скобелева 43°23′57″ с. ш. 24°36′49″ в. д.                                                                                                |
|                                                             | Братская могила 155 нижних чинов 7-го Ревельского полка | Братска могила на 155 нисши чина от 7-ми Ревелски полк | Плевен                                                      | Находится на территории парка—музея им. Скобелева 43°23′57″ с. ш. 24°36′48″ в. д.                                                                                                |
|                                                             | Памятник офицеров 7-го Ревельского полка майора Отто Оттовича Торвиге и капитана Сергея Николаевича Матерно | Паметник на офицери от 7-ми Ревелски полк майор Отто Оттович Торвиге капитан Сергей Николаевич Матерно | Плевен                                                      | Находится на территории парка—музея им. Скобелева 43°23′57″ с. ш. 24°36′49″ в. д.                                                                                                |
|                                                             | Братская могила 125 нижних чинов 8-го Эстляндского полка | Братска могила на 125 нисши чина от 8-ми Естляндски полк | Плевен                                                      | Находится на территории парка—музея им. Скобелева 43°23′57″ с. ш. 24°36′48″ в. д.                                                                                                |
|                                                             | Памятник офицеров 8-го Эстляндского полка капитанов Ереста Спуева, Льва Прокоповича, Кокшарова, прапорщика Венедикта Александрова | Паметник на офицери от 8-ми Естляндски полк капитанов Ерест Спуев, Лев Прокопович, Михаил Кокшаров, прапоршчик Венедикт Александров | Плевен                                                      | Находится на территории парка—музея им. Скобелева 43°23′57″ с. ш. 24°36′47″ в. д.                                                                                                |
|                                                             | Братская могила 389 нижних чинов 61-го Владимирского, 62-го Суздальского, 4-го драгунского Екатеринославского, 4-го уланского Харьковского и Донского казачьяго № 4 полк | Братска могила на 389 нисши чина от 61-ви Владимирски, 62-ри Суздалски, 4-ти драгунски Екатеринославски, 4-ти улански Харковски и 4-ти Донски казашки полк | Плевен                                                      | Находится на территории парка—музея им. Скобелева 43°23′58″ с. ш. 24°36′48″ в. д.                                                                                                |
|                                                             | Усыпальница-саркофаг русских воинов 61-го Владимирского, 62-го Суздальского, 4-го драгунского Екатеринославского и 4-го Донского полка | Костница на 61-ви Владимирски полк, 62-ри Суздалски полк, 4-ти драгунски Екатеринославски полк, 4-ти Донски казашки полк | Плевен                                                      | Находится на территории парка—музея им. Скобелева 43°23′57″ с. ш. 24°36′41″ в. д.                                                                                                |
|                                                             | Братская могила в память офицеров 1-й бригады 16-й пехотной дивизии | Братска могила в памет на офицерите от 1-ва бригада от 16-та пехотна дивизия | Плевен                                                      | Находится на территории парка—музея им. Скобелева 43°23′57″ с. ш. 24°36′47″ в. д.                                                                                                |
|                                                             | Братская могила 9 нижних чинов 2-й Артиллерийской бригады | Братска могила на 9 нисши чина от 2-ра артилерийска бригада | Плевен                                                      | Находится на территории парка—музея им. Скобелева 43°23′58″ с. ш. 24°36′48″ в. д.                                                                                                |
|                                                             | Братска могила 16 нижних чинов 20-го Галицкого полка | Братска могила на 16 нисши чина от 20 Галицки полк | Плевен                                                      | Находится в местности «Радишевски връх» 43°22′44″ с. ш. 24°38′21″ в. д. |
|                                                             | Мемориальная доска капитана князя Килдеева, поручика Романовича, прапорщика Томаровича из 63-го Углицкого полка, майоров Полубинского, Лопатина, штабс-капитана Соколовского, поручика Корсакова из 64-го Казанского полка и капитана Грабчинского из 16-й Артиллерийской бригады | Паметна плоча на капитан княз Килдеев, поручик Романович, прапоршчик Томарович от 63-ти Углицки полк, майори Полубинский, Лопатин, щабс-капитан Соколовский, поручик Корсаков от 64-ти Казански полк и капитан Грабчинский от 16-та артилерийска бригада | Плевен                                                      | Находится в «Радишевски връх» 43°23′13″ с. ш. 24°38′43″ в. д. |
|                                                             | Памятник 305 нижних чинов 63-го Углицкого полка, 93 нижних чинов 64-го Казанского полка и 17 нижних чинов 16-й Артиллерийской бригады | Паметник на 305 нисши чина от 63-ти Углицки полк, 93 нисши чина от 6-ти Казански полк и 17 нисши чина от 16-та артилерийска бригада | Плевен                                                      | Находится в местности «Радишевски връх» 43°23′13″ с. ш. 24°38′43″ в. д. |
|                                                             | Памятник подпоручиков Павела Александровича Добрякова 3-й, Василия Константиновича Доброграева, юнкеров Георгия Владимирова, Федора Очкасова и 123 нижних чинов из 124-го Воронежкого полка | Паметник на подпоручици Павел Александрович Добряков 3-ти, Василий Константинович Доброграев, юнкери Георги Владимиров, Фьодор Очкасов и 123 нисши чина от 124-ти Воронежки полк | Плевен                                                      | Находится в местности «Радишевски връх» 43°23′29″ с. ш. 24°38′35″ в. д. |
|                                                             | Памятник «Скобелевский отряд» | Паметник «Скобелевски отряд» | Плевен                                                      | Расположенный к югу от города |
|                                                             | Памятник «Донские казаки» | Паметник «Донски казаци» | Плевен                                                      | Расположен к востоку от города у дороги на Русе 43°24′45″ с. ш. 24°39′08″ в. д.                                                                                                  |
|                                                             | Дом-музей Великого Князя Николая Николаевича" | Къща музей «Великият княз Николай Николаевич» | Пордим                                                      | Находится в парке 43°22′39″ с. ш. 24°50′42″ в. д. |
|                                                             | Памятник офицеров штабс-капитана Николая Гордиенко, поручиков Петра Синдоровского, Василия Скарупа и 119 нижних чинов 124-го Воронежкого полка | Паметник на офицерите щабс-капитан Николай Гордиенко, поручици Петър Синдоровский, Василий Скарупа и 119 нисши чина от 124-ти Воронежки полк | Радишево                                                    | Находится в местности «Стража» 43°22′39″ с. ш. 24°39′47″ в. д. |
|                                                             | Братская могила 17 нижних чинов 16-й Артиллерийской бригады и капитана Ивана Луциановича Грабчинского | Братска могила на 17 нисши чина от 16-та Артилерийска бригада и капитан Иван Луцианович Грабчинский | Радишево                                                    | Находится в местности «Посака» 43°22′54″ с. ш. 24°39′33″ в. д. |
|                                                             | Памятник генерал-майора командира 2-й бригады 9-й кавалерийской дивизии Вильгельма Карловича Ольдекопа | Паметник на генерал-майор Вилхелм Карлович Олдекоп командир на 2-ра бригада от 9-та кавалерийска дивизия | Славяново                                                   | Расположенный к востоку от алтаря церкви «Святого Николая» 43°27′50″ с. ш. 24°52′17″ в. д.                                                                                       |
|                                                             | Памятник генерал-майора командира 2-й бригады 9-й кавалерийской дивизии Вильгельма Карловича Ольдекопа его семьей | Паметник на генерал-майор Вилхелм Карлович Олдекоп командир на 2-ра бригада от 9-та кавалерийска дивизия поставен от семейството му | Славяново                                                   | Расположенный к востоку от алтаря церкви «Святого Николая» 43°27′50″ с. ш. 24°52′17″ в. д.                                                                                       |
| Горни-Дыбник и Телиш 12 октабря 1877 году                   | | |                                                             | |
|                                                             | Парк-музей «имени генерала В. Н. Лаврова» | Парк-музей «генерал В. Н. Лавров» | Горни-Дыбник                                                | Парк расположен на бывшем поле битвы русско-турецкой войны 1877—1878 г. в память о русских гвардейцах, погибших в сражении 24 октября 1877 года. 43°21′58″ с. ш. 24°20′41″ в. д. |
|                                                             | Братская могила 131 нижних чинов Московского лейб-гвардейского полка | Братска могила на 131 нисши чина от Лейб-гвардейски Московски полк | Горни-Дыбник                                                | Находится в парке-музее «имени генерала В. Н. Лаврова» 43°21′48″ с. ш. 24°20′27″ в. д.                                                                                           |
|                                                             | Памятник офицеров Московского лейб-гвардейского полка щабс-капитана Николая Дамиша и поручика Александра Бирфрейнда | Паметник на офицерите от Лейб-гвардейски Московски полк щабс-капитан Николай Дамиш и поручик Александр Бирфрейнд | Горни-Дыбник                                                | Находится в парке-музее «имени генерала В. Н. Лаврова» 43°21′48″ с. ш. 24°20′27″ в. д.                                                                                           |
|                                                             | Братская могила погибших Гренадерского лейб-гвардейского полка | Братска могила на загиналите от Гренадерския лейб-гвардейски полк | Горни-Дыбник                                                | Находится в парке-музее «имени генерала В. Н. Лаврова» 43°21′44″ с. ш. 24°20′17″ в. д.                                                                                           |
|                                                             | Памятник офицеров Лейб-гвардейского Гренадерского полка капитано Хаммаро, штабс-капитана Сироцинского, поручиков фон Пирвица и Хирн | Паметник на офицерите от Лейб-гвардейски Гренадерски полк капитан Хаммар, щабс-капитан Сироцинский, поручици фон Пирвиц и Хирн | Горни-Дыбник                                                | Находится в парке-музее «имени генерала В. Н. Лаврова» 43°21′47″ с. ш. 24°20′24″ в. д.                                                                                           |
|                                                             | Братская могила 8 офицеров и 182 нижних чинов Павловского лейб-гвардейского полка | Братска могила на 8 офицери и 182 нисши чина от Лейб-гвардейски павловски полк | Горни-Дыбник                                                | Находится в парке-музее «имени генерала В. Н. Лаврова» 43°21′57″ с. ш. 24°20′18″ в. д.                                                                                           |
|                                                             | Братская могила 6 офицеров и 98 нижних чинов Финляндского лейб-гвардейского полка | Братска могила на 6 офицери и 98 нисши чина от Лейб-гвардейски Финландски полк | Горни-Дыбник                                                | Находится в парке-музее «имени генерала В. Н. Лаврова» 43°21′46″ с. ш. 24°20′21″ в. д.                                                                                           |
|                                                             | Памятник генерала Лаврова | Паметник на генерал Лавров | Горни-Дыбник                                                | Находится в парке-музее «имени генерала В. Н. Лаврова» 43°21′47″ с. ш. 24°20′18″ в. д.                                                                                           |
|                                                             | Братская могила 51 нижних чинов Измайловского лейб-гвардейского полка | Братска могила на 51 нисши чина от Лейб-гвардейски Измайловски полк | Горни-Дыбник                                                | Находится в парке-музее «имени генерала В. Н. Лаврова» 43°21′47″ с. ш. 24°20′19″ в. д.                                                                                           |
|                                                             | Памятник штабс-капитану Измайловского лейб-гвардейского полка Сергею Кушелеву | Паметник на щабс-капитан Сергей Кушелев от Лейб-гвардейски Измайловски полк | Горни-Дыбник                                                | Находится в местности «Озеро» 43°22′23″ с. ш. 24°21′15″ в. д. |
|                                                             | Памятник 24 нижним чинам 3-го Финского стрелкового батальона | Паметник на 24 нисши чина от 3-ти Фински стрелкови батальон | Горни-Дыбник                                                | Находится в парке-музее имени генерала В. Н. Лаврова 43°21′58″ с. ш. 24°20′17″ в. д.                                                                                             |
|                                                             | Братская могила бомбардира-наводчика Ивана Романова и канонира Дмитрия Гиацинтова 4-й батареи 1-й Артиллерийской бригады | Братска могила на бомбардир-наводчик Иван Романов и канонир Дмитрий Хиацинтов от 4-та батарея на 1-ва артилерийска бригада | Горни-Дыбник                                                | Находится в парке-музее «имени генерала В. Н. Лаврова» 43°21′58″ с. ш. 24°20′17″ в. д.                                                                                           |
|                                                             | Памятник прапорщика 6-й батареи 1-й Артиллерийской бригады Веселова 2-й | Паметник на прапоршчик Веселов 2-ри от 6-та батарея на 1-ва Артилерийска бригада | Горни-Дыбник                                                | Находится в парке-музее «имени генерала В. Н. Лаврова» 43°21′58″ с. ш. 24°20′17″ в. д.                                                                                           |
|                                                             | Памятник неизвестных войнов | Паметник на неизвестни гвардейци | Горни-Дыбник                                                | Находится в парке-музее «имени генерала В. Н. Лаврова» 43°21′47″ с. ш. 24°20′23″ в. д.                                                                                           |
|                                                             | Памятник поручика Московского лейб-гвардейского полка Леона Вагнера | Паметник на поручик Леон Вагнер от Лейб-гвардейски Московски полк | Крушовица                                                   | Находится на кладбище 43°21′07″ с. ш. 24°24′35″ в. д. |
|                                                             | Мемориальная доска подпоручика Лейб-гвардейского Гренадерского полка Григорьева | Паметна плоча на подпоручик Григорьев от Лейб-гвардейски Гренадирски полк | Садовец                                                     | Расположенный на центральной площади 43°18′27″ с. ш. 24°21′01″ в. д. |
|                                                             | Саркофаг из камня капитана Московского лейб-гвардейского полка Осипа Роговского и 8 нижних чинов | Каменен саркофаг на капитан Осип Роговский и 8 нисши чина от Лейб-гвардейски Московски полк | Садовец                                                     | Находится в местности «Пиронското» 43°18′18″ с. ш. 24°21′53″ в. д. |
|                                                             | Памятник неизвестных войнов | Паметник на неизвестни гвардейци | Садовец                                                     | Находится в местности «Телишкото» 43°20′03″ с. ш. 24°19′01″ в. д. |
|                                                             | Памятник офицеров Лейб-гвардейского Егерского полка: полковника Отона Мебеса, капитана Павла Базилевского 2-й, поручиков Михаила Перепелицына 2-й, Льва Кашеренинова, подпоручиков Николая Шильдбаха, Александра Романова, Оскар фон-Смитта и прапорщика Брор-Густава Гресбека | Паметник на офицерите от Лейб-гвардейски егерски полк полковник Отон Мебес, капитан Павел Базилевский 2-ри, поручици Михаил Перепелицин, Лев Кашеренинов, подпоручици Николай Шилдбах, Александър Романов, Оскар фон-Смит, прапоршчик Брор-Густав Гресбек | Телиш                                                       | Находится на территории Болшой редут 43°19′35″ с. ш. 24°16′05″ в. д. |
|                                                             | Памятник бомбардира Симеона Антимова и канонира Кузма Пашкевова из 3-й батареи 1-й Лейб-гвардейской Артиллерийской бригады | Паметник на бомбардир Симеон Антимов и канонир Кузма Пашкевов от 3-та батарея на 1-ва Лейб-гвардейска артилерийска бригада | Телиш                                                       | Находится на территории Болшой редут 43°19′35″ с. ш. 24°16′05″ в. д. |
|                                                             | Братская могила 674 нижних чинов Лейб гвардейского егерского полка | Братска могила на 674 нисши чина от Лейб-гвардейски егерски полк | Телиш                                                       | Находится на территории Болшой редут 43°19′31″ с. ш. 24°16′13″ в. д. |
|                                                             | Братская могила 674 нижних чинов Лейб гвардейского егерского полка | Братска могила на 674 нисши чина от Лейб-гвардейски егерски полк | Телиш                                                       | Находится на территории Болшой редут 43°19′35″ с. ш. 24°16′16″ в. д. |
| Осада Плевны                                                | | |                                                             | |
|                                                             | Памятник щабс-капитана 5-й батареи 2-й Артиллерийской бригады Георгия Бажина, умершего от болезни 12 сентября 1877 г. в лазарете возле д. Болгарене | Паметник на щабс-капитан Георгий Бажин от 5-та батарея на 2-ра артилерийска бригада, починал от болест на 12 септември 1877 г. в лазарета край с. Българене | Болгарене                                                   | Расположенный в церкви 43°26′35″ с. ш. 25°04′57″ в. д. |
|                                                             | Мемориальная доска офицеров 9-го Сибирского полка майора Лихачева, поручика Пашкевича, подпоручика Горшкова, прапорщиков Канторова и Мешковского, 10-го Малороссийского полка майора Манассеина, штабс-капитана Кутузова, поручика Тимашева, капитана Тараткевича, 12-го Астраханского полка штабс-капитана Кульмана, убитых 28 ноября 1877 г. и похоронени возле алтаря церкви                                                                                          | Паметна плоча на офицерите от 9-ти Сибирски полк майор Лихачев, поручик Пашкевич, подпоручик Горшков, прапоршчик Канторов и Мешковский, от 10-ти Малоросийски полк майор Манассеин, щабс капитан Кутузов, поручик Тимашев, капитан Тараткевич, от 12-ти Астрахански полк щабс капитан Кульман, убити на 28 ноември 1877 г. и погребани до олтара на църквата                                                                                       | Горна Митрополия                                            | Находится во дворе церкви «Света Троица» 43°27′44″ с. ш. 24°27′42″ в. д. |
|                                                             | Могила прапорщика 20 пехотного Галицкого полка Андрея Васильевича Петрова, умершего из лихорадки 21 сентября 1877 года | Могила на прапоршчик Андрей Василиевич Петров от 20 Галицки полк, умрял от треска на 21 септември 1877 г. | Гривица                                                     | Расположенный к югу от деревни в местности «Чинговско бранище» |
|                                                             | Мемориальная доска на месте плотины на реке Гривицкой, построена по приказу генерала Тотлебена, чтобы остановить работу мельниц | Паметна плоча на мястото на бента на река Гривишка, построен от генерал Тотлебен за спиране работата на водениците | Гривица                                                     | Расположенный к югу от Гривицу 43°24′34″ с. ш. 24°41′21″ в. д. |
|                                                             | Братская могила 12 нижних чинов 18-го Вологодского полка и 1 канонир 6-й батареи 5-й Артиллерийской бригады | Братска могила на 12 нисши чина от 18-ти Вологодски полк и 1 канонир от 6-та батарея на 5-та Артилерийска бригада | Долна Митрополия                                            | Находится на кладбище 43°27′43″ с. ш. 24°31′03″ в. д. |
|                                                             | Братская могила 38 нижних чинов 2-й гренадерской дивизии и 7 нижних чинов 2-й гренадерской Артиллерийской бригады | Братска могила на 45 нисши чина загинали от 2 гренадирска дивизия и 2 гренадирска артилерийска бригада | Долни-Дыбник                                                | Находится в Долни Дъбник 43°24′34″ с. ш. 24°25′35″ в. д. |
|                                                             | Памятник штабс-капитана 123-то Козловского полка Ивана Добровольского, умершего 1 декября 1877 года | Паметник на щабс-капитан Иван Добровольский от 123-ти Козловски полк, починал на 1 декември 1877 г. | Згалево                                                     | Находится в местности «Старие кладбища» 43°22′25″ с. ш. 24°48′09″ в. д. |
|                                                             | Памятник полковника 9-го драгунского Казанского полка Алексея Добровольского, убитого 16 декября 1877 года | Паметник на полковник Алексей Доброволски от 9-ти драгунски Казански полк, убит на 16 октомври при с. Долни Дъбник | Крушовица                                                   | Находится на кладбище 43°21′07″ с. ш. 24°24′36″ в. д. |
|                                                             | Памятник генерал-лейтенанта Эдуарда Ивановича Тотлебена на месте плотины на реке Тученице | Паметник на генерал-лейтенант Едуард Иванович Тотлебен при вала на река Тученица | Плевен                                                      | Находится в парк Кайлъка в городе Плевна 43°21′25″ с. ш. 24°38′06″ в. д. |
|                                                             | Памятник нижним чинам Лейб-гвардейского Волынского полка | Паметник на нисши чинове от Лейб-гвардейски Волински полк | Тырнене                                                     | Находится в местности «Чуката» 43°23′32″ с. ш. 24°30′51″ в. д. |
|                                                             | Памятник русским частям, освободившим город Плевну (Плевен) 28 ноября 1877 года | Паметник на руските войски освободили град Плевен от турските войски на 28 ноември 1877 г. | Ясен                                                        | Находится на высоком правом берегу р. Вит 43°25′52″ с. ш. 24°33′01″ в. д. |

## Пловдивская область
| Изображение | Название на русском языке | Название на болгарском языке | Местоположение | Описание памятника |
| ----------- | --- | --- | -------------- | --- |
|             | Памятник-барельеф генералу Дандевилу | Паметник-барелеф на генерал Дандевил | Асеновград     | Находится рядом с часовней «Светая Неделя» 42°00′25″ с. ш. 24°52′14″ в. д. |
|             | Надгробие прапорщику 121-го Пензенского полка Георгию Василиевичу Вишнякову, убит башибозуки 11 мая 1878 г. возле д. Мостово                                        | Надгробен паметник на прапоршчик Георгий Василиевич Вишняков, 121-ви Пензенски полк, убит на 11 май 1878 г. от башибозуци край с. Мостово                                    | Асеновград     | Первоначально похоронен во дворе церкви «Св. Атанас» в д. Горнослав, а затем переведен во двор церкви «Св. Дмитра» в Асеновграда 42°00′24″ с. ш. 24°52′39″ в. д.                                             |
|             | Мемориальная доска павших воинов из Лейб-гвардейского Финляндского полка 5 января 1878 г. возле деревни                                                             | Паметна плоча на загиналите от Лейб-гвардейски Финландски полк на 5 януари 1878 г. край селото                                                                               | Белаштица      | Находится в центральном парке 42°03′58″ с. ш. 24°44′45″ в. д. |
|             | Памятник прапорщику 18-го Вологодского полка Ивану Ивановичу Абишеву, убит 5 января 1878 г. возле деревни                                                           | Паметник на Иван Иванович Абишев прапоршчик от 18-ти Вологодски полк, убит на 5 януари 1878 г. край селото                                                                   | Белаштица      | Находится в центральном парке 42°03′58″ с. ш. 24°44′46″ в. д. |
|             | «Марковский памятник» 12 нижних чинов 17-го Архангелогородского полка, погибшим 5 января 1878 г. возле деревни                                                      | «Марковский паметник» на 12 нисши чина от 17-ти Архангелогородски полк, убити на 5 януари 1878 г. край селото                                                                | Белаштица      | Находится в двух километрах к северо-западу от деревни 42°04′42″ с. ш. 24°43′39″ в. д. |
|             | Братская могила нижних чинов Кексгольмского гренадерского полка, погибшим 4 и 5 января 1878 г. возле д. Караагач (Брестник)                                         | Братска могила на нисши чинове от Кексхолмски гренадирски полк, убити на 4 и 5 януари 1878 г. при с. Караагач (Брестник)                                                     | Брестник       | Находится во дворе церкви «Св Апостол Андрей» 42°03′18″ с. ш. 24°46′07″ в. д. |
|             | Братская могила 19 нижних чинов Кексгольмского гренадерского полка, погибшим 4 и 5 января 1878 г. возле д. Караагач (Брестник)                                      | Братска могила на 19 нисши чина от Кексхолмски гренадирски полк, убити на 4 и 5 януари 1878 г. при с. Караагач (Брестник)                                                    | Брестник       | Находится во дворе церкви «Св Апостол Андрей» 42°03′18″ с. ш. 24°46′08″ в. д. |
|             | Братская могила офицеров и нижних чинов Лейб-гвардийского Литовского полка, погибшим 4 и 5 января 1878 г. возле д. Караагач (Брестник)                              | Братска могила на офицери и нисши чинове от Лейб-гвардейски Литовски полк, убити на 4 и 5 януари 1878 г. при с. Караагач (Брестник)                                          | Брестник       | Находится во дворе церкви «Св Апостол Андрей» 42°03′18″ с. ш. 24°46′08″ в. д. |
|             | Памятник погибшим русским воинам января 1878 г. возле деревни во время русско-турецкой войны 1877—1878 гг.                                                          | Паметник на загинали руски воини през януари 1878 г. край селото през Руско-турската война 1877—1878 г.                                                                      | Брестник       | Находится в школьном дворе 42°03′14″ с. ш. 24°46′09″ в. д. |
|             | Памятник признательности прапорщику 121-го Пензенского полка Георгию Васильевичу Вишнякову, убитому башибузуками 11 мая 1878 г. в местности «Юриш» возле д. Мостово | Паметник на признателност към прапоршчик Георгий Василиевич Вишняков, 121-ви Пензенски полк, убит на 11 май 1878 г. от башибозуци в местността «Юриш» край с. Мостово        | Горнослав      | Первоначально похоронен во дворе церкви «Св. Атанас» в д. Горнослав, а затем переведён во двор церкви «Св. Димитр» в Асеновграде. Памятник находится на центральной площади. 41°55′14″ с. ш. 24°57′34″ в. д. |
|             | Барельеф графу Николаю Игнатьеву | Барелеф на граф Николай Павлович Игнатиев | Граф-Игнатиево | Село названо в честь графа Игнатьева. Барельеф находится в деревне. |
|             | Памятная доска русским освободителям | Паметна плоча на руските освободители | Кричим         | Расположенный напротив церкви «Св Космы и Дамиана» 42°02′32″ с. ш. 24°27′54″ в. д. |
|             | Братская могила нижних чинов Лейб-гвардийского Литовского полка, погибшим 4 января 1878 г. возле д. Караагач (Брестник)                                             | Братска могила на нисши чинове от Лейб-гвардейски Литовски полк, загинали на 4 януари 1878 г. край Караагач (Брестник)                                                       | Крумово        | Находится в парке «Кургане» 42°05′25″ с. ш. 24°49′08″ в. д. |
|             | Надгробие подпоручику Лейб-гвардийского Литовского полка Сергею Алексьевичу Орловскому, погиб 4 января 1878 г. возле д. Караагач (Брестник)                         | Надгробен паметник на подпоручик Сергей Алексеевич Орловский от Лейб-гвардейски Литовски полк, загинал на 4 януари 1878 г. край Караагач (Брестник)                          | Крумово        | Находится в парке «Кургане» 42°05′25″ с. ш. 24°49′08″ в. д. |
|             | Надгробие подпоручику Кексгольмского гренадирского полка Карл-Андрей Генрихович Кригер, погиб 4 января 1878 г. возле д. Караагач (Брестник)                         | Надгробен паметник на подпоручик Карл-Андрей Хенрихович Кригер от Кексхолмски гренадирски полк, загинал на 4 януари 1878 г. край Караагач (Брестник)                         | Крумово        | Находится в парке «Кургане» 42°05′25″ с. ш. 24°49′08″ в. д. |
|             | Памятник победу под Филипполе 3, 4 и 5 января 1878 г. | Паметник на победата при Филиппопол на 3, 4 и 5 януари 1878 г. | Пловдив        | Находится на холме «Бунарджика» («Холм Освободителей») 42°08′41″ с. ш. 24°44′14″ в. д. |
|             | Памятник советской армии «Алёша» | Паметник на съветската армия «Альоша» | Пловдив        | Находится на холме «Бунарджика» («Холм Освободителей») 42°08′38″ с. ш. 24°44′16″ в. д. |
|             | Братская могила погибших из Лейб-гвардейского Семёновского полка | Братска могила на загиналите от Лейб-гвардейски Семьоновски полк | Пловдив        | Находится в парке «Розариум» 42°08′35″ с. ш. 24°43′02″ в. д. |
|             | Памятник Ольге Николаевне Скобелевой, убита на семь месте 6 июля 1880 году                                                                                          | Паметник на Олга Николаевна Скобелева, убита на това място на 6 юли 1880 г.                                                                                                  | Пловдив        | Находится недалеко от Ботанического сада со сторона бульв. «Цариградско шосе» 42°08′51″ с. ш. 24°47′53″ в. д.                                                                                                |
|             | Надгробие подпоручику Лейб-гвардийского Литовского полка Игнатию Игнатиевичу Ячиновскому, умер от раны 22 января 1878 г., после боя 4 января 1878 г. возле Караагач | Надгробна плоча на подпоручик Игнатий Игнатиевич Ячиновский от Лейб-гвардейски Литовски полк починал от рани на 22 януари 1878 г., получени на 4 януари 1878 г. при Караагач | Пловдив        | Находится во дворе церкви «Успения Богородицы» 42°08′52″ с. ш. 24°45′03″ в. д. |
|             | Надгробие подпоручику Лейб-гвардийского Литовского полка Максиму Карловичу Бурмейстеру, умер от раны 17 января 1878 г., после боя 4 января 1878 г. возле Караагач   | Надгробна плоча на подпоручик Максим Карлович Бурмейстер от Лейб-гвардейски Литовски полк починал от рани на 17 януари 1878 г., получени на 4 януари 1878 г. при Караагач    | Пловдив        | Находится во дворе церкви «Успения Богородицы» 42°08′52″ с. ш. 24°45′03″ в. д. |
|             | Надгробие русской артиллерии капитану Геогрию Барбовичу, родился 24 апреля 1849 г. и умер 8 мая 1878 г.                                                             | Надгробен паметник на капитан от руската артилерия Георгий Барбович. Роден на 24 април 1849 г. и починал на 8 май 1878 г.                                                    | Пловдив        | Находится на кладбище 42°08′56″ с. ш. 24°45′56″ в. д. |
|             | Надгробие русских офицеров и унтер-офицеров, убитыми для освобождение Болгарии                                                                                      | Надгробен паметник на загинали руски офицери и унтер-офицери за Освобождението на България                                                                                   | Пловдив        | Находится на кладбище 42°08′56″ с. ш. 24°45′56″ в. д. |
|             | Бюст капитана Александра Петровича Бураго — командовавшего российскими силами при освобождении Пловдива 4 января 1878                                               | Бюст-паметник на капитан Александър Петрович Бураго — командващ руските сили при освобождението на Пловдив на 4 януари 1878 (16 януари нов стил)                             | Пловдив        | Находится в парке «Дондуков сад» 42°08′57″ с. ш. 24°44′37″ в. д. |
|             | Мемориальный комплекс, посвященный капитану Бураго, который спас города 4 января 1878 г. только с 63 драгун из Лейб-гвардейского драгунского полка                  | Мемориален комплекс посветен на капитан Бураго, спасил Пловдив на 4 януари 1878 г. само с 63 драгуни от Лейб-гвардейски драгунски полк                                       | Пловдив        | Находится на 9 км от города в парке «Освободителям Пловдива» 42°09′21″ с. ш. 24°37′10″ в. д. |
|             | Бюст-памятник генерал-майору Николаю Столетову | Бюст-паметник на генерал-майор Николай Столетов | Столетово      | Находится на площаде 42°41′18″ с. ш. 24°37′13″ в. д. |
|             | Памятник капитану 9-го Староингерманландского полка Швейбуцкому, убит 26 декабря 1877 г. на Троянском перевале                                                      | Паметник на капитан Швейбуцкий от 9-ти Староингерманландски полк, убит на 26 декември 1877 г. при Троянския проход                                                           | Христо-Даново  | Находится к северу от деревни 42°43′53″ с. ш. 24°36′01″ в. д. |
|             | Братская могила 3 нижних чинов Лейб-гвардейского Семёновского полка, погибших возле деревни 3 января 1878 г.                                                        | Братска могила на 3 нисши чина от Лейб-гвардейски Семьоновски полк, загинали край селото на 3 януари 1878 г.                                                                 | Цалапица       | Находится к юго-западу от деревни в местности «Каламица» 42°09′49″ с. ш. 24°32′18″ в. д. |
|             | Братская могила 15 нижних чинов Лейб-гвардейского Преображенского полка, погибших возле деревни 3 января 1878 г.                                                    | Братска могила на 15 нисши чина от Преображенски лейб-гвардейски полк, загинали край селото на 3 януари 1878 г.                                                              | Цалапица       | Находится к юго-западу от деревни в местности «Каламица» 42°09′49″ с. ш. 24°32′18″ в. д. |
|             | Памятник 4 нижним чинам 1-й Лейб-гвардейской артиллерийской бригады, погибшим возле деревни 3 января 1878 г.                                                        | Паметник на 4 нисши чина от 1-ва Лейб-гвардейска артилерийска бригада, загинали край селото на 3 януари 1878 г.                                                              | Цалапица       | Находится к юго-западе от деревни в местности «Каламица» 42°09′49″ с. ш. 24°32′18″ в. д. |

## Разградская область
| Изображение | Название на русском языке                                                                                               | Название на болгарском языке | Местоположение | Описание памятника |
| ----------- | --- | --- | -------------- | --- |
|             | Надгробие красноармейца Владимира Сергеевича Дубровина (1925—1944)                                                      | Надгробен паметник на червеноармееца Владимир Сергеевич Дубровин(1925—1944)                                                          | Гецово         | Находится во дворе школе «Иван Вазов» 43°32′45″ с. ш. 26°28′29″ в. д.                                                                          |
|             | Надгробие двух сестёр милосердия, погибших во время русско-турецкой войны 1877—1878 годов                               | Надгробен паметник на две милосърдни сестри, починали по време на Руско-турската Освободителна война 1877—1878 г.                    | Гецово         | Расположен на кладбище 43°32′20″ с. ш. 26°28′29″ в. д.                                                                                         |
|             | Памятник русским воинам, погибшим в лазарете возле деревни в 1878 г.                                                    | Паметник на руските воини, починали в лазарета до селото през 1878 г.                                                                | Голям-Извор    | Находится во дворе церкви «Святой Троицы» 43°33′59″ с. ш. 26°43′15″ в. д.                                                                      |
|             | Памятная доска русским солдатам, погибшим в боях за село Голям-Извор в Русско-турецкой войне 1877-78                    | Паметна плоча на руските войници, загинали в боевете за село Голям Извор, през Руско-турската война 1877-78                          | Голям-Извор    | Находится во дворе церкви «Святой Троицы» 43°33′59″ с. ш. 26°43′15″ в. д.                                                                      |
|             | Паметник погибшим русским вонам 137-го Нежинского полка и 138-го Болховского полка 14 июля 1877 г. возле Езерче         | Паметник на загиналите руски воини от 137-ми Нежински полк и 138-мо Болховски полк на 14 юли 1877 г. край Езерче                     | Езерче         | Расположенный к западу от деревни 43°33′39″ с. ш. 26°17′41″ в. д.                                                                              |
|             | Надгробие полковнику и командиру 140-го Зарайского полка Андрей Густавович Принтц, скончался от тифа 8 марта 1878 г.    | Надгробен паметник на полковник Андрей Густавович Принтц, командир на 140-ти Зарайски полк, починал от коремен тиф на 8 март 1878 г. | Пороиште       | Расположенный на кладбище 43°29′12″ с. ш. 26°34′15″ в. д.                                                                                      |
|             | Надгробие полковнику Лангансу                                                                                           | Надгробен паметник на полковник Ланганс                                                                                              | Разград        | Находится во дворе церкви «Святого Николая» 43°31′31″ с. ш. 26°31′57″ в. д.                                                                    |
|             | Мавзолей-костница русских воинов, погибшим для освобождения Разграда                                                    | Мавзолей-костница на руските воини, загинали за освобождението на Разград                                                            | Разград        | Расположен на площади «Возрождение». Надпись над входе: «В памет освобождението на град Разград, 16.01.1878 г.»43°31′33″ с. ш. 26°31′44″ в. д. |
|             | Памятник русским солдатам, погибшим за освобождение Хырсово                                                             | Паметник на руските воиници, загинали за освобождението на Хърсово                                                                   | Хырсово        | Расположен на площади 43°33′50″ с. ш. 26°46′04″ в. д.                                                                                          |
|             | Памятник красноармейцу рядовому Бойко Иванов Григоров (Ивану Григорьевичу?) из Кировоградской области (1924-13.09.1944) | Паметник на червеноармеец редник Бойко Иванов Григоров (1924-13.09.1944)                                                             | Ясеновец       | Расположен во дворе мэрии 43°34′26″ с. ш. 26°37′46″ в. д.                                                                                      |

## Русенская область
| Изображение | Название на русском языке | Название на болгарском языке | Местоположение | Описание памятника |
| ----------- | --- | --- | -------------- | --- |
|             | Надгробие 4 нижних чинов 4-го Копорского полка, умершим от ран после боя при Синанкьой (Помен) на 2 септември 1877 г. | Надгробен паметник на 4 нисши чина от 4-ти Копорски полк, починали от раните след боя при Синанкьой (Помен) на 2 септември 1877 г. | Баниска        | Находится в 3 км к северо-западу от деревни на территории местности «Балабан Дере» 43°28′42″ с. ш. 25°53′06″ в. д.                                |
|             | Надгробие прапорщику 4-го Копорского полка Петр Дмитриевич Валериянский, умер от ран после боя возле Синанкьой (Помен) 2 сентября 1877 г. | Надгробен паметник на прапоршчик Пьотр Дмитриевич Валериянский от 4-ти Копорски полк, починал от рани след боя при Синанкьой (Помен) на 2 септември 1877 г. | Баниска        | Находится в 3 км к северо-западу от деревни на территории местности «Балабан Дере» 43°28′42″ с. ш. 25°53′06″ в. д.                                |
|             | Дом-музей «Освободительная война» | Къша-музей «Освободителна война» | Бяла           | Расположен в парке Военного музея 43°27′42″ с. ш. 25°44′05″ в. д.                                                                                 |
|             | Надгробие сёстрам милосердия 48 военно-временная больниц Марии Нееловой и баронесса Юлии Вревской, умерли от тяжелой формой сыпного тифа в январе 1878 года | Надгробен паметник на милосърдните сестри от 48-ма военно-временна болница Мария Неелова и баронеса Юлия Вревская, починали от тежка форма на петнист тиф през януари 1878 г. | Бяла           | Расположенный в парке Военного музея 43°27′43″ с. ш. 25°44′06″ в. д.                                                                              |
|             | Памятник Юлии Вревской | Паметник на Юлия Вревская | Бяла           | Расположен в центре, недалеко от башни с часами 43°27′35″ с. ш. 25°44′12″ в. д.                                                                   |
|             | Памятник офицерам 129-го Бессарабского полка штабс-капитану Николаю Ховену, 131-го Тираспольского полка поручику Леониду Шредеру и прапорщику Игнатию Крушинскому, 132-го Бендерского полка поручикам Михаилу Безроднову и Семену Минаеву, погибшим в деле с турками 24 августа 1877 г. при д. Абланово и Кацелово | Паметник на офицерите от 129-ти Бесарабски полк щабс-капитан Николай Ховен, от 131-ви Тирасполски полк поручик Леонид Шредер и прапоршчик Игнатий Крушинский, от 132-ри Бендерски полк поручици Михаил Безроднов и Семьон Минаев, убити в бой с турците на 24-ти август 1877 г. при с. Абланово и Кацелово | Бяла           | Находится не далеко от города на «Беленский мост» через реку Янтру на территории местности «Ханиште» 43°28′08″ с. ш. 25°43′19″ в. д.              |
|             | Памятник герцог Лейхтенбергский Сергей Максимилианович Романовский, убит возле д. Йован-Чифлик (Иваново) 12 октабря 1877 г. | Паметник на херцог Лейхтенбергский Сергей Максимилианович Романовский, убит при с. Йован Чифлик (Иваново) на 12 октомври 1877 г. | Иваново        | Расположенный к северу от деревни 43°41′46″ с. ш. 25°56′58″ в. д.                                                                                 |
|             | Братская могила 88 русских войнов 130-го Херсонского, 132-го Бендерскаго, 12-го Драгунскаго, 12-го Донской казачий полк и 33-й артиллерийской бригады, погибшим в боях возле села 7 и 9 июля и 9-12 октября 1877 г. | Братска могила на 88 руски войни от 130-ти Херсонски полк, 132-ри Бендерски полк, 12-ти Драгунски полк, 12-ти Донски казашки полк и 33-та артилерийска бригада, загинали в боевете край селото на 7 и 9 юли и 9-12 октомври 1877 г. | Иваново        | Расположен к северо-востоку от деревни 43°42′18″ с. ш. 25°58′27″ в. д.                                                                            |
|             | Памятник капитану 33-й артиллерийской бригады Владимиру Нежинцову и штабс-капитану Генерального штаба Янко Воеводичу, пали на сем месте в боя с турками 24 августа 1877 г. | Паметник на капитан Владимир Нежинцов от 33-та артилерийска бригада и щабс капитан Янко Воеводич от Генералния щаб, загинали на това място в бой с турците на 24 август 1877 г. | Кацелово       | Находится в местности «Краиште» |
|             | Памятник победой 9 сентабря 1877 г. | Паметник на победата на 9 септември 1877 г. | Лом-Черковна   | Расположенный к востоку от деревни 43°20′26″ с. ш. 25°58′34″ в. д.                                                                                |
|             | Памятник русским солдатам, погибшим в Русско-турецкой войне 1877—1878 г. в деле с турками возле Мечки и Трыстеника | Паметник на руските войници, загинали в Руско-турската война 1877—1878 в битка с турците при Тръстеник и Мечка | Мечка          | Находится к северо-западу на территории «Стылпиште» 43°42′55″ с. ш. 25°48′42″ в. д.                                                               |
|             | Надгробие 46-го Днепровского полка подпоручик Леонид Александрович Калиновский, убит 14 ноября 1877 г. возле д. Мечка | Надгробен паметник на подпоручик Леонид Александрович Калиновский от 46-ти Днепровски полк убит на 14 ноември 1877 г. край с. Мечка | Мечка          | Первоначально он был расположен в старом кладбище, а сейчас к северо-западу на территории «Стылпиште» 43°42′56″ с. ш. 25°48′41″ в. д.             |
|             | Надгробие подпоручику Константину Степановичу Брайковскому, командиру 10-й роты 46-го Днепровского полка, убит 7 ноября 1877 г. возле д. Пиргово | Надгробен паметник на подпоручик Константин Степанович Брайковский, командир на 10-та рота от 46-ти Днепровски полк, убит на 7 ноември 1877 г. край с. Пиргово | Мечка          | Первоначально он был расположен в старом кладбище, а сейчас во дворе церкви в деревни Пиргово 43°42′56″ с. ш. 25°48′41″ в. д.                     |
|             | Памятник 78 русских солдат, погибших в ходе боевых действий вокруг д. Мечка в Русско-турецкой войне 1877—1878 годов | Паметник на 78 загинали руски войни в боевете около с. Мечка през Руско-турската война 1877—1878 г. | Мечка          | Находится в местности «Алишково дере» 43°42′14″ с. ш. 25°48′47″ в. д.                                                                             |
|             | Памятная доска над братской могилой русских солдат 45-го Азовского полка, погибшим в боях 14 и 30 ноября 1877 | Паметна плоча над братска могила на руски войни от 45-ти Азовски полк, загинали в боевете 14 и 30 ноември 1877 г. | Мечка          | |
|             | Братская могила есаула 12-го Донского казачьего полка Виссарион Василевич и поручику 131-го Тираспольского полка Аркадий Браецкий, умершим от ран, полученных в ходе боевых действий Трыстеник 30 ноября 1877 г. | Братска могила на есаул Висарион Василевич от 12-ти Донски казашки полк и поручик Аркадий Браецкий от 131-ви Тирасполски полк, загинали от раните си, получени в боевете при с. Тръстеник на 30 ноември 1877 г. | Обретеник      | Расположенный в парке 43°34′51″ с. ш. 25°48′32″ в. д.                                                                                             |
|             | Памятник погибшим 46-го Днепровского полка 22 и 28о августа 1877 г. | Паметник на загиналите от 46-ти Днепровски полк на 22 и 28 август 1877 г. | Пиргово        | Находится во дворе церкви «Богоявление» 43°44′05″ с. ш. 25°51′28″ в. д.                                                                           |
|             | Памятник погибшим 45-го Азовскаго и 46-го Днепровского полка 7 ноября 1877 г. | Паметник на загиналите от 45-ти Азовски и 46-ти Днепровски полк на 7 ноември 1877 г. | Пиргово        | Находится во дворе церкви «Богоявление» 43°44′05″ с. ш. 25°51′28″ в. д.                                                                           |
|             | Памятник подпоручику Константину Степановичу Брайковскому, командир 10-й роты 46-го Днепровского полка, убит 7 ноября 1877 г. возле д. Пиргово | Паметник на подпоручик Константин Степанович Брайковский, командир на 10-та рота от 46-ти Днепровски полк, убит на 7 ноември 1877 г. край с. Пиргово | Пиргово        | Первоначально он был расположен в старом кладбище в д. Мечка, а сейчас во дворе церкви «Богоявление» в д. Пиргово 43°44′05″ с. ш. 25°51′28″ в. д. |
|             | Братская могила 36 нижних чинов 4-го Копорского полка, убитых в сражении 2 сентября 1877 г. при д. Синанкьой | Братска могила на 36 нисши чина от 4-ти Копорски полк, убити на 2 септември 1877 г. при село Синанкьой | Помен          | Находится к западу от деревни в местности «Салан чаир» 43°28′09″ с. ш. 25°58′07″ в. д.                                                            |
|             | Памятник свободы | Паметник на свободата | Русе           | Расположенный на площади «Свободы» 43°50′55″ с. ш. 25°57′12″ в. д.                                                                                |
|             | Памятник советскому воину-освободителю | Паметник на съветския воин-освободител | Русе           | Расположен рядом с «Молодёжным парком» 43°51′21″ с. ш. 25°57′45″ в. д.                                                                            |
|             | Надгробие Павел Голобинцев сотник 12-го Донского казачьего полка, павшего в перестрелке с турками 8 июля 1877 г. в с. Иваново | Гроб на Павел Голобинцев сотник от 12-ти Донски казашки полк, убит в престрелка с турците на 8 юли 1877 г. | Табачка        | Находится во дворе церкви «Девы Марии» 43°36′33″ с. ш. 25°58′58″ в. д.                                                                            |
|             | Братская могила офицеров 131-го Тираспольского полка — 3, 12-го Донского казачьяго полка — 1 и нижних чинов 129-го Бесарабского полка — 11, 131 Тираспольского полка — 44, 132-го Бенедерского полка — 7, 33-й Артиллерийской бригады — 4, 12-го Стародубского драгунского полка — 3, 12-го Белгородского уланского полка — 1, 12-го Ахтырского гусарского полка — 5 павшим в деле с турками 14 и 30 ноября 1877 г. при д. Трыстеники Мечка. | Братска могила на офицери от 131-ви Тирасполски полк — 3, 12-ти Донски казашки полк −1 и нисши чинове от 12-ти Бесарабски полк — 11, 131-ви Тирасполски полк — 44, 132-ри Бенедерски полк — 7, 33-та артилерийска бригада — 4, 12-ти Стародубски драгунски полк — 3, 12-ти Белгородски улански полк −1, 12-ти Ахтирски хусарски полк — 5 убити в бой с турците на 14 и 30 ноември 1877 г. при селата Тръстеник и Мечка. | Трыстеник      | Воздвигнут в 1880 г. и расположенный к северо-востоку от деревни недалеко от старом кладбище 43°40′11″ с. ш. 25°51′32″ в. д.                      |
|             | Братская могила 47-го Украинского полка павшим в боях с турками по обоимъ берегам реки Лома 19 и 23 августа, 12 октября и 7, 14 и 30 ноября 1877 г. — штабс-капитаны Дмитрий Ваганов и Митрофан Колесников, поручики Илья Обручев и Иван Юркевич и 19 унтер-офицеров и 103 рядовых. | Братска могила на воините от 47-ми Украински полк паднали в бой с турците по двата бряга на река Лом на 19 и 23 август, 12 октомври и 7, 14 и 30 ноември 1877 г. — щабс-капитаните Дмитрий Ваганов и Митрофан Колесников, поручиците Иля Обручев и Иван Юркевич и 19 подофицери и 103 редници. | Трыстеник      | Воздвигнут в 1878 г. и находится к северу от деревни в старом кладбище 43°40′12″ с. ш. 25°51′24″ в. д.                                            |
|             | Памятник погибшим 48-го Одесского полка | Паметник на загиналите от 48-ми Одески полк | Трыстеник      | Находится в местности «Кривата махала» 43°39′28″ с. ш. 25°51′04″ в. д.                                                                            |
|             | Памятник погибшим 24 августа 1877 г. при Абланово поручики 131-го Тироспольского полка Квашнин-Самарин и Шредер и нижних чинов 39 и погибшим 30 ноября 1877 г. при Трыстеник поручики Федоров и Броецкий, прапорщик Криницкий и нижних чинов 48. | Паметник на загиналите на 24 август 1877 г. при Абланово поручици Квашин-Самарин и Шредер и нисши чинове 39 и на загиналите на 30 ноември 1877 г. при Тръстеник поручици Фьодоров и Броецкий, прапорщик Криницкий и нисши чинове 48 от 131-ви Тирасполски полк | Трыстеник      | Находится в местности «Лагерь» к северо-западу от деревни 43°40′17″ с. ш. 25°50′28″ в. д.                                                         |
|             | Памятник погибшим 48-го Одесского полка | Паметник на загиналите от 48-ми Одески полк | Трыстеник      | Находится в местности «Лагерь» к северо-западу от деревни 43°40′17″ с. ш. 25°50′28″ в. д.                                                         |
|             | Памятник поручику 131-го Тираспольского полка Григорий Федоров и прапорщику Павел Криницкий пали в бою с турками 30 ноября 1877 г. | Паметник на поручик Григорий Фьодоров и прапорщик Павел Криницкий от 131-ви Тиросполски полк, убити в бой с турците на 30-ти ноември 1877 г. | Трыстеник      | Находится во дворе церкви «Св Параскевы» 43°40′03″ с. ш. 25°51′14″ в. д.                                                                          |
|             | Памятник погибшим 48-го Одесского полка | Паметник на загиналите от 48-ми Одески полк | Трыстеник      | Находится во дворе церкви «Св Параскевы» 43°40′03″ с. ш. 25°51′14″ в. д.                                                                          |
|             | Памятник поручику 139-го Моршанского полка Александру Федоровичу Хамутову и 2 низших чинов, погибшим 4 января 1878 г. | Паметник на Александър Феодорович Хамутов, поручик от 139-ти Моршански полк и 2 войници, загинали на 4 януари 1878 г. | Чилнов         | Расположенный в центре деревни 43°31′29″ с. ш. 25°55′12″ в. д.                                                                                    |
|             | Памятник погибшим русским воинам в районе деревни во время русско-турецкой войны 1877—1878 г. | Паметник на загиналите руски войници край селото през Руско-турската война 1877—1878 г. | Штрыклево      | Расположенный в парке села 43°43′10″ с. ш. 26°02′33″ в. д.                                                                                        |

## Сливенская область
| Изображение | Название на русском языке                                                                              | Название на болгарском языке                                                                         | Местоположение | Описание памятника |
| ----------- | --- | --- | -------------- | --- |
|             | Памятник 96-го Омского полка майору Альбину Казимиру Флориановичу Стефановичу, скончался 8 мая 1878 г. | Паметник на майор Албин Казимир Флорианович Стефанович от 96-ти Омски полк, починал на 8 май 1878 г. | Сливен         | Он был похоронен в «Клуцохорское кладбище», а в 1968 году памятник был перенесен в «Хамам Баир» 42°40′27″ с. ш. 26°18′49″ в. д. |
|             | Склеп 66 советских воинов, погибших в период с сентября 1944 по апрель 1947 года                       | Паметник-костница на 66 съветски воини, загинали от септември 1944 г. до април 1947 г.               | Сливен         | Находится к юго-западу в медтности «Хамам Баир» 42°40′26″ с. ш. 26°18′49″ в. д.                                                 |

## Смолянская область
| Изображение | Название на русском языке                                                                                        | Название на болгарском языке                                                                                | Местоположение | Описание памятника                                                                                     |
| ----------- | --- | --- | -------------- | --- |
|             | Мемориальная доска генерал-майору Петру Черевину, освободил города 19 января 1878 году                           | Паметна плоча на генерал-майор Пьотр Черевин, освободил града на 19 януари 1878 г.                          | Златоград      | Находится на улице Беловидово 41°22′45″ с. ш. 25°05′35″ в. д.                                          |
|             | Мемориальная доска генерал-майору Петру Черевину, освободил Устово 17 января 1878 году                           | Паметна плоча на генерал-майор Пьотр Черевин, освободил Устово на 17 януари 1878 г.                         | Смолян         | Находится в квартале «Устово» площади «Возрождение» 41°34′25″ с. ш. 24°46′46″ в. д.                    |
|             | Казачий дом (Петко Таков дом) — Штаб русской армии во время Освободительной войны                                | Казашката къща (Петко Такова къща) — щаб на руските войски по време на Освободителната война                | Смолян         | Находится в квартале «Устово» вблиз площади «Возрождение» 41°34′24″ с. ш. 24°46′47″ в. д.              |
|             | Памятник погибшему курьеру из отряди генералу Черевину, убит в январе 1878 г. на дороге из Златограда к Пловдива | Паметник на загинал куриер от отряда на генерал Черевин, убит януари 1878 г. на път от Златоград за Пловдив | Хвойна         | Находится в местности «Сините-Ханчета» в 4 километрах к югу от деревни 41°50′29″ с. ш. 24°40′46″ в. д. |

## Софийская область
| Изображение | Название на русском языке | Название на болгарском языке | Местоположение     | Описание памятника |
| ----------- | --- | --- | ------------------ | --- |
|             | Памятник победы на перевале Арабаконак | Паметник на победата при прохода Арабаконак | Арабаконак перевал | Находится на перевале Арабаконак 42°46′04″ с. ш. 23°50′58″ в. д.                                                            |
|             | Памятник генерала Василия Каталея, убит 21 декабря 1877 г. возле деревни (от Георги и Стойна Карагериванови) | Паметник на генерал Василий Каталей, загинал край селото на 21 декември 1877 г. (от Георги и Стойна Карагериванови) | Бенковски          | Воздигнут в 1907 г. на территории местности «Смоленская дорога»                                                             |
|             | Братская могила 28 воинов Санкт-Петербургского лейб-гвардейского полка, погибшим 21 декабря 1877 года под д. Петрыч | Братска могила на 28 воини от Санкт Петербургски гренадeрски полк, загинали на 21 декември 1877 г. при с. Петрич | Бенковски          | Находится к западу в местности «Мурта»                                                                                      |
|             | Памятник подпоручику Лейб-гвардейского Московского полка Александру Войницкому, убит в деле под Араба-Конаком 21 ноября 1877 г. | Паметник на подпоручик Александър Войницкий от Лейб-гвардейски Московски полк, убит при Арабаконак на 21 ноември 1877 г. | Ботевград          | Находится во дворе церкви «Вознесения Господня» 42°54′17″ с. ш. 23°47′32″ в. д.                                             |
|             | Памятник 2 нижних чинов и подпоручику Лейб гвардейского Волынского полка Илье Васильевичу Волкову, умер от ран, полученных в деле под Мечкой 25 декабря 1877 года                                                                      | Паметник на 2 нисши чина и подпоручик Иля Василиевич Волков от Лейб-гвардейски Волински полк, починал от раните получине в боя при Мечка на 25 декември 1877 г.                                                               | Ботевград          | Находится во дворе церкви «Вознесения Господня» 42°54′17″ с. ш. 23°47′32″ в. д.                                             |
|             | Памятник капитану Санкт-Петербургского гренадерского полка Аристарху Ушакову и 3 нижних чинов | Паметник на Аристарх Ушаков капитан от Санкт Петербургски гренадирски полк и 3 нисши чина | Ботевград          | Находится во дворе церкви «Вознесения Господня» 42°54′17″ с. ш. 23°47′32″ в. д.                                             |
|             | Памятник 841 нижних чинов и 18 офицеров из отряда генерала Дандевиля, погибшим от холода при перехода Балканы у Баба-гора. | Паметник на 841 нисши чина и 18 офицери от отряда на генерал Дандевил, загинали от студ при преминаването на Балкана под връх Баба                                                                                            | Буново             | Находится на территории местности «Хаджийца» под пиком «Баба-гора» 42°45′25″ с. ш. 23°57′17″ в. д.                          |
|             | Памятник русским воинам, освободившим деревню 29 декабря 1877 г. | Паметник на руските войски освободили селото на 29 декември 1877 г. | Буново             | Находится в деревни 42°42′58″ с. ш. 23°55′39″ в. д.                                                                         |
|             | Мемориальная доска на могиле 28 русских воинов Лейб-гвардейского Московского полка, погибших в переходе Арабаконаке 25 по 31 декабря 1877 г.                                                                                           | Паметна плоча при гроба на 28 руски воини от Лейб-гвардейски Московски полк, загинали при прехода на Арабаконашкия проход от 25 до 31 декември 1877 г.                                                                        | Врачеш             | Воины были захоронены возле двора школе «Васил Левски» на территории местности «Кривия-Дол» 42°53′33″ с. ш. 23°45′01″ в. д. |
|             | Памятник погибшим русским воинам за освобождение Нижней Камарци от 20 декабря 1877 | Паметник на загиналите руски воини за освобождението на Долно Камарци на 20 декември 1877 г. | Долно Камарци      | Расположенный к северу от деревни 42°43′00″ с. ш. 23°51′14″ в. д.                                                           |
|             | Надгробие 6 русских солдат, погибших при освобождении деревни 16 декабря 1877 году | Надгробен паметник на 6 руски воини, загинали при освобождението на селото на 16 декември 1877 г. | Елешница           | Находится в южной части деревни 42°44′31″ с. ш. 23°37′31″ в. д.                                                             |
|             | Братская могила нижних чинов Лейб-гвардейского Семёновского полка, убитых в бою с турками 29 ноября 1877 года | Братска могила на нисши чинове от Лейб-гвардейски Семьоновски полк, убити в бой с турците на 29 ноември 1877 г. | Етрополе           | Находится на территории местности «Шиндарник» вблиз пика «Звездец» 42°47′30″ с. ш. 23°54′18″ в. д.                          |
|             | Братская могила нижних чинов Лейб Гвардий 1-й артиллерийской бригады, убитых в боях с турками, в ноябре и декабре месяцах 1877 г. | Братска могила на нисши чинове от 1-ва лейб-гвардейска артилерийска бригада, убити в боевете с турците през месеците ноември и декември 1877 г.                                                                               | Етрополе           | Находится на территории местности «Шиндарник» вблиз пика «Звездец» 42°47′30″ с. ш. 23°54′18″ в. д.                          |
|             | Братская памят боевых товарищей 3 пехотной дивизии 25 нижних чинов 11-го Псковкого полка, павшим 17 ноября 1877 г. | В памет на бойните другари от 3 пехотна дивизия 25 нисши чина от 11-ти Псковски полк, загинали на 17 ноември 1877 г. | Етрополе           | Находится на территории местности «Ильов камък»                                                                             |
|             | Братская памят боевых товарищей 3 пехотной дивизии поручику Николаю Щелкану и 44 человекам 12-го Великолуцкого полка, павшим 16 ноября 1877 года                                                                                       | В памет на бойните другари от 3 пехотна дивизия поручик Николай Щелкан и 44 човека от 12-ти Великолуцки полк, загинали на 16 ноември 1877 година                                                                              | Етрополе           | Находится на территории местности «Ильов камък»                                                                             |
|             | В память о павших русских героев освобождения города Етрополе 12 декабря 1877 г. (от церкви «Св. Георгий») | В памет на падналите руски герои за освобождението на Етрополе на 12 декември 1877 г. (от църквата «Св. Георги») | Етрополе           | Находится на территории церкви «Св. Георгий» 42°49′52″ с. ш. 23°59′32″ в. д.                                                |
|             | В память о павших Лейб-гвардейского Преображенского полка 12 декабря 1877 года: Симеон, Николай, Владимир, Лука, Константин, Иван, Димитри, Дамян, Евстатий, Данаил, Сергей, Прокопий, Михайл, Александър, Георгий, Теодор             | В памет на убитите от Лейб-гвардейски Преображенски полк на 12 декември 1877 г.: Симеон, Николай, Владимир, Лука, Константин, Иван, Димитри, Дамян, Евстатий, Данаил, Сергей, Прокопий, Михайл, Александър, Георгий, Теодор   | Етрополе           | Находится во дворе церкви «Св. Архангел Михаил» 42°50′05″ с. ш. 23°59′45″ в. д.                                             |
|             | Братская могила нижних чинов Лейб-гвардейского Преображенского полка, убитых в 3-хдневном бою с турками под Етрополем 10, 11 и 12 ноября 1877 г.                                                                                       | Братска могила на нисши чинове от Лейб-гвардейски Преображенски полк, убити в три дневния бой на 10, 11 и 12 ноември 1877 г.                                                                                                  | Етрополе           | Находится на территории местности «Прогон» 42°50′28″ с. ш. 24°00′52″ в. д.                                                  |
|             | Братская могила 4 нижних чинов Лейб-гвардейского Измаиловского полка, убитых 17 ноября 1877 г. на горе Шиндорник (пика Звездец) | Братска могила на 4 нисши чина от Лейб-гвардейски Измайловски полк, убити на 17 ноември 1877 г. при Шиндорник (вр. Звездец)                                                                                                   | Етрополе           | Находится на территории местности «Въртежката»                                                                              |
|             | Памятник русского солдата Никифора, умер 26 ноября 1877 году | Паметник на руския воин Никифор, загинал на 26 ноември 1877 г. | Златица            | Находится к северу от районе «Църквище» 42°43′32″ с. ш. 24°06′26″ в. д.                                                     |
|             | Мемориальная доска на русских освободительных войск | Паметна плоча на руските освободителни войски | Златица            | Находится в городе 42°42′51″ с. ш. 24°08′03″ в. д.                                                                          |
|             | Памятник унтер-офицеру Аврелиану, убит на этом месте за свободу города 29 декабря 1877 года | Паметник на унтер-офицер Аврелиан, убит на това място за свободата на града на 29 декември 1877 г. | Копривштица        | Находится в 6 км к югу от города, на территории местности «Джафарица» 42°35′42″ с. ш. 24°22′31″ в. д.                       |
|             | Памятник павшим русским воинам возле деревни из 35-й дивизии летучий армейский парк | Паметник на загинали край селото руски воини от 35-ти дивизионен подвижен армейски парк | Лесново            | Находится на кладбище 42°38′55″ с. ш. 23°38′29″ в. д.                                                                       |
|             | Памятник штабс-капитану Николаю Эдуардовичу Герберту и поручику Вацлаву Владиславовичу Стеткевичу из Кексгольмского гренадерского полка, погибшим от ран 22 декабря 1877 г., который получили в деле 21 декабря 1877 г. при д. Камарци | Паметник на щабс-капитан Николай Едуардович Герберт и поручик Вацлав Владиславович Стеткевич от Кексхолмски гренадирскаго полк, починали от рани на 22 декември 1877 г., получени в боя на 21 декември 1877 г. при с. Камарци | Мирково            | Находится на кладбище 42°41′22″ с. ш. 24°00′02″ в. д.                                                                       |
|             | Памятник 8 нижних чинов 124-го Воронежского полка, погибшим от холода 16 декабря 1877 года под пиком «Баба-гора» | Паметник на 8 нисши чина от 124-ти Воронежки полк, загинали от студ на 16 декември 1877 г. | Мирково            | Находится во дворе церкви «Святого Дмитрия» 42°41′31″ с. ш. 23°59′22″ в. д.                                                 |
|             | Памятник 14 офицерам и воинам Лейб-гвардейского Преображенского полка, погибшим возле деревни | Паметник на 14 офицери и войници от Лейб-гвардейски Преображенски полк, загинали край селото | Негушево           | Находится в деревни 42°43′35″ с. ш. 23°42′22″ в. д.                                                                         |
|             | Памятник прапорщики Данилевский, Велинский и Назимов и 10 нижних чинов Драгунского лейб-гвардейского полка, погибшим 10 декабря 1877 г. возле д. Новачене                                                                              | Паметник на прапоршчиците Данилевский, Велинский и Назимов и 10 нисши чина от Лейб-гвардейски драгунски полк, загинали на 10 декември 1877 г. при с. Новачене                                                                 | Новачене           | Находится в парке 42°58′49″ с. ш. 23°44′04″ в. д.                                                                           |
|             | Братская могила 9 нижних чинов Санкт-Петербургского лейб-гвардейского полка, погибшим 21 декабря 1877 года под д. Петрыч | Братска могила на 9 нисши чина от Санкт Петербургски гренадeрски полк, загинали на 21 декември 1877 г. при с. Петрич | Петрич             | Находится во дворе церкви «Свети Георги» 42°35′58″ с. ш. 24°00′44″ в. д.                                                    |
|             | Памятник погибшим русским воинам и болгарским ополченцам | Паметник на загинали руски войни и български опълченци | Пирдоп             | Находится во дворе школы «Тодор Влайков» 42°42′06″ с. ш. 24°10′31″ в. д.                                                    |
|             | Памятник капитану Лейб-гвардейского конно-гренадерского полка Михаилу Баторскому, скончался 3 января 1878 г. | Паметник на капитан Михаил Баторский от Лейб-гвардейски конно-гренадирски полк, починал на 3 януари 1878 г. | Пирдоп             | Находится во дворе церкви «Св. Успение Богородично» 42°41′54″ с. ш. 24°10′52″ в. д.                                         |
|             | Памятник нижних чинов Лейб-гвардейского Семёновского полка, погибших в деле с турками 10 и 11 ноября 1877 г. | Паметник на нисши чинове от Лейб-гвардейски Семьоновски полк, загинали в боевете на 10 и 11 ноември 1877 г. | Правец             | Находится к северу на территории местности «Бырдо» 42°54′53″ с. ш. 23°55′00″ в. д.                                          |
|             | Надгробные кресты 3 русских солдат, погибших во время русско-турецкой войны 1877—1878 годов (надписи неразборчивых) | Надгробни кръстове на 3 руски войници, загинали през Руско-турската война 1877—1878 г. (надписи нечетливи) | Равно-поле         | Находится во дворе церкви «Святой Троице» 42°40′14″ с. ш. 23°31′35″ в. д.                                                   |
|             | Братская могила нижних чинов Лейб-гвардейского Волынского полка, погибшим 19 декабря 1877 г. в деле под Ташкисен (Саранци) | Братска могила на нисши чинове от Лейб-гвардейски Волински полк, загинали на 19 декември 1877 г. в боя при Ташкисен (Саранци)                                                                                                 | Саранци            | Расположенный в лесу недалеко от деревни, на территории местности «Перестре» 42°43′16″ с. ш. 23°47′01″ в. д.                |
|             | Братская могила капитану Николаю Дмитриеву Иванову и 34 нижних чинов Санкт-Петербургского гренадерского полка, погибшим 19 декабря 1877 г. в деле под Ташкисен (Саранци)                                                               | Братска могила на капитан Николай Дмитриев Иванов и 34 нисши чина от Санкт-Петербургски гренадирски полк, загинали на 19 декември 1877 г. в боя при Ташкисен (Саранци)                                                        | Саранци            | Расположенный в лесу недалеко от деревни, на территории местности «Перестре» 42°43′16″ с. ш. 23°47′01″ в. д.                |
|             | Памятник подпоручику Лейб-гвардейского Волынского полка Н. П. Ларионову, погиб 19 декабря 1877 г. под Ташкесен (Саранци) | Паметник на подпоручик Н. П. Ларионов от Лейб-гвардейски Волински полк, убит на 19 декември 1877 г. при Ташкесен (Саранци) | Чеканчево          | Находится на территории местности «Делниците» 42°42′08″ с. ш. 23°46′59″ в. д.                                               |
|             | Мемориальная доска боевых действий в районе деревни во время русско-турецкой войны 1877—1878 годов и обмороженных 1039 русских солдат                                                                                                  | Паметна плоча на боевете край селото през Руско-турската война 1877—1878 г. и на измръзналите 1039 руски воини | Челопеч            | |

## Область София-град
| Изображение | Название на русском языке | Название на болгарском языке | Местоположение | Описание памятника |
| ----------- | --- | --- | -------------- | --- |
|             | Памятник Царю-Освободителю | Паметник на Царя-Освободител | София          | Конный памятник в честь русского императора Александра II, освободившего Болгарию от османского владычества в русско-турецкой войне 1877—1878 годов. Расположен в центре Софии. 42°41′37″ с. ш. 23°19′56″ в. д.                                                                             |
|             | Памятник медицинским чинам, погибшим в русско-турецкую войну 1877—1878                                                                               | Докторски паметник | София          | Памятник, посвящённый врачам, фармацевтам, фельдшерам, сёстрам милосердия и санитарам, погибшим на территории Болгарии во время русско-турецкой войны 1877—1878. 42°41′40″ с. ш. 23°20′18″ в. д.                                                                                            |
|             | Русский гвардейский памятник (Памятник русским генералам)                                                                                            | Руски гвардейски паметник (Паметник на руските генерали)                                                                                                  | София          | Посвящён генералам В. В. Каталею и Д. А. Философову, погибшим в Болгарии в русско-турецкой войне 1877-78.Находится на Цареградском шоссе. 42°41′09″ с. ш. 23°20′40″ в. д. |
|             | Русский памятник | Руски паметник | София          | Это первый памятник русско-турецкой войны 1877—1878 годов, воздвигнутый в Софии. Находится на пути, по которому Осман Нури-паша бежал из Софии в Перник 22 декабря 1877 года. Памятник воздвигнут 29 июня 1882 года на средства, собранные русским народом. 42°41′32″ с. ш. 23°18′37″ в. д. |
|             | Памятная доска генералу Эдуарду Ивановичу Тотлебену                                                                                                  | Паметна плоча на генерал Едуард Иванович Тотлебен | София          | Гранитная плита размером около 1 м²., на стене одного дома на бульваре, носящего имя генерала, возле Русского памятника. |
|             | Памятная доска генералу Михаилу Дмитриевичу Скобелеву                                                                                                | Паметна плоча на генерал Михаил Дмитриевич Скобелев | София          | Гранитная плита размером около 1 м²., на стене одного дома на бульваре, носящем имя генерала, возле Русского памятника. |
|             | Храм-памятник Святого Александра Невского | Храм-паметник Свети Александър Невски | София          | Кафедральный патриарший собор. Построен в 1908 году в честь русского святого Александра Невского и русских солдат, погибших в русско-турецкой войне. Расположен на площади Александра Невского. 42°41′45″ с. ш. 23°19′58″ в. д.                                                             |
|             | Скульптурный портрет Н. И. Пирогова на фасаде больницы, носящей его имя                                                                              | Паметна плоча на Николай Иванович Пирогов, на стената на едноименната болница в София.                                                                    | София          | Именем Пирогова названа первая и пока единственная специализированная больница скорой медицинской помощи в Болгарии — Многопрофильная больница для активного лечения и скорой помощи «Н. И. Пирогов». 42°41′24″ с. ш. 23°18′25″ в. д.                                                       |
|             | Памятник Александру Сергеевичу Пушкину | Паметник на Александър Сергеевич Пушкин | София          | Памятник установлен 3 июня 2001 года в парке возле Русской посольской церкви. Скульптор — Вячеслав Клыков. 42°41′45″ с. ш. 23°19′45″ в. д. |
|             | Памятник Советской армии | Паметник на Съветската армия | София          | Памятник расположен в самом центре города, на бульваре «Царь Освободитель», между Орловым мостом и Софийским университетом. 42°41′26″ с. ш. 23°20′04″ в. д. |
|             | Памятник советскому воину-освободителю | Паметник на съветският воин-освободител | София          | Находится в парке на бул. «Черни врых» |
|             | Музей социалистического искусства | Музей на социалистическото изкуство | София          | Музей находится в квартал Изгрев, на ул. Лычезар Станчев № 7, возле метростанция «Г. М. Димитров» 42°39′57″ с. ш. 23°21′29″ в. д. |
|             | Братская могила 35 нижних чинов 122-го Тамбовского полка, похороненный 20 декабря 1877 г.                                                            | Братска могила на 35 нисши чина от 122-ри Тамбовски полк, погребани на 20 декември 1877 г.                                                                | Горни-Богров   | Находится во дворе церкви «Святаго Гаралампи» 42°43′16″ с. ш. 23°31′55″ в. д. |
|             | Надгробие 122-го Тамбовского полка подполковникам Илье Багаевскому, прапорщику Семёну Лабодевскому и русским воинам, похороненным 20 декабря 1877 г. | Надгробен паметник на подполковник Илья Багаевский, прапоршчик Семён Лабодевский и руски воини от 122-ри Тамбовски полк, погребани на 20 декември 1877 г. | Горни-Богров   | Находится во дворе церкви «Святаго Гаралампи» 42°43′16″ с. ш. 23°31′55″ в. д. |
|             | Памятник рядового Павла Красова из Лейб-гвардейского Гродненского гусарского полка, убит 22 декабря 1877 г.                                          | Паметник на редник Павел Красов от Лейб-гвардейски Гродненски хусарски полк, убит на 22 декември 1877 г.                                                  | Горубляне      | Памятник находится на одноимённом бульваре 42°38′18″ с. ш. 23°24′42″ в. д. |
|             | Памятник в честь встречи русских воинов-освободителей 21 декабря 1877 г.                                                                             | Паметна плоча на посрещането на руските воини-освободители на 21 декември 1877 г.                                                                         | Казичене       | Находится вблиз церкви «Святаго Николая» 42°39′51″ с. ш. 23°27′57″ в. д. |

## Старозагорская область
| Изображение | Название на русском языке | Название на болгарском языке | Местоположение | Описание памятника |
| ----------- | --- | --- | -------------- | --- |
|             | Памятник братская могила неизвестным русским воинам из отряда генерала Гурко, погибшим 2 июля 1877 г. возле деревни | Паметник братска могила на незнайни руски воини от отряда на генерал Гурко, загинали на 2 юли 1877 г. при селото | Гурково        | Находится в парке возле школе «Христо Смирненски» 42°39′26″ с. ш. 25°47′49″ в. д. |
|             | Памятник генералу Гурко | Паметник на генерал Гурко | Гурково        | Находится на стоянке возле школе «Христо Смирненски» 42°39′27″ с. ш. 25°47′45″ в. д. |
|             | Памятник русским воинам погибшим в деле под Джуранли (Калитиново) и Стара-Загора 18 и 19 июля 1877 г. | Паметник на руски воини, загинали в битката при Джуранли (Калитиново) и Стара Загора на 18 и 19 юли 1877 г. | Дылбоки        | Находится на горе к северо-западу от деревни 42°29′21″ с. ш. 25°46′01″ в. д. |
|             | Памятник русского кладбища солдат, погибших в русско-турецкой войне 1877—1878 годов | Паметник върху руско гробище на воини загинали в Руско-турската война 1877—1878 г. | Енина          | Находится к юго-востоку в местности «Керемидата» 42°39′28″ с. ш. 25°25′07″ в. д. |
|             | Надгробие доктора Василия Зверинского, умер от тифа 12 июня 1878 г. | Надгробен паметник на д-р Василий Зверински, починал от коремен тиф на 12 юни 1878 г. | Енина          | Находится во дворе церкви «Света Петка» 42°40′20″ с. ш. 25°24′34″ в. д. |
|             | Надгробие поручику 13-й стрелковой батальон Александру Чеканову, убит 27 декабря 1877 года | Надгробен паметник на поручик Александър Чеканов от 13-ти стрелкови батальон, убит на 27 декември 1877 г. | Казанлык       | Находится в монастыре «Воведение Богородице» 42°37′02″ с. ш. 25°22′58″ в. д. |
|             | Надгробие подпоручику 15-го стрелкового батальона Вячеславу Казанскому, скончался от ран 30 декабря 1877 гоа | Надгробен паметник на подпоручик Вячеслав Казанский от 15-ти стрелкови батальон, починал от рани на 30 декември 1877 г. | Казанлык       | Находится в монастыре «Воведение Богородице» 42°37′02″ с. ш. 25°22′58″ в. д. |
|             | Надгробие поручику 14-й стрелковой батальон Иван Грузевич-Нечай, скончался от ран 27 января 1878 г. | Надгробен паметник на поручик Иван Грузевич-Нечай от 14-ти стрелкови батальон, починал от рани на 27 януари 1878 г. | Казанлык       | Находится в монастыре «Воведение Богородице» 42°37′02″ с. ш. 25°22′58″ в. д. |
|             | Надгробие Леонида Александровича Канели, скончался 28 мая 1879 г. | Надгробен паметник на Леонид Александрович Канели, починал на 28 май 1879 г. | Казанлык       | Находится в монастыре «Воведение Богородице» 42°37′02″ с. ш. 25°22′58″ в. д. |
|             | Надгробие штабс-капитану Николаю Александровичу Рогозинскому, скончался от ран 7 февраля 1878 г. | Надгробен паметник на щабс-капитан Николай Александрович Рогозинский, починал от рани на 7 февруари 1878 г. | Казанлык       | Находится в монастыре «Воведение Богородице» 42°37′02″ с. ш. 25°22′58″ в. д. |
|             | Памятник подпоручику и адъютанту 16-й стролковой батальон Рафаил Филиппович Тимофеев, убит 28 декабря 1877 г. | Паметник на подпоручик адъютант на 16-ти стрелкови батальон Рафаил Филипович Тимофеев, убит на 28 декември 1877 г. | Казанлык       | Находится в монастыре «Воведение Богородице» 42°37′02″ с. ш. 25°22′58″ в. д. |
|             | Памятник подпоручику Александр Константинович Кузьмин Караваев, скончался от ран 31 декабря 1877 г. | Паметник на подпоручик Александър Константинович Кузмин-Караваев, починал от рани на 31 декември 1877 г. | Казанлык       | Находится в монастыре «Воведение Богородице» 42°37′02″ с. ш. 25°22′58″ в. д. |
|             | Памятник 33-го Елецкого полка штабс-капитану Павлу Шумахеру, подпоручику Игнатию Марцинковскому, прапорщику Максиму Стефановичу и 34-го Севского полка подпоручику Павлу Дашкевичу, умерли от ран, полученных 27 и 28 декабря 1877 г. | Паметник на щабс-капитан Павел Шумахер, подпоручик Игнатий Марцинковский, прапоршчик Максим Стефанович от 33-ти Елецки полк и подпоручик Павел Дашкевич от 34-ти Севски полк, починали от раните, получени на 27 и 28 декември 1877 г. | Казанлык       | Находится в монастыре «Воведение Богородице» 42°37′02″ с. ш. 25°22′58″ в. д. |
|             | Надгробие Венедикту Липскому, скончался 29 мая 1878 году | Надгробен паметник на Венедикт Липский, починал на 29 май 1878 г. | Казанлык       | Находится в монастыре «Воведение Богородице» 42°37′02″ с. ш. 25°22′58″ в. д. |
|             | Памятник генерал-майора Михаила Скобелева | Паметник на генерал-майор Михаил Скобелев | Казанлык       | Находится на площади «Видин Даскалов» 42°37′18″ с. ш. 25°23′26″ в. д. |
|             | Памятник битвый возле Стара-Загоры и Джуранли (Калитиново) 19 июля 1877 г. | Паметник на боевете при Стара Загора и Джуранли (Калитиново) на 19 юли 1877 г. | Калитиново     | Находится в 3 км к северо-востоку деревни в местности «Шаковы курганы» 42°26′48″ с. ш. 25°46′31″ в. д. |
|             | Братская могила 4 нижних чинов и старшему вахтмистру 4-го эскадрона 9-го гусарского Киевского полка и 1 нижний чин 16-й конной батареи, убиты 19 июля 1877 г. под Джуранли                                                            | Братска могила на 4 нисши чина и старши вахтмистър от 4-ти ескадрон на 9-ти хусарски Киевски полк и 1 нисш чин от 16-та конна батарея, убити на 19 юли 1877 г. под Джуранли                                                            | Калитиново     | Находится в деревни 42°25′30″ с. ш. 25°44′02″ в. д. |
|             | Мемориальная доска для приветствуя авангарда генерала Оттон Раух 14 июля 1877 г. | Паметна плоча за посрещането на конният авангард на генерал Отон Раух на 14 юли 1877 г. | Николаево      | Находится в парке вблиз церкви «Св. св. Кирила и Методия» 42°37′48″ с. ш. 25°47′30″ в. д. |
|             | Бюст-памятник княза Николая Николаевича | Бюст-паметник на княз Николай Николаевич | Николаево      | Находится в парке имени «Николая Николаевича» 42°37′46″ с. ш. 25°47′21″ в. д. |
|             | Мемориальный комплекс «Защитники Стара-Загоры — 1877 год» | Мемориален комплекс «Бранителите на Стара Загора — 1877 г.» | Стара-Загора   | Находится к северо-востоку на территории местности «Чадыр-курган» 42°26′00″ с. ш. 25°39′15″ в. д. |
|             | Памятник погибшим при защите города 19 июля 1877 г. | Паметник на защитници на града, загинали на 19 юли 1877 г. | Стара-Загора   | Находится в городском парке 42°25′30″ с. ш. 25°37′38″ в. д. |
|             | Памятник подполковнику Павлу Калитину, 12 офицерам и 359 русским воинам и болгарским ополченцам, погибшим при защите города 19 июля 1877 г.                                                                                           | Паметник на подполковник Павел Калитин, 12 офицери и 359 руски воини и български опълченци, загинали при отбраната на града на 19 юли 1877 г.                                                                                          | Стара-Загора   | Находится в парке «Подполковник Калитин» 42°25′30″ с. ш. 25°38′40″ в. д. |
|             | Надгробие поручику 9-го драгунского Казанского полка Николаю Алексеевичу (Альбовскому), убит 18 июля 1877 г. | Надгробен паметник на поручик Николай Алексеевич (Албовский) от 9-ти драгунски Казански полк, убит на 18 юли 1877 г. | Стара-Загора   | Находится в парке «Подполковник Калитин» 42°25′30″ с. ш. 25°38′40″ в. д. |
|             | Памятник Свободу при Шейново | Паметник на Свободата при Шейново | Шейново        | Находится к северу в мемориальном парке 42°41′28″ с. ш. 25°19′17″ в. д. |
|             | Братская могила воинам 61-го Владимирского, 62-го Суздальского, 63-го Углицкого и 64-го Казанского полка, погибшим 28 декабря 1877 г.                                                                                                 | Братска могила на воините от 61-ви Владимирски, 62-ри Суздалски, 63-ти Углицки и 64-ти Казански полк (16-та дивизия), загинали на 28 декември 1877 г.                                                                                  | Шейново        | Находится к западу на кладбище 42°41′01″ с. ш. 25°18′42″ в. д. |
|             | Памятник победы в деле под Шейново 27 и 28 декабря 1877 г. | Паметник на победата при Шейново на 27 и 28 декември 1877 г. | Шейново        | Находится к северу от деревни 42°41′26″ с. ш. 25°18′57″ в. д. |
|             | Братская могила русским воинам, погибшим в деле с турками 27 и 28 декабря 1877 г. | Братска могила на руски воини загинали в боя с турците на 27 и 28 декември 1877 г. | Шейново        | Находится рядом с кургане «Оструша» 42°41′24″ с. ш. 25°21′11″ в. д. |
|             | Братская могила 11 нижних чинов 117-го Ярославскаго и 119-го Коломенского полка, погибшим в деле с турками под Шипки и Маглиш 28 декабря 1877 г.                                                                                      | Братска могила на 11 нисши чина от 117 Ярославски и 119 Коломенски полк, убити в бой с турците при Шипка и Мъглиж на 28 декември 1877 г.                                                                                               | Шейново        | Находится рядом с кургане «Оструша» 42°41′30″ с. ш. 25°21′14″ в. д. |
|             | Храм-памятник Рождества Христова | Храм-паметник «Рождество Христово» | Шипка (город)  | Первый памятник болгаро-русской дружбе на территории Болгарии, воздвигнут в честь всех русских солдат и офицеров, и болгарских ополченцев, погибших в русско-турецкой войне 1877—1878 42°42′58″ с. ш. 25°19′45″ в. д. |

## Тырговиштская область
| Изображение | Название на русском языке | Название на болгарском языке | Местоположение  | Описание памятника |
| ----------- | --- | --- | --------------- | --- |
|             | Братская могила 7 воинов 126-го Рыльского пехотного полка павшим в деле с турками 30 августа 1877 г. и майору 125-го Курского полка Самуил Базаревич тяжело ранен 28 ноября и умер 7 декабря 1877 г. | Братска могила на 7 руски войни от 126-ти Рилски полк убити на 30 август 1877 г. и на майор Самуил Базаревич от 125-ти Курски полк, тежко ранен на 28 ноември и починал на 7 декември 1877 г. | Водица          | Находится во дворе церкви «Святого Георгия» 43°21′16″ с. ш. 26°03′13″ в. д.                                                                           |
|             | Братская могила 129-го Бесарабского полка подполковник Болеслав Манцевич, поручик Прокофий Щитиков и 33-й артиллерийской бригады поручик Мина Илашков, погибшим 24 августа 1877 года при д. Аблово (Горско Абланово) | Братска могила на подполковник Болеслав Манцевич и поручик Прокофий Щитиков от 129-ти Бесарабски полк и поручик Мина Илашков от 33-та артилерийска бригада, убити на 24 август 1877 г. при с. Аблово (Горско Абланово) | Голямо Градиште | Находится на территории местности «Кара лужу» на христианском кладбище 43°27′40″ с. ш. 26°03′32″ в. д.                                                |
|             | Памятник капитану 132-го Бендерского полка Лев Узембло и поручику 131-го Тираспольского полка Иван Квашнин Самарин, пали в бою с турками 24 августа 1877 года, при с. Кацелово и с. Горско Абланово | Паметник на капитан Лев Узембло от 132-ри Бенедерски полк и поручик Иван Квашнин Самарин от 131-ви Тирасполски полк, убити в бой с турците на 24 август 1877 г. при селата Кацелово и Горско Абланово | Голямо Градиште | Находится на территории местности «Кара лужу» на христианском кладбище 43°27′43″ с. ш. 26°03′35″ в. д.                                                |
|             | Памятник поручику 131-го Тираспольского полка Ивану Петровичу Квашнину Самарину убитого в деле с турками при с. Абланово 24 августа 1877 г., построенный его брат Сергей Петрович Квашнин Самарин из 8-го Гусарского Лубенского полка | Паметник на поручик Иван Петрович Квашнин Самарин от 131-ви Тирасполски полк, убит в бой с турците при с. Абланово на 24 август 1877 г., построен от брат му Сергей Петрович Квашнин Самарин от 8-ми хусарски Лубенски полк | Голямо Градиште | Находится на территории местности «Кара лужу» на христианском кладбище 43°27′43″ с. ш. 26°03′35″ в. д.                                                |
|             | Братская могила нижних чинов 129-го Бессарабского полка − 78, 130-го Херсонского полка — 38, 131-го Тираспольского полка — 27, 132-го Бендерского полка — 100, 33-й артиллерийской бригады — 2, 12-го драгунского Стародубского полка — 3, 12-го уланского Белгородского полка — 2, 12-го гусарского Ахтырского полка — 3, погибших 24 августа 1877 г. | Братска могила на нисши чинове от 129-ти Бесарабски полк — 78, 130-ти Херсонски полк −38, 131-ви Тирасполски полк — 27, 132-ри Бендерски полк — 100, 33-та артилерийска бригада — 2, 12-ти драгунски Стародубски полк — 3, 12-ти улански Белгородски полк — 2, 12-ти хусарски Ахтирски полк — 3, загинали на 24 август 1877 г. | Горско-Абланово | Находится в «Парке освободителей» на территории местности «Коджа баир» к западу от деревни 43°29′55″ с. ш. 26°03′54″ в. д.                            |
|             | Братская могила подпоручику 129-го Бесарабского полка Никита Любинский убит 24 августа 1877 г. возле д. Горско Абланово | Братска могила на подпоручик Никита Любински от 129-ти Бесарабски полк загинал на 24 август 1877 г. край с. Горско Абланово | Горско-Абланово | Построенный к северу от деревни в виноградниках в 1878 году 43°30′18″ с. ш. 26°04′14″ в. д.                                                           |
|             | Братская могила 13 нижних чинов 4-го Копорского полка и 1 человек 1-й артиллерийской бригады, павших 24 августа 1877 г. | Братска могила на 13 нисши чина от 4-ти Копорски полк и 1 нисш чин от 1-ва артилерийска бригада, загинали на 24 август 1877 г. | Горско-Абланово | Построенный к северу от деревни в виноградниках в 1878 году 43°30′18″ с. ш. 26°04′12″ в. д.                                                           |
|             | Братская могила 6 нижних чинов 4-го Копорского полка, павших 24 августа 1877 г. | Братска могила на 6 нисши чина от 4-ти Копорски полк, загинали на 24 август 1877 г. | Горско-Абланово | Построенный к северу от деревни рядом с рекой в 1877 году 43°30′52″ с. ш. 26°04′51″ в. д.                                                             |
|             | Памятник 17 нижних чинов 139-го Моршанского полка и капитанам Дионисий Оссовский, Антон Складовский, Василий Ленов и 93 нижних чинов 140-го Зарайского полка, погибшим 18 августа возле Карахасанкьой (Зараево) | Паметник на 17 нисши чина от 139-ти Моршански полк и капитаните Дионисий Оссовский, Антон Складовский, Василий Ленов и 93 нисши чина от 140-ти Зарайски полк, загинали на 18 август 1877 г. при Карахасанкьой (Зараево) | Зараево         | Расположенный к северу от деревни в Мемориальном парке на территории местности «Дюс орман» 43°26′44″ с. ш. 26°15′41″ в. д.                            |
|             | Надгробие штабс-ротмистру 8-го Гусарского Лубенского полка Павлу Богдано́вичу, смертельно ранен в деле 31 июля 1877 года при Садино | Надгробен паметник на щабс-ротмистьр от 8-ми хусарски Лубенски полк Павел Богданович, смъртно ранен в боя на 31 юли при Садина | Зараево         | Находится во дворе церкви «Св. Архангела Михаила» 43°26′12″ с. ш. 26°15′34″ в. д.                                                                     |
|             | Памятник русским воинам, погибшим в русско-турецкой войны 1877-78 г. Надписи не видны | Паметник на загинали руски воини в Руско-турската война 1877-78 г. Надписите не личат | Зараево         | Находится во дворе церкви «Св. Архангела Михаила» 43°26′12″ с. ш. 26°15′34″ в. д.                                                                     |
|             | В памят воинам погибшим 5 июля 1877 г. возле д. Хайдаркьой (Кардам) | В памет на воините загинали на 5 юли 1877 г. край с. Хайдаркьой (Кардам) | Кардам          | Находится недалеко от мечети 43°22′39″ с. ш. 26°17′09″ в. д.                                                                                          |
|             | Братская могила нижних чинов 8-го Гусарского Лубенского полка, убитых в деле 5 июля 1877 года при д. Хайдаркьой: унтер офицера Захара Мазура, рядовых Филипа Месяца, Гильмуптина Мусифлина | Братска могила на нисши чинове от 8-ми Лубенски хусарски полк, убити на 5 юли 1877 г. при Хайдаркьой: унтер-офицер Захари Мазур и редовите Филип Месяц и Гилмуптин Мусифлин | Ковачевец       | Построенный в 1878 году в 3 км к востоку от деревни на территории местности «Калето-Ливадето» 43°21′29″ с. ш. 26°08′20″ в. д.                         |
|             | Надгробие русским воинам, которые погибли в лазарете во время русско-турецкой войны 1877—1878 г. | Надгробен паметник на руски воини, починали в лазарета през Руско-турската война 1877—1878 г. | Омуртаг         | Расположенный в парке в юго-западной части города 43°06′06″ с. ш. 26°24′55″ в. д.                                                                     |
|             | Дом-музей генерала Казимира Эрнрота | Къща-музей на генерал-лейтенант Казимир Ернрот | Омуртаг         | |
|             | Братская могила 8 рядовых Николай Пицевич, Семён Морозов, Адам Войтошка, Степан Кочень, Карл Василеня, Михаил Матанов, Антон Метла, Семён Лапицкий и Фома Тоневский 101-го Пермского полка убитых в сражении 2 сентября 1877 г. | Братска могила на 8 редови Николай Пицевич, Семён Морозов, Адам Войтошка, Степан Кочень, Карл Василеня, Михаил Матанов, Антон Метла, Семён Лапицкий и Фома Тоневский от 101-ви Пермски полк убити в сражение на 2 септември 1877 г.                                                                                            | Осиково         | Построенный в 1878 году к северу на территории христианском кладбище 43°23′10″ с. ш. 25°59′40″ в. д.                                                  |
|             | Братская могила нижних чинов 8-го Донского казачьего полка, погибшим возле деревни | Братска могила на нисши чинове от 8-ми Донски казашки полк, загинали край селото | Осиково         | Находится в центре деревни 43°22′56″ с. ш. 25°59′45″ в. д.                                                                                            |
|             | Памятник русским воинам, погибшим летом 1877 года в боевых действиях в деревне Аязлар (Светлен) | Паметник на руски войници, загинали през лятото на 1877 г. в боевете при село Аязлар (Светлен) | Попово          | Расположенный на северной окраине города 43°21′25″ с. ш. 26°14′02″ в. д.                                                                              |
|             | Братская могила поручика 2-го Софийского полка Павла Львовича Татьянина и 17 нижних чинов, убитых 9 августа 1877 г. возле деревни Аязлар (Светлен) | Братска могила на поручик Павел Лвович Татянин от 2-ри Софийски полк и 17 нисши чина убити на 9 август 1877 г. при с. Аязлар (Светлен) | Попово          | Построенный в 1878 году во дворе церкви «Святого Архангела Михаила» 43°21′01″ с. ш. 26°13′51″ в. д.                                                   |
|             | Братская могила (имя неразборчиво) 6 нижних чинов убитых в сражении с турками 9 августа 1877 г. в Аязлар (Светлен) | Братска могила (име нечетливо) на 6 нисши чина убити в бой с турците на 9 август 1877 г. при с. Аязлар (Светлен) | Попово          | Построенный в 1878 году во дворе церкви «Святого Архангела Михаила» 43°21′01″ с. ш. 26°13′51″ в. д.                                                   |
|             | Надгробие русского офицера (имя неразборчиво), вероятно, майор Николай Князев из 1-го Невского полка, умер от солнечного удара 10 августа 1877 г. | Надгробен паметник на руски офицер (име нечетливо) вероятно майор Николай Князев от 1-ви Невски полк, починал от слънчев удар на 10 август 1877 г. | Попово          | Построенный в 1878 году во дворе церкви «Святого Архангела Михаила» 43°21′01″ с. ш. 26°13′51″ в. д.                                                   |
|             | Братская могила 31 нижних чинов 125-го Курского полка, погибшим 28 ноября 1877 г. | Братска могила на 31 нисши чина от 125-ти Курски полк, загинали на 28 ноември 1877 г. | Посабина        | Расположенный на северной окраине деревни 43°19′44″ с. ш. 26°07′19″ в. д.                                                                             |
|             | Братская могила младших вахмистров Ефима Падалкина, Клима Мандрыка, унтер-офицера Ивана Червичного, ефрейторов Виктора Кулчицкого, Ефима Бондара, рядовых Мартына Ермолюка, Кирилла Кошелева, Василия Забродина и Созона Козленко из 8-го Лубенского гусарского полка, убитых 28 ноября 1877 г. при д. Посабина                                        | Братска могила на младши вахмистри Ефим Падалкин и Клим Мандрик, унтер-офицер Иван Червичний, ефрейторы Виктор Кулчицкий и Ефим Бондар, редови Мартин Ермолюк, Кирил Кошелев, Василий Забродин и Созон Козленко от 8-ми Лубенски хусарски полк убити на 28 ноември 1877 г. при с. Посабина                                     | Посабина        | Находится к западу деревни 43°19′38″ с. ш. 26°06′18″ в. д.                                                                                            |
|             | Здесь покоятся 5 нижних чинов 11-го драгунского Рижского полка убитых 22 ноября 1877 года при д. Посабина | Тук почиват 5 нисши чина от 11-ти драгунски Рижски полк убити на 22 ноември 1877 г. при с. Посабина | Посабина        | Построенный первоначально в местности «Кара-Кайлык». Теперь уничтожен и часть его с этой надписью находится во церкви 43°19′35″ с. ш. 26°06′56″ в. д. |
|             | Братская могила корнета М. Барановского, унтер-офицера Антона Замши и рядовых Михаила Митяша, Андрея Кожемякина и Андрея Граната из 8-го гусарского Лубенского полка, погибших 31 июля 1877 г. возле д. Садина | Братска могила на корнет М. Барановский, унтер-офицер Антон Замша и редници Михаил Митяш, Андрей Кожемякин и Андрей Гранат от 8-ми Лубенски хусарски полк, загинали на 31 юли 1877 г., край с. Садина | Садина          | Расположенный к западу от деревни 43°29′01″ с. ш. 26°15′36″ в. д.                                                                                     |
|             | Памятник русскому писателю Всеволоду Гаршину рядовой 138-го Болховского полка, ранен в сражении возле деревни Аязлар (Светлен) | Паметник на руския писател Всеволод Гаршин редник от 138-ми Болховски полк ранен в сражението край село Аязлар (Светлен) | Светлен         | Расположенный на северной окраине деревни во дворе церкви «Святого царя Бориса Михаила» 43°18′59″ с. ш. 26°16′29″ в. д.                               |
|             | Братская могила нижних чинов убитых в сражении д. Аязлар 9, 10, 11 августа 1877 года 1-го Невского полка 25 человек, 2-го Софийского полка 15 человек и 4-й батарей 1-й артиллерийской бригады 1 человек | Братска могила на нисши чинове убити в сраженията при Аязлар на 9, 10 и 11-ти август 1877 г. от 1-ви Невски полк 25 човека, 2-ри Софийски полк 15 човека и от 4-та батарея на 1-ва артилерийска бригада 1 човек | Светлен         | Памятник воздвигнут в 1885 г. в местности «Корията» к северу от деревни 43°19′28″ с. ш. 26°15′59″ в. д.                                               |
|             | Памятник погибшим русским воинам в сражении д. Аязлар (Светлен) 10о и 11 августа 1877 года | Паметник на загиналите руски воини при Аязлар (Светлен) на 10 и 11 август 1877 г. | Светлен         | Находится 3 км к востоку от деревни в местности «Капитан гроб» 43°19′07″ с. ш. 26°18′38″ в. д.                                                        |
|             | Памятник генералу-лейтенанту Казимиру Эрнроту | Паметник на генерал-лейтенант Казимир Ернрот | Търговиште      | Расположенный в парке напротив музея на улице «3 марта» 43°14′28″ с. ш. 26°34′16″ в. д.                                                               |

## Хасковская область
| Изображение | Название на русском языке                                                                                               | Название на болгарском языке                                                                                 | Местоположение | Описание памятника                                                   |
| ----------- | --- | --- | -------------- | -------------------------------------------------------------------- |
|             | Памятник кавалеристам Логинову и Голодейскому погибшим 8 января 1878 г. при освобождении деревни                        | Паметник на кавалеристите Логинов и Голодейски загинали на 8 януари 1878 г. при освобождението на селото     | Конуш          | Расположенный на деревенской площади 41°51′41″ с. ш. 25°30′57″ в. д. |
|             | Памятник в честь освобождения города от османского ига и погибшим восемь драгун 1-го Московского лейб-драгунского полка | Паметник в чест на освобождението на града от османско иго и 8 драгуни от 1-ви Московски лейб-драгунски полк | Харманли       | Находится на территории городе 41°55′47″ с. ш. 25°53′30″ в. д.       |
|             | Памятник в честь освобождения города от османского ига                                                                  | Паметник в чест на освобождението на града от османско иго                                                   | Хасково        | Находится на территории городе                                       |
|             | Мемориальная доска на месте, где первый русский солдат, который вошёл в город, был убит башибозуками                    | Паметна плоча на мястото където първият руски войник е влязъл в града и е бил убит от башибозуците           | Хасково        | Находится на территории городе                                       |

## Шуменская область
| Изображение | Название на русском языке | Название на болгарском языке | Местоположение | Описание памятника                                                                      |
| ----------- | --- | --- | -------------- | --------------------------------------------------------------------------------------- |
|             | Братская могила 11-го уланского Чугуевского полка взводный вахтмистр и 4 нижних чина, погибшим 22 января 1878 г. под Шумен                            | Братска могила на взводен вахтмистър и 4 нисши чина от 11-ти улански Чугуевски полк, убити на 22 януари 1878 г. край Шумен                                             | Градиште       | Находится на дороге к северу от деревни 43°20′14″ с. ш. 26°50′15″ в. д.                 |
|             | Памятник генералу Валериану Мадатову | Паметник на генерал княз Валериан Мадатов | Шумен          | Расположенный в городе возле улице «Славянский» 43°16′16″ с. ш. 26°55′56″ в. д.         |
|             | Надгробие капитану 47-го Украинского полка Митрофану Колесникову, ранен в обе ноги в бою за Трыстеник 14 ноября 1877 г. и умер в плену в городе Шумен | Надгробен паметник на капитан Митрофан Колесников от 47-ми Украински полк, ранен и в двата крака в боя при Тръстеник на 14 ноември 1877 г. и умрял в плен в град Шумен | Шумен          | Находится во дворе церкви «Святого Вознесения Господне» 43°16′22″ с. ш. 26°55′04″ в. д. |
|             | Надгробие 45 русским воинам, погибших от ран и болезней в Русско-турецкой войне 1877—1878                                                             | Надгробен паметник на 45 руски воини, загинали от рани и болести през Руско-турската война 1877—1878                                                                   | Шумен          | Находится на улице «Македония»                                                          |
|             | Памятник русскому поэту Александру Сергеевичу Пушкину                                                                                                 | Паметник на руския поет Александър Сергеевич Пушкин | Шумен          |                                                                                         |

## Список населённых пунктов в Болгарии, названных в честь русских
- Аксаково — город в Варненской области. Назван в честь русского публициста, поэта, общественного деятеля Ивана Сергеевича Аксакова (1823—1886).
- Александрово (Бургасская область), Александрово (Великотырновская область), Александрово (Ловечская область), Александрово (Тырговиштская область), Александрово (Старозагорская область), Александрово (Хасковская область), Александрово (Шуменская область), Александрово (Ямболская область) — сёла названы в честь российского императора Александра ІІ — Царя-Освободителя.
- Белокопитово — село в Шуменской области, названо в честь генерала С. Д. Белокопытова, который вошёл в село 5 (18) июля 1878 года командуя русскими освободительными войсками.
- Братушково — село в Софийской области. Названо в честь русских воинов-освободителей, которых болгары называли «братушки». Это слово осталось как синоним «русские» в болгарском языке и поныне[41].
- Горталово — село в Плевенской области, названо в честь майора 61-о пехотного Владимировского полка Ф. М. Горталова.
- Граф-Игнатиево — село в Пловдивской области, названо в честь графа Н. П. Игнатьева.
- город Гурково, село Гурково (Добричская область) и село Гурково (Софийская область) — названы в честь генерала И. В. Гурко.
- Драгомирово (Великотырновская область), Драгомирово (Перникская область) — названы в честь генерала М. И. Драгомирова
- Зараево — село в Тырговиштской области, названо в честь 140-о пехотного Зарайского полка, который вел тяжелыми боями за освобождения села 18 августа 1877.
- Игнатиево — село в Варненской области, названо в честь графа Н. П. Игнатьева.
- Калитиново — село в Старозагорской области, названо в честь командира 3-й дружине болгарского ополчения подполковника П. П. Калитина.
- Киреево — село в Видинской области, названо в честь капитана Н. А. Киреева.
- Орловец — село в Великотырновской области названо в честь 36-го пехотного Орловского генерал-фельдмаршала князя Варшавского, графа Паскевича-Эриванского полка.
- Скобелево (Сливенская область), Скобелево (Старозагорская область), Скобелево (Ловечская область), Скобелево (Пловдивская область) и Скобелево (Хасковская область) — села названы в честь генерала М. Д. Скобелева.
- Столетово (Пловдивская область) и Столетово (Старозагорская область) — села названы в честь их освободителя генерала Н. Г. Столетова.
- Суворово — город в Варненской области, назван в честь русского полководца А. В. Суворова. В 1774 году здесь произошла битва русских войск с войсками Османской империи.
- Толбухин — название города Добрич в 1949—1990 годах, в честь Маршала Советского Союза Ф. И. Толбухина.
- Тотлебен — село в Плевенской области, названо в честь генерала Э. И. Тотлебена.
- Церетелево — село в Пловдивской области, названо в честь русского князя и дипломата А. Н. Церетели.
- Черкаски — село в Монтанской области, названо в честь русского государственного и общественного деятеля В. А. Черкасского.